# 後醍醐天皇
後醍醐天皇（ごだいごてんのう、1288年11月26日〈正応元年11月2日〉 - 1339年9月19日〈延元4年/暦応2年8月16日〉）は、日本の第96代天皇、および南朝初代天皇（在位:1318年3月29日〈文保2年2月26日〉 - 1339年9月18日〈延元4年/暦応2年8月15日〉、治天:1321年12月28日〈元亨元年12月9日〉 - 1339年9月18日〈延元4年/暦応2年8月15日〉）。諱は尊治（たかはる）。

## 概要
大覚寺統の天皇。天皇による親政を理想とし、武家政権の鎌倉幕府を打倒し建武の新政を行った。その後軍事力の中核であった実子を粛清した事と失政により失脚。一地方政権の主として生涯を終える。建武の新政は2年半で崩壊し、足利氏の武家政権に戻ることとなり、朝廷の支配力は鎌倉時代以上に弱まることとなる。
両統迭立により、実子に皇位を譲位できず、上皇になって院政を敷いて権力を握れなかった後醍醐天皇は、鎌倉幕府の両統迭立を崩すために、倒幕運動を行った。元弘の乱で鎌倉幕府を倒して建武新政を実施したものの、間もなく足利尊氏との戦い（建武の乱）に敗れたため、大和吉野へ入り、南朝政権（吉野朝廷）を樹立し、尊氏の室町幕府が擁立した北朝との間で、南北朝の内乱が勃発した。尊氏が征夷大将軍に就任した翌年、吉野で崩御した。
先代の花園院は、後醍醐天皇を「王家の恥」「一朝の恥辱」と日記に書いている。また、同時代の公卿からも否定的な評価を受けている。吉田定房は後醍醐天皇の討幕運動を否定し、「天嗣ほとんどここに尽きなんや（天皇の跡継ぎは尽きてしまうのではないか）」と諫めている。北畠顕家は、後醍醐天皇の政策を諫める上奏を行っている。また、同時代の中級実務貴族からの評判も悪く、後醍醐天皇は彼らの協力を得られず、政治的に厳しい立場に追い込まれることになる。また、江戸中期を代表する政治家新井白石は「読史余論」で、「後醍醐中興の政、正しからず（建武の新政は正しいものでは無い）」と、後醍醐天皇に厳しい評価を与えており、同時代の三宅観瀾は「中興鑑言」で、頼山陽は「日本外史」で遊興に明け暮れ、私利私欲に走る後醍醐天皇を批判している。一方で、優れた統治者の一人であると室町幕府・南朝の後継指導者から評される。
室町幕府・南朝両政府の政策は、建武政権のものを多く基盤とした。特筆されるのは、氏族支配による統治ではなく、土地区分による統治という概念を、日本で初めて創り上げたことである。裁判機構に一番一区制を導入したり、形骸化していた国や郡といった地域の下部機構を強化することで統治を円滑にする手法は、以降の全国政権の統治制度の基礎となった。その他には、土地の給付に強制執行を導入して弱小な勢力でも安全に土地を拝領できるシステムを初めて全国的・本質的なものにしたこと（高師直へ継承）、官位を恩賞として用いたこと、武士に初めて全国的な政治権力を与えたこと、陸奥将軍府や鎌倉将軍府など地方分権制の先駆けでもあることなどが挙げられる。
学問・宗教・芸術の諸分野で高い水準の業績を残した。儒学では宋学（新儒学）受容を進めた最初の君主である。また、有職故実の代表的研究書『建武年中行事』を著した。真言宗では父の後宇多上皇と同様に真言密教の庇護者で阿闍梨（師僧）の位を持っていた。禅宗では禅庭の完成者である夢窓疎石を発掘したことは、以降の日本の文化・美意識に影響を与えた。伊勢神道を保護し、後世の神道に思想的影響を与えた。宸翰様を代表する能書帝で、『後醍醐天皇宸翰天長印信（蠟牋）』（文観房弘真との合作）等4件の書跡が国宝に指定されている。二条派の代表的歌人で、親政中の勅撰和歌集は『続後拾遺和歌集』（撰者は二条為定）。『源氏物語』の研究者。雅楽では琵琶の神器「玄象」の奏者であり、笙の演奏にも秀でていた。茶道では、その前身である闘茶を最も早く主催した人物の一人ともいわれる。
結果的には敵同士になってしまった尊氏からも敬愛された。真言律宗の僧で、ハンセン病患者などの救済に生涯を尽くした忍性を再発見、「忍性菩薩」の諡号を贈って称揚した。また、文観房弘真らを通じて、各地の律宗の民衆救済活動に支援をした。正妃である中宮の西園寺禧子は才色兼備の勅撰歌人で、おしどり夫婦として、『増鏡』終盤の題材の一つとなっている。
一方で、大塚紀弘は、後醍醐天皇は密教や寺社重宝がもたらす呪術的な力にすがらざるを得ない追い込まれた事情があったと、記している。

## 生涯

### 即位前
大覚寺統・後宇多天皇の第二皇子。生母は、内大臣花山院師継の養女・藤原忠子（談天門院、実父は参議五辻忠継）。正応元年11月2日（1288年11月26日）に誕生し、正安4年（1302年）6月16日に親王宣下。嘉元元年（1303年）12月20日に三品に叙品。嘉元2年（1304年）3月7日に大宰帥となり、帥宮（そちのみや）と呼ばれた。また、徳治2年（1307年）5月15日には、中務卿を兼任している。

### 即位

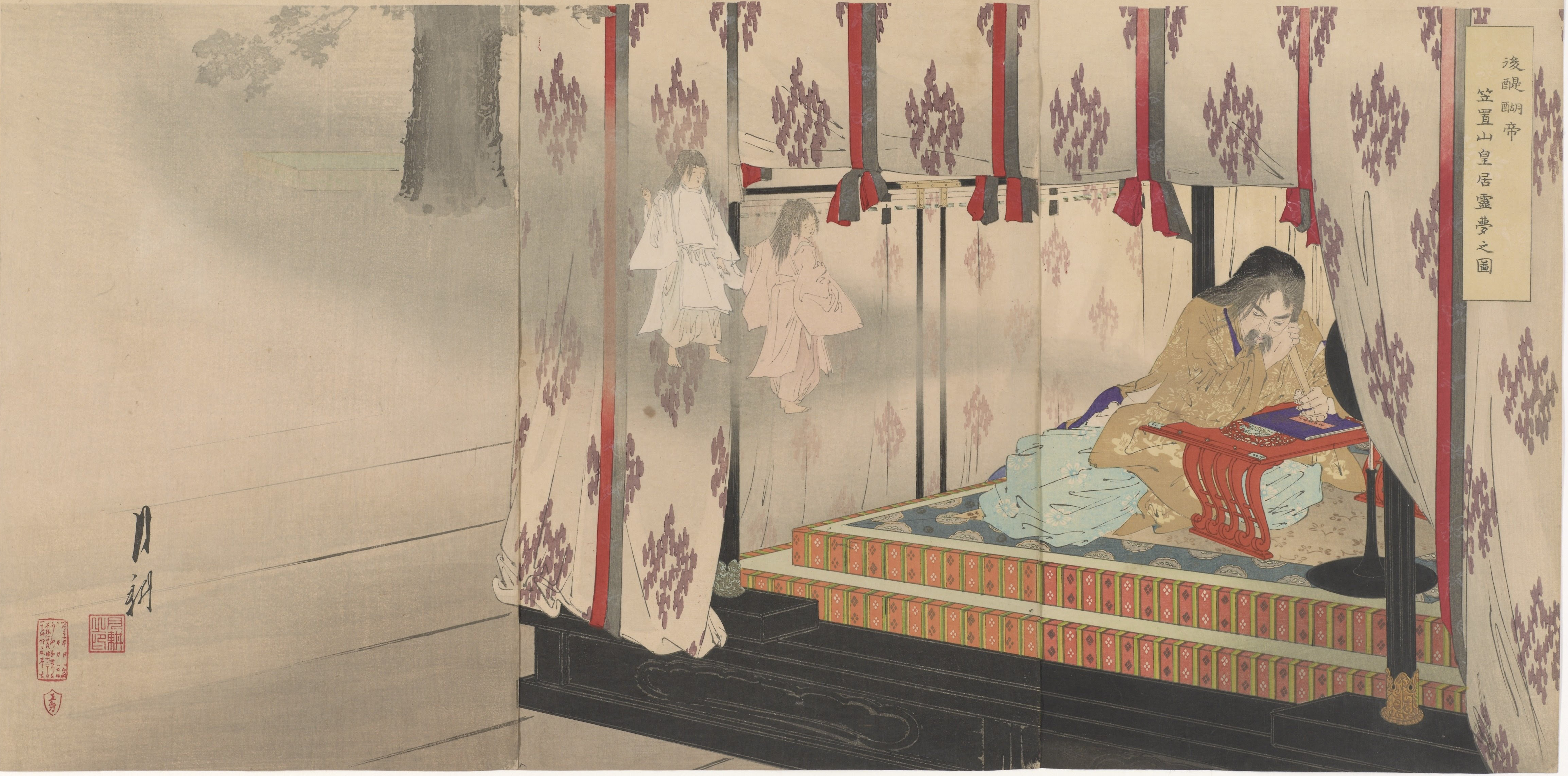
『後醍醐天皇図』

正安3年（1308年）に持明院統の花園天皇の即位に伴って皇太子に立てられ、文保2年2月26日（1318年3月29日）花園天皇の譲位を受けて31歳で践祚、3月29日（4月30日）に即位。30代での即位は1068年の後三条天皇の36歳での即位以来、250年ぶりであった。即位後3年間は父の後宇多法皇が院政を行った。後宇多法皇の遺言状に基づき、後醍醐天皇は兄後二条天皇の遺児である皇太子邦良親王に次ぐ系統（河内祥輔の表現では「准直系」）と位置付けられていた。「中継ぎ」の「一代の主」というきわめて脆弱な立場だったという旧説もあるが、これは対立皇統である持明院統由来の文書にしか見られず、そこまで弱い立場ではなかったようである。元亨元年（1321年）、後宇多法皇は院政を停止して、後醍醐天皇の親政が開始される。これには、後宇多が傾倒していた真言宗の修行に専念したかったという説（『増鏡』「秋のみ山」から続く有力説）や、後醍醐・邦良による大覚寺統体制を確立させて、持明院統への完全勝利を狙ったとする説（河内説）などがある。いずれにせよ、前年に邦良親王に男子（康仁親王）が生まれて邦良親王への皇位継承の時機が熟したこの時期に、後醍醐天皇が治天の君となったのは、後宇多から後醍醐への信任があったからだと考えられている。
元亨2年（1322年）、後醍醐天皇が中宮の西園寺禧子の御産祈祷を名目に、鎌倉幕府に呪いをかけた とされるが、後述のように御産祈祷は真実（倒幕とは無関係）とする説もある。

### 正中の変

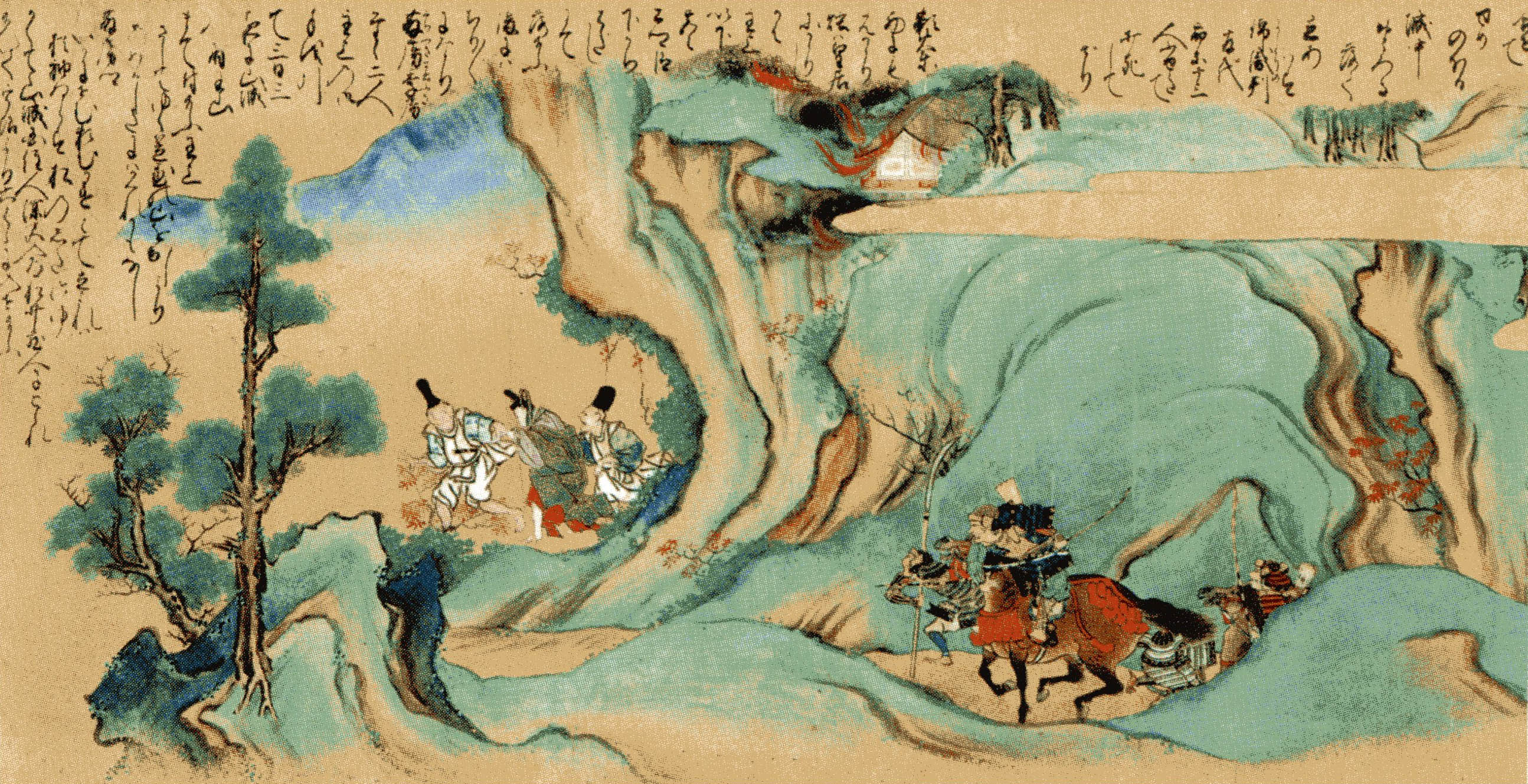
『太平記絵巻』第2巻（山中をさまよう後醍醐天皇）
埼玉県立歴史と民俗の博物館蔵

正中元年（1324年）、後醍醐天皇は鎌倉幕府打倒を計画したという嫌疑をかけられ、六波羅探題が天皇の側近日野資朝を処分する正中の変が起こる。公式判決では、後醍醐は無罪として釈放された。
その後、嘉暦元年（1326年）6月からおよそ3年半余り、中宮である西園寺禧子への御産祈祷が行われた。主たる理由としては、仲睦まじい夫婦であるのに、子宝に恵まれないことを夫妻が心情的に不満に思ったことが挙げられる。特にこのタイミングで行われたことに関しては、3か月前である同年3月に後醍醐のライバルである邦良が急逝したため、有力権門である西園寺家所生の親王が誕生すれば、邦良親王系に対抗する有力な皇位継承者になり得ると考えたためとも推測されている（河内祥輔説）。なお、『太平記』では安産祈祷は幕府調伏の偽装だったと描かれているが、この説は2010年代後半時点でほぼ否定されている（西園寺禧子#『太平記』）。
邦良薨去後は、後醍醐一宮（第一皇子）の尊良親王ら4人が次の皇太子候補者に立ったが、最終的に勝利したのは持明院統の嫡子量仁親王（のちの光厳天皇）だったため、譲位の圧力は強まった。
元徳2年（1330年）には、「法曹一途の碩儒」と呼ばれ、「もし倒幕計画が失敗すれば朝儀は再び塗炭に堕ちるだろう」と関東征伐に反対していた中原章房を、瀬尾兵衛太郎に命じて清水寺参詣の際に暗殺させた。

### 元弘の乱

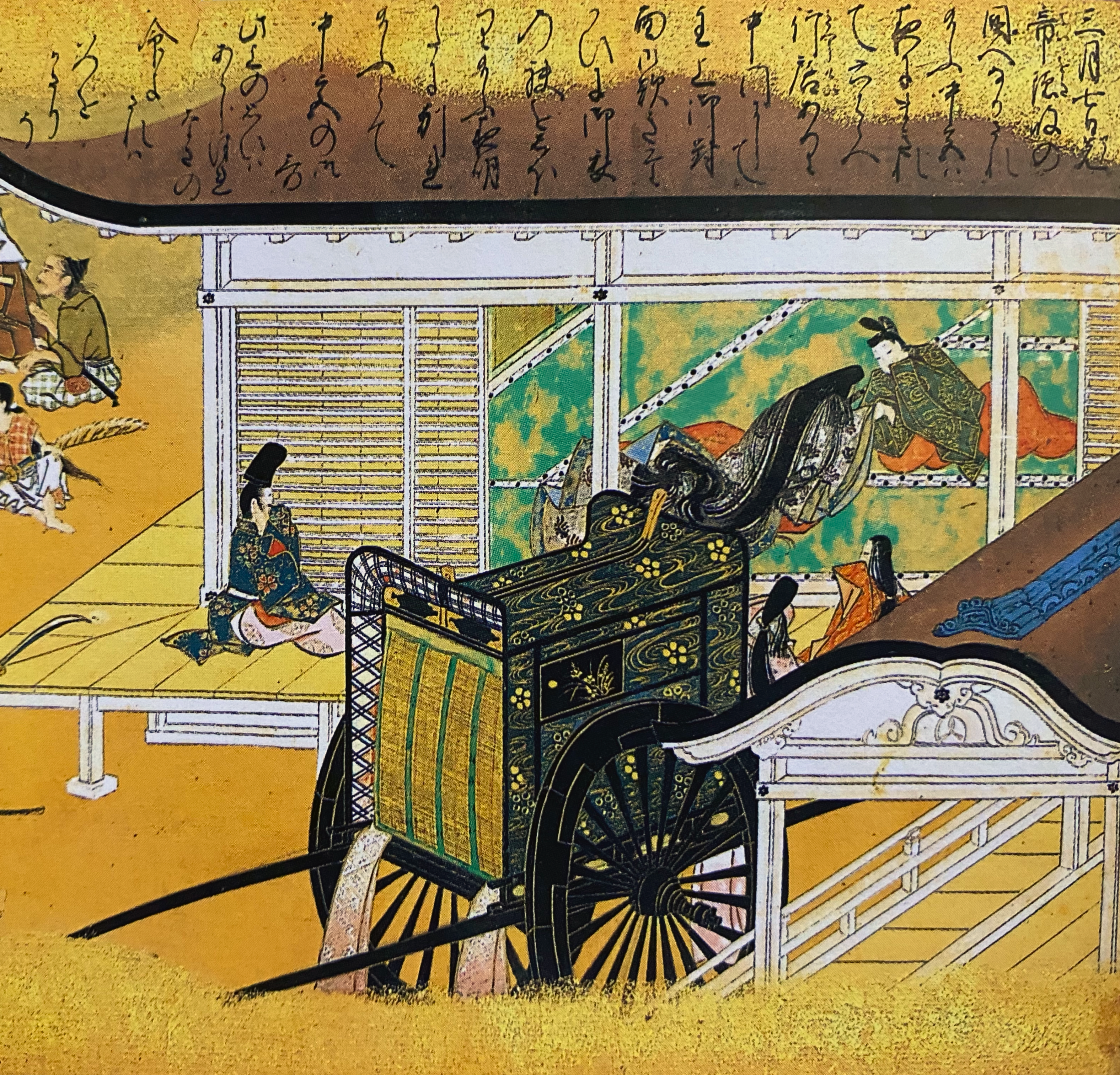
幕府に捕縛され幽閉中の後醍醐を心配に想い、牛車で駆けつけて一夜を語り明かす中宮西園寺禧子。『太平記絵巻』（17世紀ごろ）第2巻「中宮御嘆事」。埼玉県立歴史と民俗の博物館所蔵。

元弘元年（1331年）、倒幕計画が側近吉田定房の密告により発覚し身辺に危険が迫ったため急遽京都脱出を決断、三種の神器を持って挙兵した。はじめ比叡山に拠ろうとして失敗し、笠置山（現京都府相楽郡笠置町内）に籠城するが、圧倒的な兵力を擁した幕府軍の前に落城して捕らえられる。これを元弘の乱（元弘の変）と呼ぶ。髪を乱し、服装も整わないまま、山中に潜んでいたところを発見されたとのことで、花園院は「王家の恥」「一朝の恥辱」と『花園天皇宸記』（元弘元年10月1日条）に記している。このとき、後醍醐天皇は鎌倉幕府の取り調べに対し、「天魔の所為（悪魔のせいで、自分の責任ではない）」なので、許してもらいたいと訴えたという。
幕府は後醍醐天皇が京都から逃亡するとただちに廃位し、皇太子量仁親王（光厳天皇）を即位させた。捕虜となった後醍醐は、承久の乱の先例に従って謀反人とされ、翌元弘2年 / 正慶元年（1332年）隠岐島に流された。この時期、後醍醐天皇の皇子護良親王や河内の楠木正成、播磨の赤松則村（円心）ら反幕勢力（悪党）が各地で活動していた。このような情勢の中、後醍醐は元弘3年 / 正慶2年（1333年）、名和長年ら名和一族を頼って隠岐島から脱出し、伯耆船上山（現鳥取県東伯郡琴浦町内）で挙兵する。5月27日、後醍醐は圓教寺へ御幸し、大講堂に参籠して幕府滅亡を祈願した。これを追討するため幕府から派遣された足利高氏（尊氏）が後醍醐方に味方して六波羅探題を攻略。その直後に東国で挙兵した新田義貞は鎌倉を陥落させて北条氏を滅亡させる。

### 建武の新政

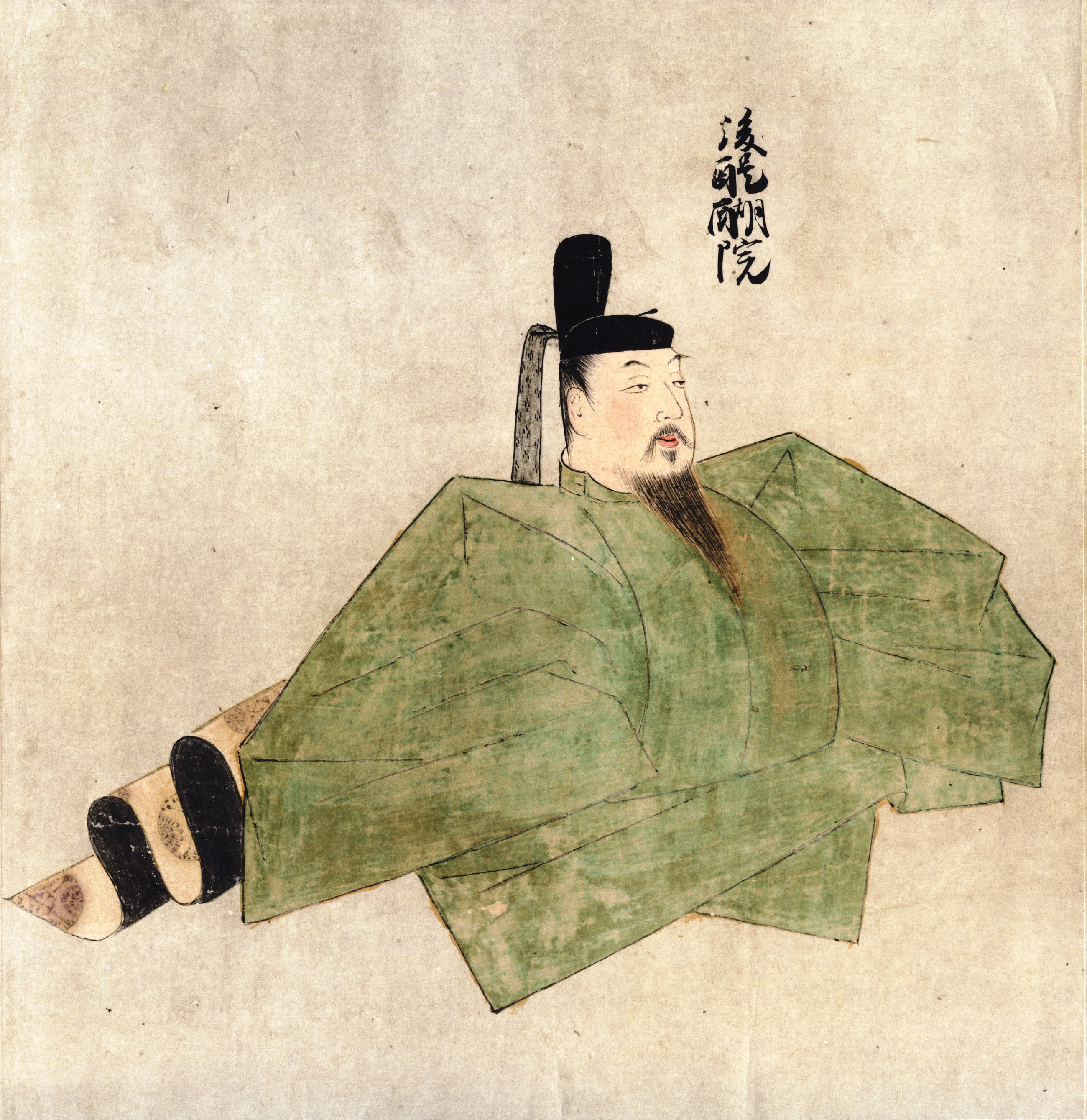
後醍醐天皇像
（三の丸尚蔵館蔵『天子摂関御影』より）

元弘3年6月5日（1333年7月17日）に帰京 した後醍醐天皇は、「今の例は昔の新義なり、朕が新儀は未来の先例たるべし」（『梅松論』上）と宣言し、建武の新政を開始した。なお、建武の新政については、当時から現在に至るまで多様な評価・解釈があり、その特徴や意義について一致した見解が得られていない。したがって、以下、本節では事象の列挙のみを行い、後醍醐天皇の政治思想やその意義・評価については「#評価（同時代）」の節に譲る。
まず、自らの退位と光厳天皇の即位を否定し、光厳朝で行われた人事をすべて無効にするとともに、幕府・摂関を廃した。両統迭立を廃止して皇統を大覚寺統に一統した。実子で元弘の乱に最初期から参戦した護良親王を征夷大将軍とし（数か月後に解任）、足利高氏を戦功第一とし自身の諱（本名）「尊治」からの偏諱「尊氏」の名を与えて鎮守府将軍や参議などに任じた。同年中に記録所・恩賞方・雑訴決断所・武者所（頭人（長官）は新田義貞）・窪所などの重要機関が再興もしくは新設された。また、地方政権としては、親房の子北畠顕家を東北・北関東に（陸奥将軍府）、尊氏の弟足利直義を鎌倉に配置した（鎌倉将軍府）。
翌年（1334年）に入るとまず1月23日、父の後宇多天皇が大覚寺統嫡流に指定した甥の邦良親王の血統ではなく、実子の恒良親王を皇太子に立てた。
同年1月29日（1334年3月5日）、簒奪者王莽を倒し後漢を開いた光武帝の元号の建武（けんぶ）の故事により、元号を建武（けんむ）に改元した。
同年中に、検非違使庁による徳政令（建武の徳政令）発布（5月3日）、恩賞方の再編（5月18日）、雑訴決断所の拡充（8月） などの政策が行われた。また、硬貨・楮幣（紙幣）併用とする官銭乾坤通宝を計画し、中御門宣明を鋳銭長官・五条頼元を鋳銭次官に任じた。10月後半から11月初頭、護良親王が失脚し、足利直義に預けられ、鎌倉に蟄居となった（『梅松論』『保暦間記』『大乗院日記目録』）。
建武2年（1335年）6月15日には造大内裏行事所始が行われた。6月22日、大納言西園寺公宗の謀反が発覚し、武者所職員の楠木正成・高師直らに捕縛された。

### 足利尊氏との対立
建武2年（1335年）、北条氏残党の北条時行が起こした中先代の乱の鎮圧のため勅許を得ないまま東国に出向いた足利尊氏が、乱の鎮圧に付き従った将士に鎌倉で独自に恩賞を与えた。これを新政からの離反と見なした後醍醐天皇は新田義貞に尊氏追討を命じ、義貞は箱根・竹ノ下の戦いでは敗れるものの、京都で楠木正成や北畠顕家らと連絡して足利軍を破った。しかし、「連絡して」とは言うものの、実際に足利軍を破ったのは後醍醐直属軍とも表せる新田軍や楠木軍ではなく、あくまでも奥州の北畠軍であり、建武政権に大きな政策転換を迫るものであった。つまり、後醍醐直属軍を倒した足利の「鎌倉小幕府」軍が、北畠の「奥州小幕府」軍に敗れたのであり、「幕府を置かない武家の活用」という後醍醐の政権構想は失敗に終わったのである。
『梅松論』によれば、この時、楠木正成は勝利した側であるにもかかわらず、後醍醐天皇に尊氏との早期講和を進言したが、公家たちによって退けられた。
尊氏は九州へ落ち延びるが、翌年に九州で態勢を立て直し、後に北朝となる持明院統の光厳上皇の院宣を得た後に再び上洛を目指した。尊氏率いる足利軍は、新田・楠木軍に湊川の戦いで勝利し、正成は討死し義貞は都へ逃れた。

### 南北朝時代
足利軍が入京すると後醍醐天皇は比叡山に逃れて抵抗するが、足利方の和睦の要請に応じて三種の神器を足利方へ渡し、尊氏は光厳上皇の院政のもとで持明院統から光明天皇を新天皇に擁立し、建武式目を制定して幕府を開設する（なお、太平記の伝えるところでは、後醍醐天皇は比叡山から下山するに際し、先手を打って恒良親王に譲位したとされる）。廃帝後醍醐は幽閉されていた花山院を脱出し、尊氏に渡した神器は贋物であるとして、吉野（現奈良県吉野郡吉野町）に自ら主宰する朝廷を開き、京都朝廷（北朝）と吉野朝廷（南朝）が並立する南北朝時代が始まる。後醍醐天皇は、尊良親王や恒良親王らを新田義貞に奉じさせて北陸へ向かわせ、懐良親王を征西将軍に任じて九州へ、宗良親王を東国へ、義良親王を奥州へと、各地に自分の皇子を送って北朝方に対抗させようとした。しかし、劣勢を覆すことができないまま病に倒れ、延元4年 / 暦応2年（1339年）8月15日、奥州に至らず、吉野へ戻っていた義良親王（後村上天皇）に譲位し、翌日、崩御した。宝算52（満50歳没）。
摂津国の住吉行宮にあった後村上天皇は、南朝方の住吉大社の宮司である津守氏の荘厳浄土寺において後醍醐天皇の大法要を行う。また、尊氏は後醍醐天皇を弔い、京都に天龍寺を造営している。

## 人物

### 容姿
後醍醐を直に見たことがあると思われる『増鏡』作者の貴族（二条良基など諸説あり）は、天皇である後醍醐自身の容姿については余り直接語らない。『増鏡』作者は、後醍醐の逸話を光源氏になぞらえて叙述する傾向が多いが（『増鏡』「秋のみ山」「久米のさら山」等）、これはどちらかといえば王朝文学の雰囲気を出すためかともいう。
血族に関して言えば、後醍醐の長男である尊良親王は「ふりがたくなまめかし」（以前のまま優美である）と、流浪の身にあっても容姿に衰えのない美男子であると明言されている（『増鏡』「久米のさら山」）。次男の世良親王もまた「いときらきらし」（端正な美形）だったという（『増鏡』「春の別れ」）。尊良と世良、および親族の恒明親王の三人は一緒にいることが多かったが、三人が後醍醐の後ろに並んで歩く姿にさぞや若い女官たちは色めきだったのではないか、と『増鏡』作者は推測している（『増鏡』「春の別れ」）。

### 家族について
正妃である中宮・西園寺禧子とは小説的な逃避行で結ばれた仲であり、二人の熱愛と夫婦仲の睦まじさは『増鏡』などで名高い。後醍醐天皇は正妃を最も大切に扱って寵愛し、側室もないがしろにしない人物だった（#正妃を手厚く扱う）。
第一皇子の尊良親王には、中務卿など政界の重職での経験を積ませ、節会に出仕させるなど、自分自身の親王時代と同じキャリアを歩ませている。落選こそしてしまったものの、皇太子候補選に推挙したこともある。
第二皇子の世良親王は、後醍醐天皇が出御する時の御供として側に置くことが多かった。嘉暦3年（1328年）10月9日には、関白の二条道平に頼み、世良が議奏という重要な公務を行うのを支えて欲しいと言い、当日、世良が公務を大過なく果たしたのを見ると、後醍醐天皇は上機嫌になったという（『道平公記』）。
皇太子であった恒良親王は常に後醍醐天皇に振り回されていた。建武3年（1336年）に西国で勢力を盛り返した尊氏が京都を占拠すると、後醍醐天皇は比叡山に逃れた。このとき後醍醐天皇へ尊氏から密使が来て、天皇が義貞に無断で尊氏と和睦をして比叡山を下山しようとしたため、激怒した堀口貞満が出発直前の天皇に「当家累年の忠義を捨てられ、京都に臨幸なさるべきにて候はば、義貞始め一族五十余人の首をはねて、お出であるべし」と奏上し、後醍醐天皇は皇位を恒良親王に譲り（『太平記』では三種の神器も恒良親王に渡ったという）、恒良親王と尊良親王を委任することで新田軍が官軍であることを保証してから下山した。これによって恒良親王は天皇となり、越前国へ下向し、「北陸朝廷」とも呼べる政権が誕生した。この時に天皇として発給した「綸旨」や、義貞が恒良親王の移動を「臨幸」と表現した書状が現存している。また、「白鹿」という私年号が用いられていたことも「得江文書」から判明している。しかし、比叡山を下山し花山院に幽閉されていた後醍醐天皇は何の連絡も無しに突如吉野へと逃れ、自身が主宰する朝廷を開いたため、恒良親王の皇位継承は無意味となってしまった。義貞はこれを不快に思ったのか、恒良親王と共に越前国に下向した当時は建武政権下で叙された「左中将」と署名していたのが、後醍醐天皇出奔後は「源」とのみ署名していることが残存の書状から確認できる。このように、後醍醐は軽率な行動によって自らの身内から不信感を買ってしまうことも多々あった。
護良親王は、元弘の乱勃発当初は「後醍醐天皇の代行者」として、「将軍宮」を自称し、特に軍事面において活躍していた。しかし、六波羅探題攻略に際しては、後醍醐天皇自身が軍法を布告し、また4月10日前後から、それまで護良親王が担当していた軍勢催促も、後醍醐天皇が自身で綸旨を発給することによって掌握し始め、護良親王の天皇代行者としての立場を回収しようとした。護良親王はこれを察し、軍事関連の令旨を発することはなくなった。
六波羅探題攻略後は、終始討幕戦の中心となり、血みどろの戦闘に身を投じ、本来であれば最大の殊勲者となるはずであった護良親王が、足利高氏のたった一度の六波羅探題攻略によって、その政治的存在をかき消されてしまった。護良親王ではなく高氏が大功労者として政界に踊り出、それを武家方の後伏見院でさえ疑問に思わなかった上に、「光明寺残篇」に見えるように、後醍醐天皇は護良親王を専ら仏教界に抑圧し、軍務や政治から遠ざけようとしていた 。さらに後醍醐天皇は、同じく「光明寺残篇」に見えるように、護良親王の兵力になり得る山門武力を「違勅の北嶺法師」と呼び、武装蜂起を抑制しようとした。そうなってしまえば、護良親王は戦後処理をめぐる発言力を失い、新政権での政治方針も主張できなくなることは自明であった。この現実を前にして、護良親王は、高氏に烈しい憎悪と敵意を抱いた。護良親王は以上の理由により後醍醐に反発し、六波羅探題を攻略した後も京都に入らず信貴山に登り、後醍醐天皇の説諭も拒否し、武士の求心点である征夷大将軍の地位を要求して信貴山から動かなくなってしまった。後醍醐天皇は護良親王に征夷大将軍の地位を与えることを嫌がったが、将軍となればすぐさま武家政権の成立に繋がる高氏のことを考慮し、護良親王を将軍に任じることで妥協した。
その後に護良親王は入京したが、『梅松論』に見えるように、「後醍醐天皇の叡慮」に従い行われようとしていた尊氏襲撃の計画が発覚してしまった。尊氏が慌てて後醍醐天皇や阿野簾子に取り入り、狭い私情の次元での護良親王敵視を煽ったことで、護良親王は後醍醐天皇に裏切られる形で足利直義に預けられ、鎌倉に幽閉されることとなり、中先代の乱の際に時行方に担がれることを恐れた直義の命を受けた淵辺義博によって殺された。『梅松論』によれば、幽閉中に「武家（足利）よりも君（後醍醐）の恨めしく渡らせ給ふ」と述べていたという。
護良親王が後醍醐天皇や尊氏との政争に敗れたのは、謀略にたけ目的主義を身上とする後醍醐天皇や、一つ判断を誤れば族滅しかねない北条専制のもとでバランスと手練手管で生きてきた尊氏に対し、専ら戦闘に明け暮れていたため、自身の行動がどのように相手に作用するかという政治力に対する知識が乏しかったからであると考えられる。
後醍醐天皇が護良親王を死なせたことについて、政権内部には驚愕と動揺が広がり、『太平記』「兵部卿親王流刑事付驪姫事」に見えるように、「いくら少しの過ちがあろうとも、宥めることもせずに敵人の手に渡してしまうのは如何なものか」という世論が形成された。
後に後醍醐天皇が尊氏の討伐を決意する際に影響を及ぼしたのは新田義貞であるが、義貞はその糾弾の際に、護良親王殺害の罪を全て足利尊氏の悪逆によるものと訴えたため、後醍醐天皇は政権に叛意を抱く尊氏の討伐を、護良親王殺害の復讐としての意味も持たせ、先述の世論や政権内の空気を一掃できると考え、義貞の訴えを受け入れた。
後醍醐天皇が護良親王を死なせたことが失敗であったことは、護良親王死後10ヶ月後には建武政権が崩壊したことからもわかる。楠木正成は後醍醐天皇が護良親王を失脚させたことに失望し、生彩を欠くようになってしまい、後醍醐天皇は正成を湊川の戦いで死なせてしまった。赤松円心は、護良親王に近い武将であったため、その大功績にもかかわらず、播磨国一国の守護職に宛てがわれただけにすぎず、しかも護良親王粛清に伴い、その守護職も解任され、所領は佐用荘地頭職だけという仕打ちを受けたために、後醍醐天皇や政権執行部に対して深い恨みを抱き、尊氏方についた。新田軍勢が円心の籠る白旗城を攻めた際に、円心は一族の者を遣わし、護良親王の御恩が忘れられないこと、恩賞の少なさへの不満、後醍醐天皇の綸旨によって自身が播磨国の守護職に任じられれば降伏することを主張した。義貞はこれを信じ、後醍醐の綸旨を取り寄せたが、その間に円心は戦備を整え、綸旨が到着すると、円心は「既に将軍様（尊氏）に播磨国の守護職に任じてもらったのに、手の裏を返すような綸旨など誰がいるか」と嘲笑った 。
護良親王の子である興良親王は、延文5年/正平15年（1360年）4月25日に、赤松円心の四男である赤松氏範の後援を得て、吉野十八郷の兵を引き連れ、南朝の拠点である賀名生を襲い、黒木内裏や宿所を悉く焼き払った。興良親王が軍事行動を開始したのは父・護良親王の死の翌年であり、父が後醍醐らによって捕まり、無惨な最期を遂げたその経緯を理解できる年齢であった。興良親王はこの経験を忘れず、後醍醐の正嫡である後村上天皇に恨みを抱き、それが爆発したのが賀名生の焼き討ちであった。この感覚は興良親王自身以外の誰にも理解されなかったため、当時の人間も『太平記』に見えるように「不思議なりし御謀反也。」と言った。
正妃の禧子との皇女である懽子内親王については、元徳3年（1331年）8月20日、元弘の乱で幕府と笠置山の戦いを起こすまでという緊迫した時期にもかかわらず、娘のためにわざわざ時間をとって伊勢神宮斎宮の儀式の一つである野宮（ののみや）入りの手続きを行っている（『増鏡』「久米のさら山」）。この時期に懽子が野宮入りしたことについて、井上宗雄によれば、挙兵前に娘の大事な儀式を完了しておきたかったのではないかという。懽子は光厳上皇妃だったにもかかわらず、26歳で出家しているが、安西奈保子の推測によれば、時期的に父の崩御を悼んでのものだったのではないか、という。
父の後宇多上皇とは、かつては仲が悪いとする説があった。しかし、その後、訴訟政策や宗教政策などに後宇多からの強い影響が指摘され、改めて文献を探ったところ、心情的にも父子は仲が良かったと見られることが判明したという。三条実躬の『実躬卿記』では、徳治2年（1307年）1月7日の白馬節会で同じ御所に泊まったのをはじめ、この頃から父子は一緒に活動することが多くなり、蹴鞠で遊んだ記録などが残っている。特に父子の愛情を示すのが、後宇多の寵姫だった遊義門院が危篤になった時で、石清水八幡宮への快癒祈願の代参という大任を尊治（後醍醐）が任された。尊治は途上で遊義門院崩御の知らせを聞いたが、それにもかかわらず父の期待に応えたいと思い、引き返さずに石清水八幡宮に参拝したという。後宇多の命で帝王学の書である『群書治要』を学んだりもしたところを見ると、政治の枢要に尊治（後醍醐）を置きたかったのではないかという。
母の五辻忠子には、践祚わずか2か月後に女院号の「談天門院」を贈り、自身の出世を支えてくれた母を労っている。
祖父の亀山上皇からは、母の忠子が後に亀山のもとに身を寄せたこともあって可愛がられており、亀山の崩御まで庇護を受けていた。最晩年の亀山に子の恒明親王が生まれてそちらに寵が移ったあとも、亀山は後醍醐天皇のことを気にかけており、忠子と後醍醐天皇に邸宅や荘園などの所領を残している。
同母姉である奨子内親王（達智門院）とは、20歳前後のころから『増鏡』「さしぐし」で和歌を贈り合う姿が描かれるなど、仲良し姉弟として当時から知られていた。後醍醐天皇が即位すると、非妻后の皇后に冊立されている。その後もたびたび和歌のやり取りをしたことが、『続千載和歌集』『新千載和歌集』などに入集している。『新葉和歌集』では後醍醐を追悼する和歌が2首収録されている。
大覚寺統正嫡で甥の邦良親王およびその系統とは仲が悪かった。中井の推測によれば、天皇として着々と実績を積んでいく後醍醐に、邦良の側が焦ったのではないか、という。また、後醍醐天皇の乳父である吉田定房と邦良派の中御門経継は犬猿の仲だったため（『花園天皇宸記』元応元年（1319年）10月28日条）、廷臣同士のいがみ合いが争いを加速させてしまった面もあるのではないか、という。
『増鏡』作者は、恒明親王（後醍醐天皇祖父の亀山上皇の最晩年に生まれた子）は後醍醐と交流が深く、特に後醍醐の子である尊良・世良と一緒にいることが多かったと描いている（『増鏡』「春の別れ」）。実際、恒明派から世良を通じて後醍醐派に転じた廷臣も多く、北畠親房はその代表例である。
血縁だけではなく、妻方の家族とも交流があった。中宮禧子の父の西園寺実兼や同母兄の今出川兼季から琵琶を学び、その名手だった。また、側室の二条為子の実家である二条派に学び、その代表的歌人でもある。

### 綸旨の乱発
後醍醐は本来綸旨を貰う身分ではない土民や地侍、辺境の武装商人、農村武士にまで綸旨を与え、民衆世界にある反体制、あるいは体制外的な勢力を根こそぎ倒幕軍事力として動員しようとした。そこに伝統や故実への配慮は見られず、結果的に、天皇制の危機の克服を目指したはずの後醍醐が、王権の最も重要な道具立てである綸旨の権威を回復するどころか逆に失墜させてしまい、『二条河原の落書』にみえるように気軽に偽綸旨が作られるような空気感を生み出した。
建武の新政下においても後醍醐の綸旨乱発は変わらず、現実や伝統を無視し、綸旨によって物事を個人的に裁定し、これまでの政治の仕切り直しをしようとしたため、朝廷内部の政治行政のありようが破壊的打撃を被った。また、後醍醐自身も「建武以後の綸旨は、容易く改めてはならない」という旨の綸旨を発しており、自分が綸旨を乱発し、しかもその内容が改変されたり誤っていたりすることを認めている。また雑訴決断所を開設し裁判の効率化を図ったものの、後醍醐の天皇絶対化の志向は変わらず、自身の理念的な無理から生じる政治の矛盾を解決するには至らず、多くの人物からの離反を招いた。
加えて、後醍醐はこの時代特有の法慣行（「古き良き法」の尊重）に対する配慮が足りず、元弘戦乱時に出された護良親王の令旨も否定した。

### 後醍醐の軍事力
後醍醐の倒幕計画は、専ら悪党的民間武装民と寺院僧兵、一握りの鎌倉御家人に依拠していた。これは、11.12世紀の武士は在地支配力の弱さの分だけ中央権力に依存しなければならなかったのが、鎌倉幕府の成立によって、院や公卿の支配であった武士達は東国の部下として自立していたからである。

### 綸旨・院宣文書数に対する伝奏奉文の少なさ
後宇多院政では、「治天の君」を補佐する側近集団である伝奏（花山院師信、六条有房、六条有忠、坊城定資、中御門経継、吉田定房、万里小路宣房）が重用され、綸旨・院宣文書数に対する伝奏奉文率は約71%であった。しかし、後醍醐親政においては綸旨・院宣文書数に対する伝奏奉文率は約4%であった。いくら天皇集権を目指す後醍醐であっても、側近無しに専制的な天皇権力を復活させることは不可能であったはずであるが、以上のように後醍醐には伝奏が集まらなかった。その理由は、伝奏となる名家層の人々が後醍醐への奉仕を嫌がり、距離を保とうとしたからであった。名家層の人々が後醍醐への奉仕を嫌った理由は2つ考えられる。1つ目の理由は、後醍醐が中継ぎの天皇であったからである。後宇多は後二条天皇の子や孫に皇位を継承させたいと望んでおり、後醍醐は中継ぎ役（一代主）として即位していたため、後醍醐と親密に接することは、後々に現れる正統な皇位継承者の機嫌を損ねる可能性があった。2つ目の理由は、後醍醐が倒幕を堅く決心していたからである。後宇多は歴代の治天の君の中でも、特に幕府との融和を心掛けていた。後宇多の腹心の六条有房は何度も鎌倉に下向しており、そのような親幕姿勢によって、文保の和談では皇位も東宮の地位も大覚寺統によって独占できた。それに対して、後醍醐は後の行動でも知られるように倒幕派であり、名家層の実務貴族は倒幕運動に巻き込まれることを「危険な暴挙」として嫌った。その著名な例として、吉田定房が後醍醐の倒幕を諌めた「吉田定房奏状」がある（この奏状については後述）。

### 公務時間と訴訟制度への関心
『太平記』流布本巻1「関所停止の事」では、即位直後・元弘の乱前の逸話として、下々の訴えが自分の耳に入らなかったら問題であると言って、記録所（即位直後当時は紛争処理機関）に臨席し、民の陳情に直に耳を傾け、訴訟問題の解決に取り組んだという描写がされている。しかし、20世紀までには裏付けとなる史料がほとんど発見されなかったため、これはただの物語で、後醍醐天皇の本当の興味は倒幕活動といった策謀にあり、実際は訴訟制度には余り関心を持たなかったのではないかと思われていた。
その後、2007年に久野修義によって『覚英訴訟上洛日記』が紹介されたことで、後醍醐天皇が裁判に臨席していたのが事実と思われることが判明した。これによれば、記録所の開廷は午前10時ごろ、一日数件の口頭弁論に後醍醐天皇は臨席、同日内に綸旨の形で判決文を当事者に発行し、すべての公務を終えるのは日付が変わる頃、という超人的なスケジュールだったという。その他の研究では、訴訟の処理だけではなく、制度改革についても、後醍醐天皇の独断専行ではなく、父の後宇多院ら大覚寺統が行ってきた訴訟制度改革を継承・発展させたものであることが指摘され、後醍醐天皇は訴訟問題に関して実行力・知識ともに一定の力量を有していたことがわかってきている。
しかし、先述のように、後醍醐は自身の個人的な裁断によって訴訟を解決しようとし、それは雑訴決断所開設後も本質的には変わらなかった（雑訴決断所は後醍醐の綸旨と決断所の牒をもって裁断されることになっていたが、このルールは建武2年（1335年）初頭には実行されなくなっていた）ため、社会の混乱は収まらず、むしろ拡大してしまった。

### 武士への対応
幕府を滅ぼしたことにより、後醍醐は武士に対して恩賞を与える立場となった。地方においては陸奥将軍府や鎌倉将軍府を開いてそのポストに武士を登用することで恩賞としたが、京には武士が新しく恩賞として獲得できるポストが存在しなかった。そのため、雑訴決断所を開設しそこに武士層を吸収させた。しかし、「二条河原の落書」に「器用の堪否沙汰もなく、もるる人なき決断所」と見えるように、才能の有無を考慮せずに任命が行われており、雑訴決断所は公家と武家を統合した権力組織として、後醍醐の専制政治の中核となるはずであったが、結果的に公家も武家も不満を募らせた。公家は家格から見れば極めて低い地位の執行官・吏僚にされてしまったことや、武家と共に働かねばならないことに納得ができず、武家は公家より立場が下であったことや、大して功も無いのに偉ぶっているのが気に食わなかった。つまり、決断所の人的構成（公家と武家）は「水と油の関係」であった。また、公家は訴訟関係の経験不足が著しく、そのような者を裁判機関の中に組み込んでも混乱が増すだけであった。
他にも後醍醐は、鎌倉幕府の御家人身分（御恩と奉公によって征夷大将軍に直属する武士の特権階級）を撤廃した。これは一つには当時御家人制度が社会の実態にそぐわなかったことが挙げられる。
また、恩賞として官位を与える制度を再興し、数々の武士を朝廷の高官に取り立てた。公卿の親房からは厳しく批難されたものの、後には親房自身がこの制度を利用して南朝運営に大きな成功を挙げている（→北畠親房からの評価）。
後醍醐天皇が好んでいたのは、行政的な実務手腕に優れた官僚型の武士であり、記録所・恩賞方・雑訴決断所といった新政権の重要機関に（特に雑訴決断所に）、鎌倉以来の実務官僚武家氏族が多く登用された。鎌倉幕府の本拠地鎌倉からよりも六波羅探題からの登用の方が多く、これは、鎌倉では北条氏と繋がりを持つ氏族からの縁故採用が多かったのに対し、六波羅探題には純粋に官僚的能力によって昇進した実力派が集っていたからではないか、という。また、森幸夫によれば、一般的には武将としての印象が強い楠木正成と名和長年だが、この二人は特に建武政権の最高政務機関である記録所寄人に大抜擢されていることから、実務官僚としても相応の手腕を有していたのではないか、という。
後醍醐天皇に抜擢され、地方から京に集った武家官僚たちは、京都という政治・文化の中枢に身を置くことで、能力や地位を向上させていった。例えば、諏訪円忠は、鎌倉幕府では一奉行人に過ぎなかったが、建武政権で雑訴決断所職員を経験して能力と人脈を磨いたのち、室町幕府では最高政務機関である評定衆の一人となっている。中でも著名なのが、後に室町幕府初代執事となる足利氏執事高師直で、亀田俊和によれば、地方の一勢力の家宰に過ぎなかった師直が、政治家としても武将としても全国的な水準で一流になることが出来たのは、建武政権下で楠木正成ら優秀な人材と交流できたからではないか、という。高師直は、後に、後醍醐天皇の政策の多くを改良した上で室町幕府に取り入れている。
また、（建武の乱が発生するまでは）足利尊氏をことのほか寵愛した。尊氏の名は初め「高氏」と表記したが（北条高時からの偏諱）、元弘3年/正慶2年（1333年）8月5日、後醍醐天皇から諱（本名）「尊治」の一字「尊」を授与されたことにより、以降、足利尊氏と名乗るようになった。元弘の乱後の軍功認定は、尊氏と護良親王（後醍醐天皇の実子）が担ったが、護良親王が独自の権限で認定したのに対し、尊氏は後醍醐天皇の忠実な代行者として、護良親王以上の勤勉さで軍功認定を行った。後醍醐天皇は尊氏に30ヶ所の土地と、鎮守府将軍・左兵衛督・武蔵守・参議など重要官職を惜しみなく与え、さらに鎮守府将軍として建武政権の全軍指揮権を委ねて、政治の中枢に取り入れた。鎮守府将軍はお飾りの地位ではなく、尊氏は九州での北条氏残党討伐などの際に、実際にこれらの権限を行使した。弟の直義もまた、15ヶ所の土地と鎌倉将軍府執権（実質的な関東の指導者）などに任じられた。なお、『梅松論』に記録されている、公家たちが「無高氏（尊氏なし）」と吹聴したという事件は、かつては尊氏が政治中枢から排除されたのだと解釈されていたが、吉原弘道は、新研究の成果を踏まえ、尊氏が受けた異例の厚遇を、公家たちが嫉妬したという描写なのではないか、と解釈している。
後醍醐天皇は、既に倒れた得宗北条高時に対しては、その冥福を祈り、建武2年（1335年）3月ごろ、腹心の尊氏に命じて、鎌倉の高時屋敷跡に宝戒寺を建立することを企画した。その後の戦乱で造営は一時中断されていたが、観応の擾乱（1350–1352）を制して幕府の実権を握った尊氏は、円観を名義上の開山（二世の惟賢を実質的な開山）として、正平8年/文和2年（1353年）春ごろから造営を再開、翌年ごろには完成させ、後醍醐の遺志を完遂している。また、高時の遺児の北条時行は中先代の乱で一時は後醍醐天皇に反旗を翻したが、のち南北朝の内乱が始まると尊氏よりは後醍醐に付くことを望み、後醍醐もこれを許して、有力武将として重用した。
とはいえ、後醍醐天皇に対立し続けた武家氏族は、建武政権では信任されなかった。たとえば、摂津氏・松田氏・斎藤氏らは、鎌倉幕府・六波羅探題で代々実務官僚を務めた氏族であり、能力としては後醍醐天皇の好みに合っていたはずだが、北条氏に最後まで忠誠を尽くしたため、数人の例外を除き、建武政権下ではほぼ登用されることはなかった。
建武の乱の発生以降は、かつては寵遇した尊氏を「凶徒」と名指しするなど、対決路線を明確にした（『阿蘇文書』（『南北朝遺文 九州編一』514号））。その一方で、北畠親房や親房を信任した後村上天皇が偏諱の事実を拒絶し尊氏を「高氏」と呼ぶのに対し、後醍醐天皇は最期まで尊氏のことを一貫して「尊氏」と書き続けた。このことについて、森茂暁は「後醍醐のせめてもの配慮なのかもしれない」とし、岡野友彦もまた、尊氏を徹底的に嫌う親房とは温度差があり、建武の乱発生後も、後醍醐は親房ほどには尊氏を敵視していなかったのではないかとする。

### 朝儀復興者
鎌倉時代後期、徳政という思想が普及し、悪しき政治は天変地異に繋がると考えられたため（天人相関説）、為政者たちは善政に励み、天災を防ごうとした。徳政の最も重大な事項は訴訟制度改革であるが、それに次いで、朝儀（古代の朝廷儀礼）を復興させることも重要な課題と考えられていた。後醍醐天皇は特に延喜・天暦の治（10世紀の醍醐・村上両帝の治世）を復興すべき徳政・朝儀の理想像とした。朝儀復興者としての後醍醐は、鎌倉時代末期の世人に「聖代」と仰がれ（『後伏見天皇事書』）、南北朝時代には北朝の准三宮二条良基からも敬意を払われた。
後醍醐天皇は特に朝儀の研究面において、有職故実に精通し、自ら『建武年中行事』という書を著して、朝廷の権威高揚を図った。この書籍は、行事の起源などの逸話は省略され、いつどのように実行するかという次第が書かれた実践書となっており、酒井信彦は、建武の新政下での儀礼執行への手引書として実践目的で書かれたものではないかと推測している。「未来の先例たるべし」という新政の意気込みと対照的に、こちらの序文では「まあ後世の鑑（手本）というほどのものではないにしても、ひょっとしたら、この時代にはこんなことがあったのだなあと、〔後の世の人たちにとって〕何かの参考にはなるかもしれない」と述べている。
『建武年中行事』は宮中で高く評価された。後花園天皇（在位1428年 - 1464年）はこれを書写して註釈をつけ、廃れていた行事をこの書に倣って復興するよう、息子の後土御門天皇（在位1464年 - 1500年）に薦めた。のち自身も『後水尾院年中行事』を著した後水尾天皇（在位1611年 - 1629年）も、同書を順徳天皇の『禁秘抄』と並ぶ宝典とし、後世まで残る鑑だと称賛した。
また、後醍醐天皇は建武の新政下で大内裏造営を計画したが、甲斐玄洋は、これはただの権力誇示ではなく、「聖代の政務の場」を復興させることで、徳政を目指したのではないかと主張している。しかしその反面、大内裏造営計画は重税にも繋がることになった。公卿・鎮守府大将軍の北畠顕家は、『北畠顕家上奏文』（延元3年/暦応元年（1338年））で重税を諌めたが、これは一般に大内裏造営への批判も含まれていると考えられている。亀田俊和は、造営計画自体は間違いとは思わないが、元弘の乱による疲弊が回復しきっていない時期に行ったという点が問題であると指摘した。
後醍醐天皇は、建武の新政の後期には、綸旨の代わりに、太政官（律令制の最高機関）の正式な公文書である太政官符を多く発給した。甲斐は太政官符発給は朝儀復興の一環であり、公家徳政を志す後醍醐天皇の政治構想に沿ったものであると主張した。

### 禅宗

#### 概要
後醍醐天皇は、両統迭立期（1242年 - 1392年）において最も禅宗を庇護した天皇だった。後嵯峨天皇から後亀山天皇の治世まで、仏僧に対する国師号授与は計25回行われ、うち20回が臨済宗の禅僧に対するものであるが、後醍醐天皇は計12回の国師号授与を行い、そのうちの10回が臨済宗へのものであり、単独でこの時期の全天皇の興禅事業の半数を占める。
中世日本では、天台宗や真言宗といった旧仏教は学問偏重の傾向にあり、しかも高貴な家柄に生まれた僧侶だけが要職に就くことが出来た。禅宗や律宗の僧侶はこれに異を唱え、戒律を重視したため、身分としては低かったが、武家や大衆から広く人気を集めた。後醍醐天皇の属する大覚寺統もまた禅宗に着目し、亀山上皇（後醍醐祖父）は京都南禅寺を開き、後宇多上皇は鎌倉幕府からの許可を取った上で南禅寺に鎌倉五山に准じる寺格を認めた。後醍醐の興禅事業は父祖の延長にあるものである。
以下が、後醍醐天皇の臨済宗における国師の一覧である。
- 約翁徳倹（元応2年（1320年）4月8日[注釈 15]） - 「仏燈大光国師」[95]
- 無関玄悟（元亨3年（1324年）12月12日） - 「大明国師」[95]
- 潜渓処謙（嘉暦3年（1328年）10月15日） - 「普円国師」[95]
- 規庵祖円（嘉暦3年（1328年）11月） - 「南院国師」[95]
- 無本覚心（元徳2年（1330年）秋） - 「円明国師」[95]
- 夢窓疎石（建武2年（1335年）10月） - 「夢窓国師」[95]、→愛石家
- 孤峯覚明（建武2年（1335年）10月5日） - 「国済国師」[95]、後醍醐は元弘の乱で隠岐国を脱出した直後の閏2月28日に、当時出雲にいた孤峯を呼んで面会した[96]
- 宗峰妙超（延元4年/暦応2年（1339年）4月17日） - 「高照正燈国師」[95]、なお「興善大燈国師」の略「大燈国師」の通称の方が著名
- 宗峰妙超（時期不明） - 「正燈国師」[95]、前項と合わせ後醍醐から計二回の授与
- 通翁鏡円（時期不明） - 「普照大光国師」[95]

この他、五山文学の旗手であり儒学者・数学者としても知られる中巌円月を召し出し、『上建武天子表』『原民』『原僧』といった政治論を献呈された。
元徳2年（1330年）、元から来訪した明極楚俊（みんきそしゅん）が鎌倉に向かう途上、明極を引き止めて御所に参内させたが、当時の天皇が外国人と直接対面するのは異例の事態である。明極の他、元の臨済僧としては清拙正澄も重用した。
後醍醐天皇の皇子の一人とも伝えられる無文元選は臨済宗の高僧として大成し、遠江国方広寺の開山となり、「聖鑑国師」「円明大師」の諡号を追贈された。
- 川瀬一馬は、夢窓疎石が南禅寺住職を固辞したとき、後醍醐が「仏法の隆替は人を得るか得ないかによる」と熱意をもって夢窓を説得した故事を取り上げ、禅宗が鎌倉時代に滅びずその後も続くことになったのは、この時の後醍醐天皇の人選のためであると、高く評価している[99]。また、以降の武家思想や武家文化が禅に根ざしてることを考えれば、これらの分野における後醍醐天皇の影響も小さくはない、としている[99]。
- 大塚紀弘は、禅宗興行は大衆からの支持を集めるための政治的な意図も大きく、禅宗にもある程度の帰依はしていたとはいえ、基本路線としては密教の方を中心に据えていたのではないかという[94]。
- 内田啓一によれば、空海を頂点とする大きな三角形を為す真言密教に対し、後醍醐天皇の視点では、臨済禅は「小さな三角形」の集合体に見え、その各三角形の頂点に国師号を贈ることで禅宗界の掌握を図ったものではないかという[100]。
- 保立道久は、宗教界の隆盛や大衆の人気取りといったものより、後醍醐はむしろ国家統合の象徴という、より大きな枠組みで禅を捉えていたのではないかとし、日本史に決定的な影響を与えたとして高く評価している（次節#禅律国家構想参照）。

#### 禅律国家構想
2018年、日本史研究者の保立道久が唱えた説によれば、後醍醐天皇の禅宗政策からは、後醍醐が融和路線を志向する政治家であることが見て取れ、皇統が分裂した両統迭立を友好的に解消するための手段として、禅宗を活用しようとした形跡が見られるという。また、その禅宗政策は、歴史的意義としても、鎌倉時代→建武政権→室町幕府→江戸幕府という連続性を見ることができ、公武を超えた国家統合の枠組みとして後醍醐が具体的に禅宗を提示したからこそ、その後、明治維新まで500年以上続く武家禅宗国家体制が成立したのではないか、という。
もともと禅宗はどちらかといえば後醍醐ら大覚寺統が支持する新興宗教であったが、持明院統でも例外的に花園天皇は禅宗に深く帰依し、特に大徳寺の宗峰妙超を崇敬していた。後醍醐の側も花園の姿勢に好意を持ち、花園を追って大徳寺と宗峰妙超を篤く敬い、両帝ともに大徳寺を祈願所と設定していた。その後、後醍醐天皇は鎌倉幕府を倒すと、京に帰還して建武の新政を開始した翌々日の元弘3年/正慶2年（1333年）6月7日という早期の段階で、大徳寺に「大徳寺領事、管領不可有相違者」との綸旨を発した（『大日本古文書 大徳寺文書』67、中御門宣明奉）。この後もたびたび、大徳寺は所領寄進などをすばやく受けており、その手篤さは真言律宗の本拠地である西大寺（後醍醐腹心の文観房弘真の支持母体）と並ぶほどであったという。
同年8月24日にはさらに後醍醐自筆の置文で「大徳禅寺者、宜為本朝無双禅苑」「門弟相承、不許他門住」（『大日本古文書 大徳寺文書』1）と日本最高の禅寺であることが明言され、10月1日には正式に綸旨で「五山之其一」（『大日本古文書 大徳寺文書』14）とされた。翌年1月26日に後醍醐は南禅寺（祖父の亀山天皇が開いた禅寺）を京都五山第一と定めると、2日後の28日に改めて大徳寺を南禅寺と並ぶ寺格とし「南宗単伝の浄場なり」と称した（『大日本古文書 大徳寺文書』15）。南宗云々とはつまり、大徳寺が国家寺院であると宣言したことと解釈可能である。
さて、大徳寺への寺領安堵の時期（6月7日）を見てみると、これは実は、持明院統への王家領安堵の時期と同日である。したがって、保立によれば、この二つは連動した政策であったのではないかという。最も注目されるのは、かつて花園上皇が大徳寺の宗峰妙超に寄進していた室町院領の「伴野床・葛西御厨」の安堵については、花園からの大徳寺への寄進を後伏見上皇に確認させる、という煩雑な手続きを踏んで行ったことである（『鎌倉遺文』32242・『大日本古文書 大徳寺文書』30）。この措置によって、大徳寺が改めて大覚寺統と持明院統の双方から崇敬を受けるという形式になったのである。室町院領はもともと大覚寺統・持明院統という天皇家内部の紛争の火種になっていた荘園群のため、これらが大徳寺という宗教的・中立的な組織に付けられたことの意味は大きい。つまり、後醍醐天皇は持明院統との融和路線を目指し、公家一統の象徴として大徳寺を表に立てたのではないか、という。
しかも、後醍醐天皇は、「本朝無双禅苑」「五山之其一」といったただの華やかな名目で大徳寺を飾り立てるだけではなく、実際の造営や寺地確保においても、他の仏教宗派との紛争が起こらないように、細やかに腐心した痕跡が見られる。たとえば、後醍醐が建武の新政時に大徳寺に与えた寺域は、天台宗の円融院・梶井門跡と接している。ここで、当時の梶井門跡を管領していたのは、後醍醐の皇子で天台座主の尊澄法親王（のちの征夷大将軍・宗良親王）だった。尊澄（宗良）は元弘の乱以前、自身と関連がある善持寺という寺院の土地が、開堂したばかりの大徳寺に流入してしまう件を快く了承したことがあるなど（『大日本古文書 大徳寺文書』1-168）、天台宗延暦寺最高の地位にある僧でありながら、禅宗にも理解のある人物だった。このように、首都・京都に新たに大きな禅宗の寺院を造営・拡大するにあたって、自身の人脈によって、最も強い障害と考えられる仏教界の旧勢力・天台宗との軋轢を起こさないように図っている。この後醍醐の融和的な姿勢は、建武政権期で一貫したものだったと見られ、建武元年（1334年）10月20日の綸旨で再度敷地の確認を行っている（『大日本古文書 大徳寺文書』50）。
無論、その後の建武の乱で建武政権が崩壊してしまったため、結果論としては、後醍醐の宥和計画である大徳寺を通じた公家一統そのものは成功しなかった。とはいえ、歴史的意義がなかったといえば、そうではなく、むしろ逆で、後醍醐の禅宗政策はその後の日本の歴史に決定的な影響を与えた。
宋学（新儒学）は、しばしば宋学の中の一つに過ぎない朱子学と同じものであると誤解されることが多いが、それは事実ではなく、この時代の宋学は禅宗とは不可分一体のものだった。鎌倉時代、日本がモンゴル帝国の脅威に晒されると、公武の各有識者は、それまでのナショナリズムを捨て、日本の近代化を図るべく、宋学と禅宗が一体になった思想を、南宋の禅僧である無準師範の門下や、南宋から日本に渡来した蘭渓道隆を通じて学んだ。この時点では、禅宗・宋学は諸勢力によってばらばらに学ばれるものに過ぎなかったが、後醍醐によって初めて禅律国家というものが具体的に提示され、国家統合の象徴として用いられることで、その後の隆盛が保証されることになった。保立によれば、後醍醐の肖像画が、律宗の西大寺出身の文観と、禅宗の大徳寺によって所持されたことがその端的な象徴ではないか、という。
ただし、後醍醐だけが宋学に傾倒していたわけではない。たとえば、元応3年（1321年）に「讖緯説」を基に元亨へ改元する協議が為された際は、「讖緯説は『易緯度』や『詩緯』に依拠するものである」という宋学的な理由（欧陽脩や朱熹が同じような理由で讖緯説を否定している）で、大外記・中原師雄を始め、協議に参加した全員が「緯説用ふべからざる事」を主張した。また、北畠親房も讖緯説を「奇怪虚誕の事」と否定している。また、一条兼良の『尺素往来』によれば、儒学は従来は清原・中原両家によって「前後漢、晋、唐朝の博士」の旧注が用いられていたが、「近代」には玄恵が「程朱二公（宋学の大成者である程頤、朱熹のこと）」の「新釈」を用いて朝廷で「議席」を開いたという。加えて、『花園院宸記』元応3年（1319年）閏7月22日条によれば、持明院殿で行われた『論語』の談義に、日野資朝や菅原公時』らの学者官僚に混じって、玄恵らの宋学に通じた僧侶も参加し、花園院は特に玄恵の説くところを「誠に道に達するか」と讃えている。
後醍醐の政策は、建武政権崩壊後も、足利政権によって武家禅宗国家として発展的に受け継がれた、という説もある。足利尊氏・直義兄弟によって後醍醐の冥福のために天龍寺が創建されたのはあまりにも有名であり、足利義満もまた、後醍醐によって才覚を発掘された禅僧夢窓疎石を名目の開山とし、相国寺を建立している。このように、足利氏政権が禅宗・儒学を国家の理念と位置づけ、しかも禅宗寺院が宗教上だけではなく経済的・社会的にも大きな役割を果たすようになったのは、建武政権からの連続性を否定できない、という。その後、武家禅宗国家は江戸幕府が崩壊するまで500年以上続くことになるが、「禅宗は武家のもの」という認識は江戸幕府が禅宗を深化させたのを過去遡及的に当てはめた理解に過ぎず、実際は、公武を超えた国家的事業に禅を据えた後醍醐こそが、武家禅宗国家の成立を切り開いた人物であると言えるのではないか、という。
しかし、観念的な外来思想である宋学は王朝政治のためのものであり、室町時代においてそれは京都の朝廷での狭い世界でしか通用しないものであったため、尊氏自身はその思想に興味はなく、「三島神社文書」に見えるように、鎌倉以来の武家政治の中で培われた、個別具体的な主従制や、行政や裁判を通じて生活に密着した統治思想に重きを置いていた。

### 律宗
祖父の亀山天皇は、真言律宗の開祖である叡尊に深く帰依したが、後醍醐もまた律宗の振興を図った。
律宗とは、特にその代表者である叡尊の活動について言えば、1. 仏教界の堕落に対処するため、戒律（仏教における規律・規範）を重視して復興を図ったこと（律宗）、2. 釈迦・文殊菩薩・舎利（しゃり、釈迦の遺骨）への信仰を重視し、荒廃した寺院を復興し、様々な仏像を作成させたこと、3. 大衆との関わりを重視し、貧民救済などの慈善事業を活発に行ったこと（忍性も参照）、4. 密教僧として、鎌倉時代を代表する密教美術の制作を多く指揮・監修したこと、などが挙げられる。
後醍醐は、嘉暦3年（1328年）5月26日から始まる元徳2年（1330年）までの3年間、真言律宗の忍性に「忍性菩薩」、信空に「慈真和尚」、唐招提寺中興の祖の覚盛に「大悲菩薩」の諡号を贈った（『僧官補任』）。これらは、真言宗の高僧でありながら真言律宗が出身母体である腹心の文観房弘真からの推挙が大きかったと見られる。
忍性は、貧民やハンセン病患者、非人の救済に生涯を捧げた律僧である。後伏見天皇から叡尊への「興正菩薩」が、正安2年（1300年）閏7月3日だから、律僧が諡号を贈られたのは約28年ぶりで、忍性の入滅からも25年が経っている。
後醍醐はまた、名誉を贈るだけではなく、各地の律宗の民衆救済事業に支援をしたと見られる。たとえば、東播磨（兵庫県東部）では、加古川水系の五ヶ井用水に対し、中世に何者かによって大規模な治水工事が行われ、その結果、700ヘクタールもの水田を潤す大型用水施設となり、加古川大堰が1989年に完成するまで、地域の富を生み出す心臓部になったことが知られている。金子哲は、同時代の記録を突き合わせて、この事業は当時まだ20代後半から30代だった文観によって開始されたのではないか、とした。そして、同時期の同地に、文観によって立てられた石塔群が大覚寺統の勢力範囲内にあり、「金輪聖王」（天皇）云々と掘られていることから、これらの事業には後宇多上皇や皇太子尊治親王（のちの後醍醐天皇）からの支援があったのではないか、と推測した。

### 神道家
神道家としての後醍醐天皇は、大覚寺統の慣例に則り、当時廃れつつあった伊勢神宮を保護し、外宮の度会家行から伊勢神道を学んだ。この縁で、後醍醐天皇第一の側近であり中世最大の思想家・歴史家でもある北畠親房も伊勢神道の思想を取り込み、主著『神皇正統記』等に表現したため、日本の哲学・歴史学への思想的影響は大きい。
伊勢神宮は、古代日本では特殊な地位を築いていたが、律令制の崩壊や八幡宮・熊野神社の台頭によって、中世には権勢を失いかけていた。そこで、外宮の度会氏は伊勢神宮の独自性を保つため、独特の神道観を形成していった。ところが、後深草天皇を初め、持明院統の天皇は斎王（未婚の内親王もしくは女王を伊勢の斎宮に送り天照大神の御杖代（みつえしろ）＝依り代の巫女として仕えさせること）の制度を無視したため、伊勢神宮はさらに打撃を受け、天皇家との繋がりさえも失いかけていた。このような中、大覚寺統の天皇たちはなるべく斎王を送る制度を尊重したため、度会氏の側でも見返りとして秘伝である伊勢神道の書物を献上するようになっていた。岡野友彦によれば、「神本仏迹」（しんぽんぶつじゃく）、つまり本地垂迹とは逆に、日本の神々の方が本体で仏がその化身であるという、伊勢神道独特の神道優位主義が、鎌倉幕府から自立したがる傾向にある大覚寺統の思想に相通じるものがあったのではないか、という。
度会氏は、元弘2年/正慶元年（1332年）までに、後宇多法皇と後醍醐天皇へ、度会家行が編纂した『類聚神祇本源』を献上し、両帝は同書の叡覧（天子としての閲覧）をした。また、後醍醐天皇は大覚寺統の慣習通り、元徳2年（1330年）に、西園寺禧子との間に生まれた懽子内親王を斎王として卜定（ぼくじょう、指名）したが、この直後に後醍醐が元弘の乱で隠岐に流されたため、実際に懽子内親王が伊勢に赴くことはなかった。元弘3年（1333年）、鎌倉幕府を打倒して建武の新政を開いた後醍醐は、寵姫阿野廉子との娘の祥子内親王を斎王に卜定したが、数年後に建武の乱で建武政権が崩壊したため、祥子内親王が歴史上最後の斎王となった。
その後、延元元年/建武3年（1336年）10月10日、後醍醐側近の北畠親房は、宗良親王を奉じて伊勢国に下向したが、このとき親房が頼ったのが、既に後醍醐天皇との繋がりがある度会家行だった。同地で、親房は家行から初めて伊勢神道を学び、特に伊勢神道の諸書の梗概を編集して成立した『類聚神祇本源』には興味を示して自らの筆で書写し始め、延元2年/建武4年（1337年）7月以降に書写し終わった。その後の親房の著作の中でも、特に『神皇正統記』『元々集』には伊勢神道からの影響が強く見られる。
小笠原春夫は、この時期の度会家行・度会常昌・北畠親房・慈遍らの学派の活動について、「神道史上画期的な一出発の趣をな［す］」と評し、中世末期の吉田神道や近世初期の儒家神道などの後世の神道に対する影響は多大であると述べている。
また、後醍醐天皇と伊勢神道の結びつきは南朝の軍事面にも貢献し、宗教権門として伊勢国の8郡を支配する伊勢神宮からの支援を得た北畠家は、伊勢国に地盤を築くことに成功し、伊勢国司北畠家として、戦国時代末期まで200年以上に渡り同地の大勢力として君臨した。
一方、伊勢神宮の全てが南朝に協力した訳ではなく、中には北朝側についた神主もいた。これは、神宮内部での派閥争いとも関連していると見られているが、詳細は不明であり、後醍醐天皇と伊勢神宮の関係は2010年代時点でも研究され尽くした訳ではない。

### 書家
書家としては、和風の様式に、中国の宋風から派生した禅宗様を加え、「宸翰様」（しんかんよう）と呼ばれる書風を確立し（宸翰（しんかん）とは天皇の直筆文のこと）、新風を書道界にもたらした。財津永次によれば、後醍醐天皇は、北宋の文人で「宋の四大家」の一人である黄庭堅の書風を、臨済禅の高僧宗峰妙超（大燈国師）を介して習得したと思われるという。財津は後醍醐天皇の作を「覇気横溢した書として名高い」と評している。また、小松茂美は、後醍醐天皇を日本史上最も名高い能書帝としては伏見天皇に次いで取り上げ、「力に満ちた覇気あふれる書」を残したと評価している。
後醍醐天皇の書作品は、1951年から1955年にかけて、『後醍醐天皇宸翰天長印信（蠟牋）』、『後醍醐天皇宸翰御置文〈／元弘三年八月廿四日〉』、『四天王寺縁起〈後醍醐天皇宸翰本〉』、『三朝宸翰』 （後醍醐天皇宸翰消息10通を含む） の4件が国宝に指定されている。
当時は後醍醐天皇に限らず南北両朝の天皇が競って書を研鑽したため、この時期の諸帝の宸翰は史料としてだけではなく、書道の芸術作品としても重要である。その一方、角井博によれば、宸翰様は書風そのものの芸術的価値という点では評価が高いものの、和様書道の一部と見なされ、後世の書道への影響という点では特筆することがないという。

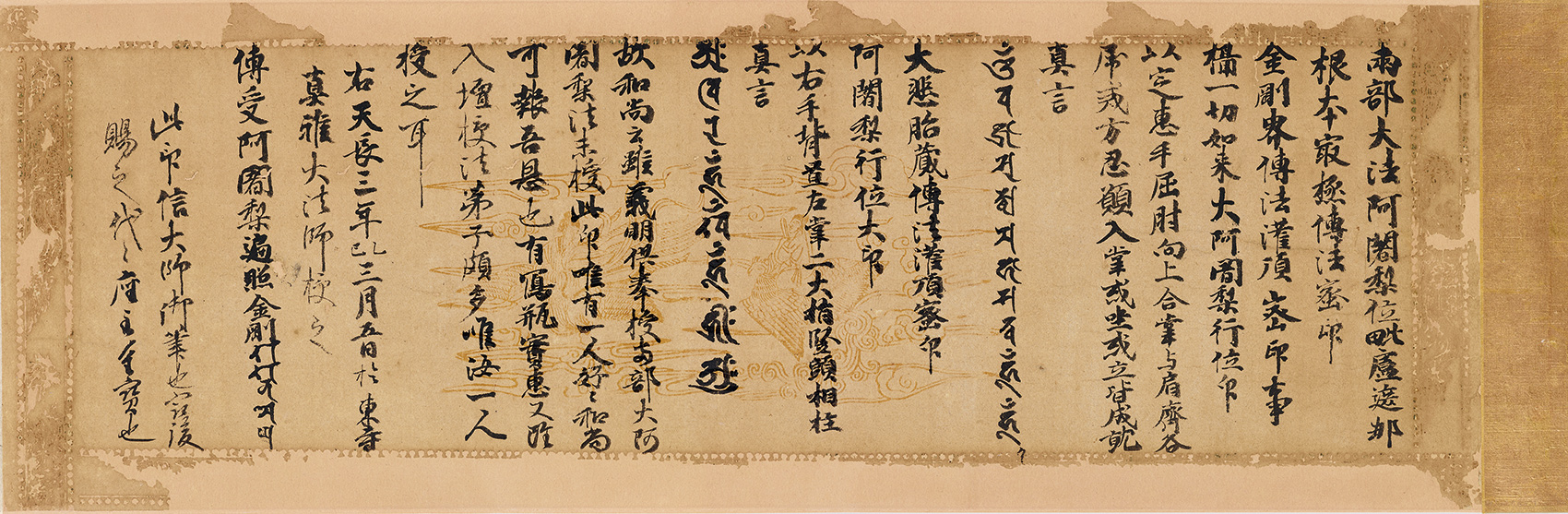
『後醍醐天皇宸翰天長印信（蠟牋）』（料紙装飾は文観、国宝、醍醐寺蔵）
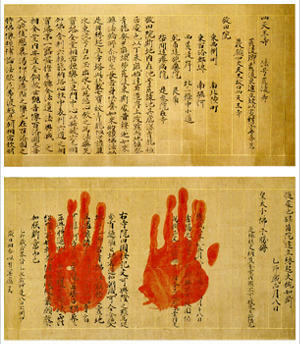
『四天王寺縁起〈後醍醐天皇宸翰本〉』（国宝、四天王寺蔵）

### 歌人

#### 二条派の振興
後醍醐天皇は和歌にも造詣が深かった。『新後撰和歌集』から『新後拾遺和歌集』までの7つの勅撰和歌集に、多数の歌が入撰している。これらの勅撰集の中でも、第16となる『続後拾遺和歌集』（嘉暦元年（1326年）6月9日返納）は、後醍醐天皇が二条為定を撰者として勅撰したものである。実子で南朝征夷大将軍の宗良親王が撰者であった南朝の准勅撰集『新葉和歌集』にも当然ながら入撰しており、また宗良親王の家集『李花集』には、内面の心境を吐露した和歌が収録されている。南朝だけではなく、室町幕府初代将軍足利尊氏の執奏による北朝の勅撰集『新千載和歌集』でも24首が入撰しており、これは二条為世・二条為定・伏見院・後宇多院・二条為氏らに次いで6番目に多い。自身も優れた武家歌人であった尊氏は、後醍醐天皇を弔う願文の中で、「素盞嗚尊之詠、伝我朝風俗之往策」と、後醍醐の和歌の才能を歌神である素盞嗚尊（すさのおのみこと）になぞらえ、その詠み様は古い日本の歌風を再現するかのような古雅なものであったと評している。
後醍醐天皇は、当時の上流階級にとっての正統文芸であった和歌を庇護した有力なパトロンと見なされており、『増鏡』第13「秋のみ山」でも「当代（後醍醐）もまた敷島の道もてなさせ給」と賞賛されている。なお、鎌倉時代中期の阿仏尼『十六夜日記』に「やまとの歌の道は（中略）世を治め、物を和らぐるなかだち」とあるように、この当時の和歌はただの文芸ではなく、己の意志を表現して統治を円滑するための強力な政治道具とも考えられていた。
歌学上の業績としては、当時持明院統派閥の京極派に押されつつあった二条派を、大覚寺統の天皇として復興した。前述の『続後拾遺和歌集』の撰者に二条派の為定を採用したことが一例である。藤原北家御子左流は「歌聖」藤原定家などを輩出した歌学の家系であるが、当時の歌壇は、御子左流嫡流で政治的には大覚寺統側だった二条家の二条派と、その庶流で政治的には持明院統側だった京極派に二分していた（ここに鎌倉幕府と親しかった冷泉派を加えることもある）。歌風としては、二条派は伝統性と平明性を尊び、対する京極派は清新性を尊んだという違いがある。国文学研究者の井上宗雄および日本史研究者の森茂暁によれば、儒学を重んじる後醍醐天皇は、二条派の中でも、二条家当主ではあるが古儀に疎い二条為世よりも、その次男で儒学的色彩の濃い二条為藤の歌を好んだという。その論拠として、『花園天皇宸記』元亨4年（1324年）7月26日条裏書には、為藤の評伝記事について「主上（後醍醐）、儒教の義理をもつて、推して歌道の本意を知る」とあることが挙げられる。森の主張によれば、後醍醐天皇は歌学の教養を二条派から摂取しただけではなく、その逆方向に後醍醐天皇から為藤やその甥の為定の歌風に対する影響も大きく、二条派に儒風を導入させたという。
また、後醍醐天皇は婚姻上でも御子左流二条家を優遇し、為世の娘（為定の叔母）であり、「歌聖」藤原定家からは曾孫にあたる二条為子を側室として迎えた。為子との間に、尊良親王および後に二条派最大の歌人の一人として南朝歌壇の中心となった宗良親王の男子二人をもうけている。『増鏡』では、後醍醐と為子は仲睦まじい夫婦だったと描かれている。

#### 足利尊氏の発掘
後醍醐天皇が勅撰を命じた『続後拾遺和歌集』で抜擢された武家歌人には、まだ「高氏」と名乗っていた頃の若き足利尊氏もいた。尊氏は前回の『続千載和歌集』のときにも二条家に和歌を送っていたのだが、その時は不合格で入撰せず、送った和歌が突き返されてきた。そこで、後醍醐天皇の時代に「かきすつるもくづなりとも此度は かへらでとまれ和歌の浦波」という和歌を送ったところ、今度は二条為定の眼に止まり、採用となったのである（歌の大意：どうせ私の和歌など、紀伊国和歌の浦で掻き集めて捨てる藻屑のように、書き捨てた紙屑だから、和歌の浦の波のように返ってくるのだろうが、どうか今度こそは返却されずに採用されて欲しい）。
なお、森茂暁は、『続後拾遺和歌集』が四季部奏覧された正中2年（1325年）という時期に着目し、これは正中の変で後醍醐天皇の鎌倉幕府転覆計画が発覚し、多数の手駒を失った翌年に当たるから、後醍醐の側で目ぼしい武士に恩を売って、少しでも反幕勢力を増やしたいという政治的意図があったのではないか、と推測している。また、尊氏の側でも、政治的意図はまだ後醍醐ほどには強くなかっただろうにせよ、二条家の背後にいる後醍醐に接近したいという想いがあり、両者で利害が一致した結果の採用なのではないか、とも推測している。ただし、2000年代後半以降、河内祥輔らによって、正中の変では後醍醐は倒幕を考えておらず、本当に冤罪だったとする説も唱えられている（詳細は当該項目参照）。
いずれにせよ、尊氏が後醍醐天皇から受けた影響は、単なる政治的なものには留まらず、歌学上でも後醍醐の意志を引き継いで二条派を振興した。南北朝の内乱が発生し、足利氏内部の実権が弟の足利直義に移った後、北朝（持明院統）で最初に勅撰された光厳天皇の『風雅和歌集』は京極派寄りであり、一時的に二条派は衰えた。しかし、観応の擾乱で直義に勝利し将軍親政を開始した尊氏は、幕府・北朝安定政策の一環として、北朝の後光厳天皇に『新千載和歌集』を執奏した。ここで尊氏は、自分が最初に入撰した『続後拾遺和歌集』の時の撰者である二条為定を、再び撰者に推薦した。さらに、五摂家の一つ九条流二条家の当主で連歌の大成者でもある二条良基（これまで登場してきた御子左流二条家とは別の家柄）は、有職故実研究者としての後醍醐天皇を尊敬しており、皇統から言えば京極派であるはずの後光厳天皇にも、後醍醐天皇系の二条派を学ぶように説得し、後光厳天皇もこれに納得して二条派に転じた。こうして、尊氏・良基の努力により、『新千載和歌集』の撰者には再び二条派の為定が復帰した。
後醍醐天皇の二条派は最終的に京極派に勝利し、京極派が南北朝時代中期に滅んだのに対し、二条派は近世まで命脈を保った。その著名な伝承者としては、南朝の宗良親王や北朝の頓阿・兼好法師、室町後期の宗祇・三条西実隆、戦国時代の三条西公条・三条西実枝・細川幽斎などがいる。幽斎の門下からは智仁親王・中院通勝らの堂上派と松永貞徳らの地下派に分かれて江戸時代に続き、江戸中後期には地下派の香川景柄（1745–1821年）の養子となった香川景樹（1768–1843年）が古今伝授の権威主義を批判し、二条派を発展的に解消して、その後継として実践を重んじる桂園派を新たに創始した。さらに明治時代には明治21年（1888年）に宮内省の部局御歌所の初代所長となった桂園派の高崎正風らが御歌所派を形成して、昭和21年（1946年）の御歌所廃止まで存続した。

### 文人
文人としての後醍醐天皇の業績には、紫式部の小説『源氏物語』（11世紀初頭）の研究がある。後醍醐天皇は『定家本源氏物語』や河内方の註釈書『水原抄』を読み込み、余白に自らの見解を書き入れた。また、四辻善成の『河海抄』（1360年代）の序文によれば、後醍醐天皇は即位後間もない頃、源氏物語の講演を開催して自説を展開し、これを聴講していた医師で歌人の丹波忠守（善成の師）と意気投合して、その門下に入ったという。さらに、『原中最秘抄』（1364年）によれば、建武の新政の初期、公務の合間を縫って、河内方の研究者である行阿に命じて『河内本源氏物語』を献上させたり、源氏物語の登場人物の系図を自ら作成したりと、最も多忙な時期でも『源氏物語』研究を怠らなかったという。後醍醐天皇の研究成果は、嫡孫の長慶天皇に直接継承され、長慶は『源氏物語』の註釈書『仙源抄』を著作している。
なお、後醍醐天皇の弟弟子にあたる四辻善成の『河海抄』は、当時までの『源氏物語』の既存研究を列挙・検討した集大成的な研究書であるが、それまでの研究に見られない特徴として、『源氏物語』の「延喜天暦準拠説」を主張したことが知られる。つまり、登場人物の桐壺帝・朱雀帝・冷泉帝を、それぞれの実在の醍醐天皇・朱雀天皇・村上天皇に結びつけ、『源氏物語』は「延喜・天暦の治」を踏まえて描かれたものとして解釈しようとしたのである。
そして、国文学研究者の加藤洋介の論説によれば、「『源氏物語』延喜天暦準拠説」は四辻善成の独創ではなく、実は後醍醐天皇によって考え出されたものではないか、という。その論拠としては、以下のことが挙げられる。
- 後醍醐天皇は延喜・天暦の治を理想として掲げていた[147]。
- 「延喜天暦準拠説」は『紫明抄』から発展して成立したと思われるが、後醍醐天皇の師の丹波忠守は後醍醐に会う以前から既に『紫明抄』を手に入れていた史証があり、したがって後醍醐が忠守から『紫明抄』を学んだ可能性は高い[147]。
- 長慶天皇の『仙源抄』には後醍醐天皇の研究成果も記されているが、善成の『珊瑚秘抄』の解釈と一致しており、偶然とは考えにくい[147]。
- 善成は、後醍醐天皇の『源氏物語』講釈を、村上天皇が「梨壺の五人」（『万葉集』の解読と『後撰和歌集』の編纂を行った五人の研究者）を編成した事業に喩えており、後醍醐と延喜・天暦の治を結び付けようとする意志が善成にも感じられる[147]。

そして、後醍醐天皇が考案した「『源氏物語』延喜天暦準拠説」は、共通の師である丹波忠守を介して、四辻善成に伝わったのではないか、という。また、後醍醐天皇にとって『源氏物語』研究とはただの趣味ではなく、王権を回復するための事業の一部であり、したがってその意志を受け継いだ善成の『河海抄』も、文学的な知見だけではなく、建武政権の性質を理解すること無しに読み解くことはできないのではないか、としている。
以上の加藤の論説は、森茂暁も「首肯される意見である」と賛同している。

### 楽人
後醍醐天皇は大覚寺統の天皇・皇族の間で習得が求められていた笛を粟田口嗣房、没後はその従兄弟の藤井嗣実から習得し、更に秘曲に関しては地下楽人の大神景光から習得していたとみられている。特に「羅陵王」という舞楽曲の一部で秘曲として知られた「荒序」という曲を愛好し、たびたびこの曲を演奏している。この曲は平時には太平を寿ぎ、非常時には勝利を呼ぶ曲と言われ、元寇の時にも宮廷でたびたび演奏されていた。このため、「荒序」と討幕を関係づける説もある。
更に後醍醐天皇は持明院統の天皇・皇族の間で習得が求められていた琵琶の習得にも積極的で、西園寺実兼に懇願して文保3年（1319年）1月10日には秘曲である慈尊万秋楽と揚真操を、元亨元年（1321年）6月15日には同じく秘曲の石上流泉と上原石上流泉の伝授を受け、翌元亨2年（1322年）5月26日には秘曲である啄木を実兼が進めた譜面を元に今出川兼季から伝授されている（実兼が病のため、息子の兼季が代理で教授した）。しかも天皇が伝授で用いたのは皇室の累代の名器とされた「玄上」であった。嘉暦3年（1328年）2月16日には、持明院統でも天皇しか伝授を受ける事が出来ないとされていた「啄木」の譜外口伝の伝授を兼季から受けていた。勅命である以上、兼季もこれを拒むことができず、その事情を伝えられた持明院統側では自らの系統を象徴する秘伝が大覚寺統の天皇に知られたことに衝撃が走った。後伏見上皇は日記の中で持明院統が守ってきた琵琶の道が今上（後醍醐天皇）に奪われてしまったと嘆いている。
更に綾小路有頼から催馬楽の秘曲を、二条資親からは神楽の秘曲の伝授を受けるなど積極的に各種の音楽の奥義を極めた他、西園寺家や平等院、東大寺正倉院から名器を召し上げて自らの物としており、物質面でも内容面でも両統迭立以来大覚寺統・持明院統で独自の文化を築きつつあった宮廷音楽の統一を図り、自らの権威を高めようとしていた。

### 茶人
中世には闘茶（茶道の前身）といって、茶の香りや味から産地を当てる遊びが流行したが、後醍醐天皇はそれを最も早く始めた人物の一人としても知られる。闘茶会であると明言されたものの史料上の初見は、後醍醐天皇の政敵である光厳天皇が元弘2年/正慶元年6月5日（1332年6月28日）に開いた茶寄合（『光厳天皇宸記』同日条）であるが、実際はそれに先立つ8年ごろ前に、後醍醐天皇の無礼講で開催された飲茶会（『花園院宸記』元亨四年十一月朔日条（1324年11月18日条））も闘茶であったろうと推測されている。
後醍醐天皇が開始した建武政権（1333–1336年）の下では、闘茶が貴族社会の外にも爆発的に流行した様子が、当時の風刺詩『二条河原の落書』に「茶香十炷」として記されている。さらに、武士の間でも広まり、室町幕府の『建武式目』（延元元年/建武3年11月7日（1336年12月10日））では茶寄合で賭け事をすることが禁じられ、『太平記』（1370年ごろ完成）でも、バサラ大名たちが豪華な室礼で部屋を飾り、大量の景品を積み上げて闘茶をしたという物語が描かれる。
また、茶器の一種で、金輪寺（きんりんじ/こんりんじ）茶入という薄茶器（薄茶を入れる容器）を代表する形式を考案した。これは、後醍醐天皇が大和吉野の金輪寺（修験道の総本山金峯山寺）で「一字金輪の法」を修行していた時に、蔦の木株から茶入を作り、天皇自ら修験僧らのために茶を立てて振る舞ったのが起源であるという。また、『信長公記』『太閤記』『四度宗論記』『安土問答正伝記』等によれば、戦国時代の武将織田信長は、後醍醐天皇御製の金輪寺の本歌（原品）であるという伝説の茶器を所持していたことがあり、天正7年（1579年）5月27日に、安土宗論で勝利した浄土宗高僧の貞安に下賜した。

### 愛石家
中国では、北宋（960–1127年）の頃から、盆石（現代日本語の水石）といって、山水の景色を想起させるような美石を愛でる趣味があり、日本へは鎌倉時代末期から南北朝時代ごろに、臨済宗の虎関師錬を代表とする禅僧によってもたらされた。唐物趣味で禅宗に深く帰依した後醍醐天皇もまた愛石家として「夢の浮橋」という名石を所持しており、徳川家康の手を経て、2019年現在は徳川美術館が所蔵している。名前の通り橋状の石で、一見すると底面が地に密着するように見えるが、実際は両端のわずかな部分が接地するだけで、しかも橋のように安定性がある。石底には朱漆で「夢の浮橋」の銘が書かれており、筆跡鑑定の結果、後醍醐天皇の自筆であると判明している。その銘は『源氏物語』最終巻の「夢浮橋」に由来すると考えられている。徳川美術館はこの石を「盆石中の王者」と評している。
伝承によれば、「夢の浮橋」は、中国江蘇省江寧山からもたらされた霊石であり、後醍醐天皇は元弘の乱で京都を離れた際にも、「夢の浮橋」を懐に入れて片時も手放さなかったと伝えられる。
後醍醐天皇が才覚を見出した石立僧（いしだてそう、自然石による作庭を得意とする仏僧）としては、臨済宗の夢窓疎石がいる。夢窓疎石はもと世俗での立身出世を嫌い、各地を転々として隠棲する禅僧であったが、正中2年（1325年）春、後醍醐天皇は夢窓を京都南禅寺に招こうとし、一度は断られたものの、再び執権北条高時を介して来京を願ったため、夢想はやむを得ず同年8月29日に上京し南禅寺に入った。この後、夢窓は執権高時の帰依をも受けるようになった。元弘の乱後、建武元年（1334年）9月に後醍醐天皇は正式に夢窓疎石に弟子入りし、建武2年（1335年）10月に「夢窓国師」の国師号を授けた。後醍醐天皇が崩御すると、夢窓疎石は足利尊氏・直義兄弟に後醍醐天皇への冥福を祈るように薦め、このため足利兄弟は夢窓を開山として天龍寺を創建した。夢窓は直義と協議して、天龍寺船を元に派遣して貿易の儲けで寺の建築費用を稼ぎ、自らの手で禅庭を設計した。1994年、夢窓疎石の天龍寺庭園は、「古都京都の文化財（京都市、宇治市、大津市）」の一部として、ユネスコによって世界遺産に登録された。

### 逸話
唐物趣味
元亨4年（1324年）8月26日、後醍醐天皇は二条道平・北畠親房・洞院公敏・中院光忠・洞院公泰ら6人の公卿・殿上人を集めると、唐物（大陸から輸入した貴重品）を自慢気に見せびらかし、1人5点までを上限として、それぞれに好きなものを取らせた（『後光明照院関白記』（『道平公記』）同日条）。一見、微笑ましい逸話だが、実は奇妙な点ばかりである。まず、後醍醐天皇が自慢の唐物を見せびらかし、気前よく配った理由が不明である。集まった面々が腹心であり、この翌月には後醍醐天皇の倒幕計画が鎌倉幕府に発覚して騒動となる（正中の変）という時期を考えれば、正中の変との関係を疑いたくなるが、これら6人は正中の変では幕府から特に問題視されていない。しかも、これだけ大量の唐物をどこから手に入れてきたのか、なぜこの時点で鎌倉幕府を差し置いてそれだけの力を持っていたのかも不明である。確実に言えるのは、当時、後醍醐天皇とその一派は唐物趣味に熱狂しており、後醍醐天皇は困難を排してそれらを大量に獲得するだけの熱意と力を持っていたということである。
大脱走と山盛りのイカ
元弘の乱で隠岐国に幽閉された後醍醐天皇は、富士名雅清の手引で船を盗み出し、腹心千種忠顕と共に隠岐を脱出した。脱走に気付いた隠岐国守護佐々木清高は千艘の大船団を率い、後醍醐天皇を追跡。船頭がこれに恐怖して逃げようとすると、後醍醐天皇は「汝恐るる事なかれ。急漕向て釣をたるべし（急いで清高の船に向かって漕ぎ、その側で釣り糸を垂れよ）」と、逆にあえて追手に接近せよという詔勅を船頭に発した。さらに、自らを古代中国の聖君周文王に、船頭を釣り人から軍師に抜擢された文王の賢臣太公望になぞらえて、船頭を元気付けた。近づいてきた船頭に対し、清高が「怪しい船が通りかからなかったか」と聞くと、船頭は「今朝方、出雲に向かった船を見ました。順風なので、もう渡海したころでしょう」と嘘をついた。清高軍は船頭を疑って船を点検したが、後醍醐天皇の姿が全く見えないので、納得してそのまま出雲に向かった。なんと、後醍醐天皇は山盛りのイカで自分の身を覆い、隠れていたのである。天皇である後醍醐が、自身の「玉体」（天子の肉体を聖化して言う言葉）をイカに隠すような真似をする訳がない、という固定観念を逆手にとって、絶海の孤島からの脱出劇を成功させたのだった（以上、『梅松論』上）。
腹心の千種忠顕になりきる
隠岐国を脱出し、船上山に籠城した後醍醐天皇は、籠城に功績のあった在地の武士巨勢宗国に対し、側近の千種忠顕を「綸旨の奉者」として、感状を与えた。ところが、このとき忠顕は軍事行動に就いており、船上山にはいないので、彼に綸旨を書いて貰うのは物理的に不可能である。実は、この綸旨を書いたのは後醍醐天皇自身で、奉者となる資格を持つ臣下が側にいなかったため、部下の忠顕になりきり、忠顕の花押（サイン）を真似してまで、天皇が自分で自分の綸旨の奉者を装った、という前例の無い事件である。さて、世間によくある、「破天荒な後醍醐天皇」と言う通俗的な人物像からは、これもその破天荒さの一環と考えがちである。しかし、本郷和人によれば、この文書はむしろ後醍醐天皇の保守的・形式主義的な一面を表しているのではないか、という。もし後醍醐天皇が過激な改革者であったとすれば、蔵人（秘書官）・弁官（庶務官）ではない臣下を奉者とするか、あるいは綸旨に代わる新しい文書形式を作っても良かったはずである。そうしなかったのは、創作上ではない歴史的人物としての後醍醐天皇は、従来の手続きを忠実に踏襲する人間であることを示しているのではないか、という。

## 御製

### 民を慈しむ歌

#### 民やすかれと
世をさまり 民やすかれと 祈こそ 我身につきぬ 思ひなりけれ（大意：世が治まり、民が安らかであるように、と祈ることこそが、我が身に尽きぬ思いなのだ）—御製、『続後拾遺和歌集』雑中・1142
践祚から『続後拾遺和歌集』成立までの間（1318年 - 1326年）に詠んだ歌。

#### 民のかまど
あはれとは なれも見るらん 我民と 思ふ心は 今もかはらず（大意：流刑者として連行される私のことを、「あはれ」（哀れ）と、あなた方も思うのだろう。だが、私もまた、あなた方を我が民として「あはれ」（尊い）と想う気持ちは、今も変わらないのだよ）—後醍醐天皇、『増鏡』「久米のさら山」
よそにのみ 思ひぞやりし 思ひきや 民のかまどを かくて見んとは（大意：都にいたころは想像するしかなかった、民のかまどの煙を、これほど身近に見ることができるなんて。私が尊敬する仁徳天皇が、感極まって歌を詠んだ時に見たのも、このような光景だったのだろうか。こうしてみると、配流というのも悪いことばかりではないのだな）—後醍醐天皇、『増鏡』「久米のさら山」
『増鏡』「久米のさら山」によれば、鎌倉幕府に捕まって隠岐国に流される途中、美作国（岡山県東北部）に差し掛かった元弘2年/元徳4年（1332年）3月17日に詠んだ歌2首。

#### 祈らば晴れよ
吉野の行宮にて、五月雨晴れ間なかりける比、雨師の社へ止雨の奉幣使など立てられける時、おぼしめつゞけさせ給ける
この里は 丹生の川上 程ちかし 祈らば晴れよ 五月雨の空（大意：この吉野の里は、雨の神を祀る丹生川上神社に程近い。かつて、将軍源実朝は、雨も過ぎれば民の嘆きになる、と止雨を祈願したという。私もこのように祈るならば、晴れよ、憂鬱な五月雨の空よ）—後醍醐天皇御製、『新葉和歌集』雑上・1072
南朝を開いて吉野行宮にいた時代（1337年 - 1339年）に、五月雨が絶え間なく続いて、晴れの日がない頃に、雨の神を祀る丹生川上神社に勅使を立てて祈らせた時の歌。室町時代の説話文学である『吉野拾遺』にも、やや改変された形で引用された。

### 人を労る歌

#### 佐々木導誉へ
しるべする 道こそあらず なりぬとも 淀のわたりは 忘れじもせじ（大意：導誉よ、あなたが私を囚人として護送する道は、私が天皇だったそのむかし石清水八幡宮へ案内してくれた時とは、全く違ったものになってしまったね。そうだったとしても、この淀の渡し場は、あの時と変わらないのだから、私と同じくあなたもあの懐かしい日々を、きっと忘れてはいないだろうね）—後醍醐天皇、『増鏡』「久米のさら山」
元弘の乱の初戦に敗北し、鎌倉幕府に捕まって隠岐国へ向けて京都を出立した元弘2年/元徳4年（1332年）3月7日に、道を先導する武士の佐々木導誉に向けて詠んだ歌。のち足利尊氏の側近のバサラ大名として権勢を誇る導誉だが、この頃はまだ一介の佐渡判官に過ぎなかった。そのように天皇からすれば弱小な地位の武士であったにもかかわらず、後醍醐はむかし導誉が石清水八幡宮に案内してくれた時のことを正確に記憶しており、その時のことを懐かしく思って導誉に親しく語りかけたのである。

#### 山人へ
あと見ゆる 道のしをりの 桜花 この山人の 情けをぞ知る（大意：大切な桜花の枝を折ってまで、私が行く道の栞としてくれた跡が見える。この辺りの山人（木こりや炭焼きなど）の方々は、なんと情け深いのだろうか）—後醍醐天皇、『増鏡』「久米のさら山」
後醍醐天皇が隠岐に流される途中、元弘2年/元徳4年（1332年）3月8日から11日ごろに、道を先導してくれた山人らに対し感謝して詠んだ歌。

#### 名和長年へ
忘れめや よるべも波の 荒磯を 御船の上に とめし心は（大意：決して、忘れることはあるまい。荒い波の打ち寄せる磯辺で、船の上にたたずむ私を助けてくれた、あの日のことを。そして、寄る辺もない私のことを、船上山で護ってくれた、あの戦いのことを）—後醍醐天皇御製、『新葉和歌集』羇旅・572
後醍醐天皇が隠岐国を脱出して本州に辿り着いた際、最初に後醍醐に味方した伯耆国（鳥取県）の豪族・武将である名和長年のために詠んだ歌。准勅撰和歌集『新葉和歌集』羇旅歌の巻軸（その巻の末尾を飾る重要で優れた歌）である。長年は船上山の戦いで幕府軍に勝利し、その功績から、のち後醍醐の寵臣「三木一草」の一人になった。しかし、建武の乱で足利尊氏と戦い、討死した。
『新葉和歌集』で、この歌の後に撰者の宗良親王が書き加えた文によると、かつて、後醍醐天皇が名和長年の船上山での活躍を記した記録が存在した。そして、その記録の奥に付されたのがこの歌であったという。後醍醐による名和長年の伝記は散逸し、この歌のみが残る。

### 嘆きの歌

#### 概要
学問と芸術を愛好した皇帝らしく、後醍醐天皇は陰鬱でメランコリックな歌を得意とした。たとえば、自身の境遇を嘆いた和歌のうち2首が、『増鏡』の巻名である「むら時雨」と「久米のさら山」に採用されている。天皇家になんか生まれなければ良かったという歌や（#上なき身）、私もきっともうすぐ死ぬのだろう、といった歌もある（#我が世の末）。後者は詠んだ後に実際すぐ崩御している。後醍醐が偏諱（尊治の「尊」）を与えるほどに寵愛した武家歌人の足利尊氏もまた、40代半ばでも迷いの多いことを嘆いて遁世を願う和歌を詠んでおり、このような打たれ弱さは、尊氏と似た者同士とも考えられる。
なお、2010年代時点で世間に流布される人物像としては、後醍醐は不撓不屈の精神を持った武闘派の天皇と描かれることが多い。しかし、日本史研究者の呉座勇一の主張によれば、このような人物像は崩御してから数十年後に完成した軍記物語である『太平記』に多くを依拠しており、歴史的実像としては疑問点が多いという。

#### むら時雨
題しらず
まだなれぬ 板屋の軒の 村時雨 音を聞にも 濡るゝ袖かな（大意：まだ住み慣れない板葺きの粗末な館で、時折激しく軒を打つ時雨の音を聞くと、物悲しさから涙で袖が濡れてくることよ。藤原資忠が庵で時雨の音に袖を濡らしたのは、旅の中の一夜に過ぎないが、私はいつまでこの館に幽閉されて、涙を流し続けることになるのだろうか？）—後醍醐天皇御製、『新葉和歌集』雑上・1119、『増鏡』「むら時雨」、『太平記』巻3
鎌倉幕府との戦いである 元弘の乱の初戦の笠置山の戦いに敗北して捕縛された後醍醐天皇は、元弘元年/元徳3年（1331年）10月初頭、大勢の武士に囲まれて入京し、六波羅探題の南側にある、板葺きのみすぼらしい館に幽閉された（『増鏡』『花園天皇宸記』）。『増鏡』によれば、この歌はその幽閉中に詠まれた和歌であるという。『増鏡』「むら時雨」の巻名は、この和歌に由来する。

#### 上なき身
つひにかく 沈み果つべき 報いあらば 上なき身とは 何生まれけむ（大意：最期はこのように奈落の底に落ちて死ぬという、前世からの因果応報があるのならば、どうして私はこれより上のない身分――天子などに生まれてしまったのだろうか…）—後醍醐天皇、『増鏡』「久米のさら山」
『増鏡』「久米のさら山」では、元弘の乱の初戦で敗北して隠岐国配流が決まり、都を出立する直前に詠んだ歌として配置されている。このようにはじめは落ち込んだ後醍醐だが、都を出てから隠岐にまで行く道中で、直に地方の民と触れ合うことができ、流刑というのも悪いことばかりではない、と思い直すことになる（#民のかまど）。

#### 久米のさら山
聞きおきし 久米のさら山 越えいかむ 道とはかねて 思ひやはせし（大意：かの歌に名高い「久米のさら山」を、私自身が越え行く道だなどとは、思いも寄らなかった。あの歌のように、私もきっと世間からすぐに忘れ去られて、その名が万代まで届くことはさらさらないのだろう）—後醍醐天皇、『増鏡』「久米のさら山」
『増鏡』によれば、京都を出立して隠岐島に流されるまでの道中、美作国佐良山（岡山県津山市の南部にある山）を通りかかった時に詠んだ歌であるという。『増鏡』「久米のさら山」の巻名は、この歌に由来する。

#### 徒に散る花
よし野ゝ行宮にてよませ給うてける御歌中に
あだにちる 花を思の 種として この世にとめぬ 心なりけり（大意：あの西行法師の歌に言うように、桜の花は観る人がどれだけ愛しく想っても、それを何とも思わず儚く散ってしまう、その心こそ桜が真に神々しい理由なのだろう。しかし一人残された私の心と言えば、儚く散ってしまった桜の花のようなあの人のことが思い悩みの種になって、ああ、この世が本当に物憂い）—後醍醐天皇御製、『新葉和歌集』哀傷・1338
最晩年の吉野行宮時代（1337年 - 1339年）に詠んだ歌。誰を悼んだ哀傷歌なのかは具体的に書かれていないが、一人に特定するならば、推定30代で崩御した最愛の妃である皇太后西園寺禧子（後京極院）などが考えられる。

#### 我が世の末
吉田前内大臣、右大弁清忠など打続きみまかりにける比、おぼしめしつゞけさせ給うける
事問はん 人さへまれに 成にけり 我世の末の 程ぞ知らるゝ（大意：私と政治の問答を行った廷臣たちさえも少なくなってしまった――我が生涯の残りの命数も、もはや知れたものだ）—後醍醐天皇御製、『新葉和歌集』哀傷・1376
延元3年/建武5年（1338年）初頭、側近の公卿である吉田定房・坊門清忠が相次いで薨去したのを悼んだ歌。後醍醐の予見通り、この翌年に自身もまた崩御する。

### 恋の歌

#### 白菊
元弘三年九月十三夜三首歌講ぜられし時、月前菊花といへる事をよませ給うける
うつろはぬ 色こそみゆれ 白菊の 花と月との 同じ籬に（大意：決して色褪せずに、移ろわないものも、この世にはある。粗い垣根の上、白く輝く月に照らされた白菊の花、そのように花と月がお互い支え合って光る姿は、美しい。為子、私はあれから20年以上経った今でも、あなたの「月ならで うつろふ色も…」という白菊の歌を覚えているよ。あなたは白菊がすぐに色褪せることを悲しんだが、嘆くには当たらない。たとえ花の色が移ろうとしても、人の想いは、歌という形で、永遠に受け継がれるのだから）—後醍醐天皇御製、『新葉和歌集』秋下・386
後醍醐の皇太子時代の最初の正妃は、二条派を代表する大歌人である二条為子だったが、応長元年（1311年）もしくは翌年ごろに死去した。それから20年以上後の元弘3年（1333年）9月13日の夜、為子の代表歌である「月ならで うつろふ色も 見えぬかな 霜よりもさきの 庭の白菊」（『続後拾遺和歌集』秋歌下・381） を参考歌にして詠んだ一首である（為子の歌の詳細については、二条為子#白菊を参照）。

#### いかにせよとて
顕恋を
忍べばと 思ひなすにも なぐさみき いかにせよとて もれしうき名ぞ（大意：忍んでいるから大丈夫だろう、と初めは思い込んでいたのだが、心の中でにやけていたのを周りに隠すことはできなかった。一体私にどうせよ、と自問自答したら余計焦ってしまって、例の騒動だ）—今上御製、『続千載和歌集』恋一・1139
正和2年（1313年）秋（7月 - 9月）ごろ、皇太子尊治親王（のちの後醍醐天皇）は、有力公家の西園寺家の姫君である西園寺禧子と密かに駆け落ちし、禧子を適当な場所に匿って、そのまま何も知らない振りをして朝廷に出仕しようとした。しかし、翌年1月にはやくも事件は露顕して、一騒動になった（『花園天皇宸記』正和3年（1314年）1月20日条）。上の後醍醐本人の証言によれば、後醍醐は恋愛関係でポーカーフェイスを保つことができない性格だったという。

#### 天つ乙女
元弘三年立后屏風に五節をよませたもうける
袖かへす 天つ乙女も 思ひ出よ 吉野の宮の むかし語を（大意：袖をひるがえして舞う五節舞の天女に等しいあなたも、どうか思い出して欲しい。吉野の宮の昔語りを。時の帝である天武天皇が、吉野に舞い降りたあなたの優雅さに呆然として、「天つ乙女が 天女らしく舞うことよ 唐玉を 袂に巻いて 天女らしく舞うことよ」と高らかに歌った、あの日のことを）—後醍醐院御製、『新拾遺和歌集』冬・622（『新葉和歌集』冬・501にほぼ同一歌）
皇太后禧子が崩御した同年の元弘3年12月7日（1334年1月13日）、新たな正妃として、対立皇統である持明院統の後伏見天皇第一皇女の珣子内親王が立てられた。これは、持明院統と西園寺家（珣子の従兄は西園寺家当主公宗）との融和路線を築くための政略結婚と見られ、しかも20歳以上の年齢差がある結婚だった。だが、後醍醐は珣子のために心を尽くし、立后屏風、つまり皇后が定まった時に有力歌人が歌を色紙に書いて屏風に貼る行事では、新郎であり二条派の大歌人でもある後醍醐自身も歌を詠んだ。そのうちの2首の両方ともが、北朝の勅撰和歌集と南朝の准勅撰和歌集の双方に同時入集するほどの秀歌だった（もう1首は珣子内親王#後醍醐から珣子への歌を参照）。
上記の歌は、『新葉和歌集』の版である「袖かへす 天津乙女も 思ひ出ずや 吉野の宮の 昔語りを」が刻まれた歌碑が、2012年時点で、奈良県吉野郡吉野町の吉野朝皇居跡に立てられている。

#### 四つの緒
『増鏡』「久米のさら山」によれば、元弘の乱の笠置山の戦いに敗北し幕府に捕らえられた後醍醐天皇は、年が明けて元弘2年/正慶元年（1332年）2月頃になってもまだ、六波羅に囚われており、意気消沈する日々を送っていた。このとき、西園寺禧子は夫の慰めにと、後醍醐がかつて愛用していた琵琶を宮中から届けると、紙片に歌を書いて琵琶に添えた（『太平記』もほぼ同様の逸話を載せる）。
思ひやれ 塵のみつもる 四つの緒に はらひもあへず かかる涙を（大意：思いやってください。塵ばかりが積もる四つの緒（四弦の琵琶）に、払いきることも出来ないほど、絶えず落ちかかる私の涙を。そのむかし隠岐に流された後鳥羽院のため、院の琵琶を塵一つなく手入れしていたら老いの涙がかかってしまった藤原孝道のように、私もあなたの帰りを待っている間に、きっとしわくちゃのおばあちゃんになってしまうでしょう）—中宮禧子、『増鏡』「久米のさら山」（『新葉和歌集』雑下にほぼ同一歌）
これに対し、後醍醐も雨垂れのようにはらはらと涙をこぼし、歌を詠んだという。
涙ゆゑ 半ばの月は くもるとも なれて見しよの 影は忘れじ（大意：涙のために、その半ばの月（琵琶）と、半ばの月（満月）のようなあなたが曇って見える。けれども、あなたと逢って共に何度も観た夜の美しい月影（月の光）と、そのときの月影のように永久に美しいあなたの面影のことは、決して忘れはしない。どうかあなたは、いつまでも、月のように長く生きて欲しい）—後醍醐天皇御製、『新葉和歌集』雑下・1295（『太平記』流布本巻3「主上笠置を御没落の事」にほぼ同一歌）
かきたてし 音をたちはてて 君恋ふる 涙の玉の 緒とぞなりける（大意：確かにかつて私は琵琶をかき鳴らしたものだが、その音はもう絶ってしまった。私自身の音楽の楽しみよりも、あなたとの想いの方がずっと大切なのだから。その琵琶の緒（弦）は、あなたを恋しく想って流れるこの涙の玉を、首飾りとして連ねるための緒（紐）として使おう。『源氏物語』の大君は、自分の「玉の緒」（命）は涙の玉のように脆く儚いから緒を通せない、と言って、薫と永き契りを結ぶことを拒んだという。だが、私はたとえこれから刑や戦で死ぬかもしれない脆く短い命であったとしても、あなたがくれた緒を通して、あなたとの契りは――幾たび生まれ変わっても、永遠だ）—後醍醐天皇、『増鏡』「久米のさら山」
後醍醐天皇は琵琶の名手として著名であり、禧子の父である西園寺実兼や同母兄の今出川兼季に学び、その腕前は『増鏡』や、笙の名人であった将軍足利尊氏による弔文で絶賛されている。また、天皇家の神器である伝説の琵琶「玄象」（げんじょう）を初め、数多くの楽器の名物を所有していた。そうした天才音楽家としての名声や皇家累代の神宝、そして一国の皇帝たる自分自身の命よりも、最愛の正妃である禧子の存在と、禧子との永遠の契りの方が、はるかに尊い、と謳う歌である。

## 評価（同時代）

### 楠木正成からの評価
河内国の土豪の立場から、元弘の乱による功績によって多大な朝恩を誇った楠木正成は、後醍醐を評価した発言をあまり残していない。しかし、『梅松論』には、足利尊氏が九州に落ち延びた際に、「君の先代を亡ぼされしは併せて尊氏卿の忠功なり（天皇が鎌倉幕府を滅ぼすことができたのは悉く尊氏卿の忠功による）」と発言した記録が残されており、天下の大勢は後醍醐への信頼を失い、信頼が尊氏側に移っていることをはっきりと認識していたことがわかる。また、『太平記』西源院本によれば、尊氏東上の際に、後醍醐や公卿に「京中で尊氏を迎え撃つべき」という自身の進言が聞き入れられなかったことに対し、「討死せよとの勅命を下していただきたい」と発言しており、開き直った正成の悲痛な言葉や不満を伝えている。加えて、『梅松論』には、正成が兵庫に下向する途中、尼崎において「今度は正成、和泉・河内両国の守護として勅命を蒙り軍勢を催すに、親類一族なほ以て難渋の色有る斯くの如し。況や国人土民等においておや。是則ち天下君を背けること明らけし。然間正成存命無益なり。最前に命を落とすべき（足利勢を迎え撃つため、正成は和泉や河内の守護として勅命により軍勢を催しても、親類・一族でさえ難色を示す。ましてや一般の国人・土民はついてきません。天下が天皇に背を向けたことは明確です。正成の存命は無益ですので、激しく戦って死にましょう）。」という旨を後醍醐に上奏したことが記されている。尊氏との戦争の勝敗が人心にあると考えていた正成は、世の中の人々が天皇や建武政権に背を向け、民衆の支持を得られていない状況では、敗北は必至であると考えていた。

### 足利尊氏からの評価
室町幕府初代征夷大将軍足利尊氏は、後醍醐天皇をよく肯定した。よくそれを表す文書として、後醍醐崩御百日目に尊氏が著した「後醍醐院百ヶ日御願文」 が知られ、以下に大意を示す。
亀田俊和の主張によれば、尊氏から後醍醐への敬慕は実体を伴ったものであったという。亀田は、建武政権の諸政策は、尊氏の室町幕府も多くそれを受け継いでいた、と断定した。たとえば、後醍醐は、土地の給付の命令文書に追加の文書（雑訴決断所施行牒）を付けて、誤りがないか検査をすると共に、強制執行権を導入し、自前の強い武力を持たない弱小な武士・寺社でも安全に土地を拝領できるシステムを作った（ただし、後醍醐自身は建武元年（1334年）頃には既に施行牒を付けず綸旨のみで裁断を行い始めている上に、「建武以後の綸旨は、容易く改めてはならない」という旨の綸旨を発しており、自分が綸旨を乱発し、しかもその内容が改変されたり誤っていたりすることを認めている）。これは、執事高師直を介して足利尊氏にも受け継がれ、のち正式に幕府の基本法の一つになったという。
ただし、尊氏や直義が理想と政治の参考としたのは建武政権ではなく、建武式目に見えるように「北条義時・北条泰時の執権政治」であった。

### 足利直義からの評価
足利直義は、観応2年頃に、南朝方に与した際の関係を用いて、北畠親房と南北朝の講和交渉を行った。その際の往復書簡が「吉野御事書案」である。このとき、直義は後醍醐について「後醍醐が佞臣達を贔屓したので、事は大乱に及んだ」「光明は後醍醐から正式に三種の神器を譲られた上に、武家方は両統迭立の原則を守って光明の皇太子に成良親王を立て、皇位継承について十分配慮したにもかかわらず、後醍醐は独断で吉野に潜幸したのだから、武家方が天下を奪ったという批難は当たらない」と後醍醐の行動を批難している。
また、和睦の条件として公家一統を主張した親房に対し、「建武の新政の失敗を考えれば、それが無理なことは明らかであり、諸国の武士がそれを望むかどうかよく考えていただきたい」と答え、当時の武士、しかも武家方のナンバー2であり、後醍醐から多くの恩賞を賜った直義であっても、建武の新政は失敗であったと述べている。

### 北畠親房からの評価

『北畠親房』（菊池容斎『前賢故実』所収）

北畠親房は、慈円と共に中世の歴史家の双璧とされる顕学であり、後醍醐天皇の側近「後の三房」の一人に数えられ、後醍醐天皇崩御後には南朝を主導し、南朝准三宮として皇后らに次ぐ地位にまで上り詰めた公卿である。主著『神皇正統記』で、後醍醐天皇崩御を記した段では「老体から溢れ出る涙をかきぬぐうこともできず、筆の流れさえ止まってしまった」と、実子の北畠顕家が戦死した段落以上に力を込めて、自身の嘆きを記した。「三房」の一人とされる北畠親房の真の主は、後醍醐天皇の父の後宇多上皇であり、「後醍醐天皇に仕えた」と強調される考えが妥当でなく、北畠親房が後醍醐天皇に辛辣なのはそのためであるという意見もある。
親房は、『神皇正統記』で、総合評価としては、後醍醐天皇を最も優れた天皇の一人だとした。たとえば、真言密教への帰依が深いだけではなく、それ以外の宗派、たとえば禅宗なども手厚く保護し、中国から来た禅僧でも参内させたことを高く評価している。親房が特に賞賛するのは学問的能力で、和漢の道に通じていたという面において、中比（中古）以来、後醍醐に匹敵する天皇はいないという。また、後宇多上皇が治天の君を辞して、後醍醐が初めて親政を開始した時の政治について、優れた訴訟処理を行ったので、天下の民が後醍醐を敬った、と主張している。
とはいえ、親房は後醍醐天皇の政策を支持している訳ではなかった。特に、『神皇正統記』では、建武政権の人事政策について、後醍醐天皇があまりに足利兄弟と武士全体に対し好意的に過ぎ、皇族・貴族の所領までもが武士の恩賞とされてしまったことが批判の的となっている。また、上横手雅敬が指摘するように、奥州合戦（文治5年（1189年））以降、恩賞として官位を配る慣例は絶えていたが、後醍醐天皇はこれを復活させ、足利尊氏を鎮守府将軍・左兵衛督・武蔵守・参議に叙したのを皮切りに、次々と武士たちへ官位を配り始めた。このことも、親房から、「公家の世に戻ったと思ったのに、まるで武士の世になったみたいだ、と言う人までいる」と、猛烈な抗議の対象となった。親房がイメージしていた「公家一統」の世は、『神皇正統記』の「公家の古き御政にかへるべき世」であり、後醍醐の「新政」とは対立する立場であった（実際に親房は建武政権下で冷遇されており、その政治力を強く発揮したのは後村上天皇の時代であった）。
加えて、『太平記』によれば、建武2年（1335年）に尊氏が鎌倉に下向したまま召還命令に従わなかったことに対し、後醍醐が「たとひ其の忠功莫大なりとも、不義を重ねば逆臣たるべき条勿論也」として、直ちに追伐の宣旨を下そうとした際、親房ら公卿が「尊氏が不義、叡聞に達と雖も、未だ其の実を知らず。罪の疑わしきを以って功の誠あるを棄てられん事は仁政にあらず」と諫言しているが、これは親房が尊氏を弁護したのではなく、むやみに尊氏を厚遇しておきながら、安易にまたこれを破棄しようとしている後醍醐の朝令暮改ぶりに対して、「このままでは世論の信頼を失う可能性がある」というニュアンスで為された発言であった。
ところが、現実主義者・マキャベリストである親房は、政治思想上は後醍醐天皇を声高に批判しつつも、その裏で政治実務上は後醍醐天皇の政策を活用した。南朝の地方指揮官たちは、後醍醐天皇の政策を引き継ぎ、配下の武士に官位を授与する独自の裁量を与えられた。親房自身も、東国武士への官位推薦状を発することもあった（ただし、小田治久ら殆どの東国武士の再三の官位要求には、任官叙位の先例故実を根拠として、全く要求に応じておらず、結果的に親房の関東経営は失敗した）。
後醍醐とは思想的に対立することも多かった親房にとって、後醍醐の思想はやはり受け入れられないものであった。そのため、後醍醐自身は召し上げることの無かった足利尊氏の「尊」の字をついぞ親房は用いることは無く、『神皇正統記』では一貫して「高氏」と記している。また、後醍醐が亡くなり親房自身が南朝の主導者となった後は、後村上天皇の綸旨にも見えるように、親房の指針によって南朝全体で尊氏を「高氏」と呼ぶようになった。

### 北畠顕家からの評価

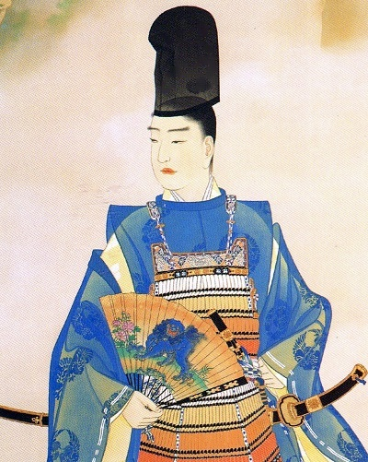
北畠顕家（霊山神社蔵）

北畠親房の子である南朝公卿・鎮守府大将軍の北畠顕家もまた、後醍醐天皇へ上奏した『北畠顕家上奏文』（延元3年/暦応元年5月15日（1338年6月3日））で、後醍醐への批評を残している。7条しか残存しないためその全容は明らかではないが、少なくとも残る箇所に関しては後醍醐天皇の政治への実質的な全否定である。
この諫奏状は、陸奥国司として奥州平定に苦心した顕家自身が奥州の地で苦労して学び、見聞きしたことに基づき、血の滲むような厳しい批判を展開している。
現存する7条を要約すると、「首都一極集中を止め地方分権を推進し各方面に半独立の大将を置くこと」「租税を下げ贅沢を止めること」「恩賞として官位を与える新政策の停止」「公卿・殿上人・仏僧への恩恵は天皇個人への忠誠心ではなく職務への忠誠心によって公平に配分すること」「たとえ京都を奪還できたとしても行幸・酒宴は控えること」「法令改革の頻度を下げること」「佞臣の排除」といったものになる。現存第1条は、後醍醐天皇の全国支配の統治機構に言及したものとして特に注目できる。また、残る6条のうちの半数が、人事政策への不満に集中していることも特徴である。
佐藤進一は、同時代人からの評価を知る上で『二条河原の落書』と並ぶ重要史料とし、後醍醐天皇を独裁的君主とする自身の説から、顕家の建武政権批判に原則的に同意した。

### 後醍醐方の公家からの評価
後醍醐方の公家達は、万里小路宣房や千種忠顕などの後醍醐の寵臣を除き、概ね建武政権に批判的であった。そのため、建武3年（1336年）2月29日には、洞院公賢を始めとした公卿層が、「延元」への改元を主張した。後醍醐は改元に消極的であったが、公卿達は「後醍醐が立てた『建武』の年号を降ろすことで、新政を批判することになる」として積極的に改元を働きかけた。また、同年正月には、後醍醐の寵臣である万里小路宣房と千種忠顕が相次いで出家に追い込まれており、これも後醍醐の新政への批判が相次いだためであった。そのため、後醍醐はこの後に、これまでの「新政」に手を染めておらず、むしろ「新政」に批判的であった親房を宣房や忠顕らに代わって登用することで、公卿層の批判を抑えようとした。

### 史書における評価
『梅松論』には「記録所と決断所を置いたと言っても、近臣が密かに訴えて判決を捻じ曲げてしまい、天皇の決定を示す綸旨が朝に変じて暮れに改まるような状況であり、諸人の浮き沈みは掌を返すようである」とか「武士たちは建武政権が益無しと思い始め、武家が公家に恨みを含み、公家と武家が水火の陣となった」とある。
成立までに多くの人が携わったと言われる『太平記』では、建武政権が「政道正しからず」と述べられており、これは当時生きていた人々の一般的な認識であったと言える。

### 庶民からの評価
後醍醐の政治は、武家や公家のみではなく、都市民や地方民にも批判された。都市民の批判として有名なものは「二条河原の落書」である。この落書の内容は、「御代に生てさまさまの、事をみきくそ不思議共、京童の口すさみ、十分一そもらすなり」という言葉で結ばれているように、当時の都市民の共通認識であった。
地方民の批判として有名なものは、建武元年（1334年）夏に若狭国の太良荘の農民が訴えた申状である。これは直接には荘園領主の当時に対して年貢が重くなったことを訴えたものであるが、この時期に年貢が重くなったのは、後醍醐が大内裏の造営等のために諸国に収入の20分の1を徴収する税をかけたことと関係しており、地方の人にとっても建武政権が期待外れであったことを示している。

### 北朝公家からの評価

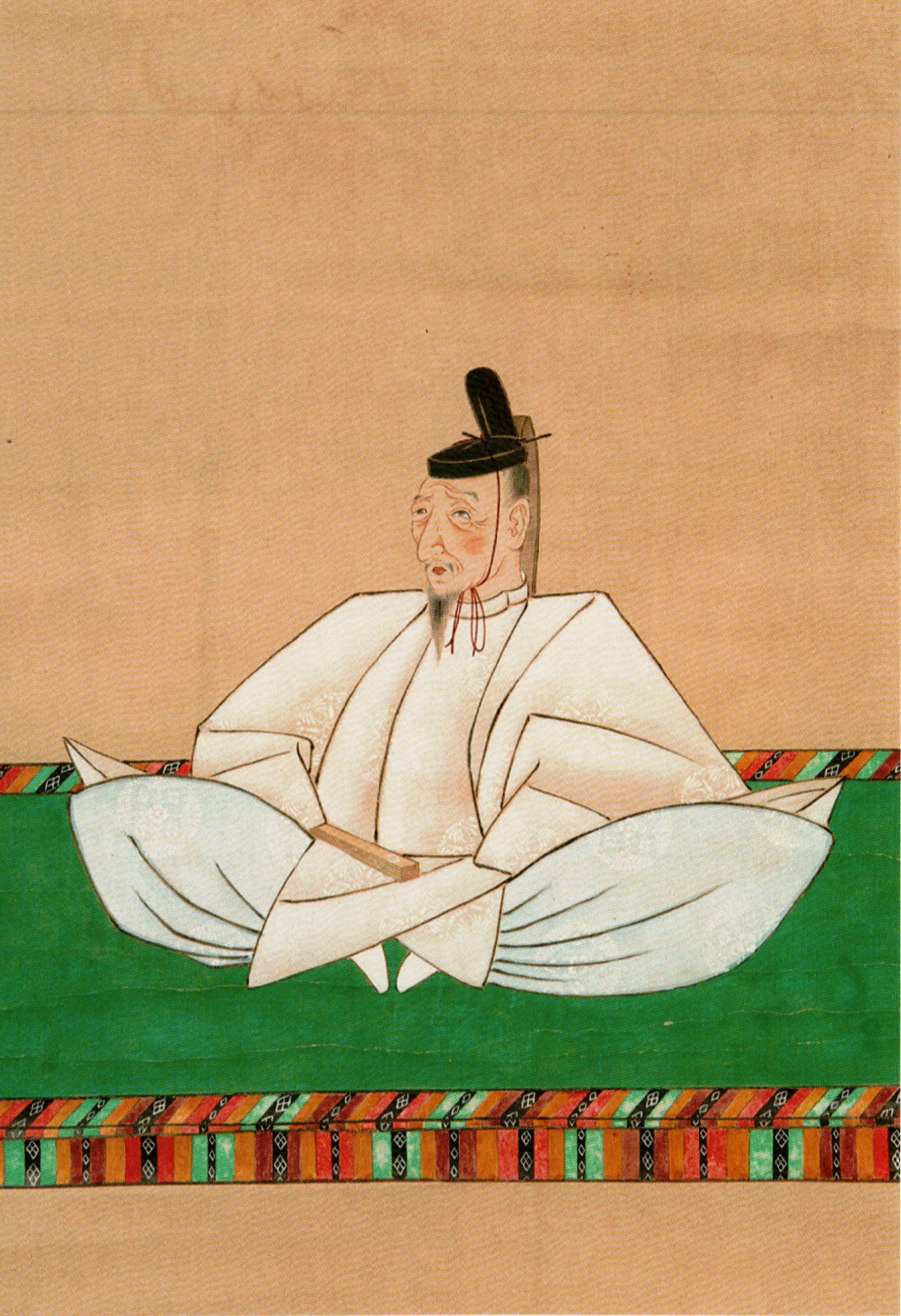
二条良基像（二條基敬蔵）

連歌を完成した中世最大の文人であり、北朝において摂政・関白・太政大臣として位人臣を極めたどころか、准三宮として皇后らに准ずる地位にまで上った二条良基は、敵対派閥でありながら、生涯に渡り後醍醐天皇を尊敬し続けた。これは、『建武年中行事』を著した有職故実研究の大家・朝儀復興者としての後醍醐天皇を評価したものであるという。
中院通冬（極官は北朝大納言）は、後醍醐天皇崩御の速報を聞くと、「信用するに足らず」と半信半疑の念を示した（『中院一品記』延元4年8月19日条）。その後、室町幕府・北朝から公式な訃報を伝えられると、「天下の一大事であり、言葉を失う事件である。この後、公家が衰微することはどうしようもない。本当に悲しい。あらゆる物事の再興は、ひとえに後醍醐天皇陛下の御代にあった。陛下の賢才は、過去［の帝たち］よりも遥かに高く抜きん出たものであった。いったい、［陛下の崩御を］嘆き悲しまない者がいるであろうか」と評した（『中院一品記』延元4年8月28日条）。
また、『増鏡』の作者も、北朝の有力廷臣であるにもかかわらず、後醍醐天皇を賛美した。その正体は、前述した二条良基とする説が比較的有力である他、和田英松による二条為明説や、田中隆裕による洞院公賢説など、諸説ある。
一方、三条公忠（極官は北朝内大臣）は後醍醐天皇に批判的であり、「後醍醐院のなさった行いは、この一件（家格の低い吉田定房の内大臣登用）に限らず、毎事常軌を逸している（毎度物狂（ぶっきょう）の沙汰等なり）、どうして後世が先例として従おうか」と評した（『後愚昧記』応安3年（1370年）3月16日条）。
なお、北朝に対しては8月19日に南北両朝と関係のあった興福寺（大乗院・一乗院）から、室町幕府経由で奏聞があった。北朝では、後伏見法皇が崩御されたときに当時の後醍醐天皇が廃朝を行った例はあったものの、崇徳・安徳・後鳥羽・土御門・順徳など遠方で崩御した天皇のために諒闇を行った例はないということを理由に当初は何も行わない方針であった。『師守記』の暦応二年八月十九日条でも、光厳院とその周辺においては、後醍醐を崇徳以下の配流された天皇と同様に考えていたことがわかる。しかし、室町幕府は直ちに7日間の雑訴停止を決めた上に、朝廷に対しても廃朝を行うように武家執奏を行った。また、後醍醐天皇は光明天皇の外祖父にあたるという論もあり、最終的には四条隆蔭を上卿として廃朝・固関を行い、光明天皇は錫紵を着て外祖父に対する服喪を行った。この時の幕府の申し入れに対し、公家側は強い不満を抱いた。
北朝の治天の君であった光厳上皇は、政治的に対立してきた後醍醐天皇の国政レベルでの喪葬儀礼には反対していたが、義父であると共に同じ夢窓疎石を崇敬してきた者として、彼個人と室町幕府が主導する形での追善仏事が天龍寺にて行われている。これは後醍醐の怨霊化を防ぐと共に、持明院統代々の流儀に縛られて実施が困難であった禅宗様式での追善仏事を無関係な後醍醐の追善の場で行おうという思惑も含まれていたとみられている。

## 評価（研究史）

### 『太平記』史観による暗君像
『太平記』（1370年ごろ完成）の巻1「後醍醐天皇御治世の事附武家繁昌の事」（流布本）では、後醍醐天皇は初め名君として登場し、「天に受けたる聖主、地に報ぜる明君」と賞賛される。ところが、巻12から13で、元弘の乱で鎌倉幕府を打倒して建武の新政を開く段になると、今度は一転して完全なる暗君として描写されるようになる。例として、恩賞の配分に偏りがあったり、無思慮に大内裏造営を計画したり、地頭・御家人に重税を課したり、唐突な貨幣・紙幣発行を打ち出したり、武士の特権階級である御家人身分を取り上げたりと、頓珍漢な政策を繰り返し、さらに側近の公卿千種忠顕や仏僧文観が権勢に驕り高ぶり奢侈を極めるなど、人々の反感を買っていく。しかも、賢臣の万里小路藤房は後醍醐天皇にこうした悪政を諌めたが、全く聞き入れられなかったので、建武政権に失望し、僧侶となって遁世した、という物語が描かれる。
亀田俊和の主張によれば、このような「『太平記』史観」が後世を呪縛し続け、後醍醐天皇と建武政権への評価を固定的なものにしてしまったのだという。
その他にも、南北朝時代の作品で後醍醐天皇の暗君像に関与したものとして、『梅松論』、『二条河原の落書』といった文書等々を挙げることができる。

### 南朝正統史観・大義名分論からの批難
江戸時代になると、『太平記』史観を受け継いだ朱子学者・歴史家から、再び後醍醐天皇は厳しく批難された。新井白石『読史余論』（正徳2年（1712年））、三宅観瀾『中興鑑言』（江戸時代中期）、頼山陽『日本外史』（文政10年（1827年））など当時の主要政治書・歴史書は、ほとんど『太平記』通りの批判的評価を後醍醐天皇に与えた。観瀾と山陽は大義名分論（臣下はいかなる状況であっても盲目的に主君に服従すべきという江戸時代的儒学思想）の有力な論客であり、「忠臣」楠木正成を称揚し、南朝正統史観を広めた立役者であるが、彼らでさえ揃って後醍醐に「不徳の君主」の烙印を押した。
なぜ南朝正統史観でも後醍醐が批判されるという事態が起きたのかについて、亀田俊和は次のように説明する。南朝正統史観は「南朝正統」と名前があることから後醍醐天皇の政治的手腕が賛美されたと誤解されることがあるが、実は「南朝の正統性」「大義名分論」「忠臣論」と「後醍醐天皇の政権評価」は全くの別物として扱われていた。むしろ、後醍醐天皇が「暗愚で不徳の君主」であるからこそ、それでもなお正統であるがゆえに、この暗君に生死を賭し一身を捧げて仕えなければならなかった「忠臣」の「悲劇」が、判官贔屓の形で人々の共感を呼んだのだという。こうして、後醍醐天皇が開いた南朝が正統とされ、南朝の忠臣が賛美されればされるほど、その対比として逆に後醍醐自身はさらに暗君として批難されるという、皮肉な状況となってしまった。

### 近代実証主義からの批難
明治時代に入り、正式に南朝が正統であると政府から認められると、民間では大義名分論が主流であったが、逆に研究者の間では実証を重んじる気風が生まれ、日本史の多くの分野では研究に進展が見られた。ところが、建武政権・南北朝時代の政治研究については『太平記』史観からほとんど変化がなく、東京帝国大学や京都帝国大学の日本史研究者から、一貫して後醍醐天皇は批難された。久米邦武が臣下の無理解も指摘し、中村直勝が貨幣鋳造政策にやや好意的であるといった部分的な変化はあるものの、久米も中村も基本的には後醍醐天皇を酷評している。田中義成も黒板勝美も恩賞政策を中心に後醍醐批判を展開し、その内容はほぼ『太平記』と同じである。

### 平泉澄の皇国史観
このように、江戸時代的大義名分論からも、実証主義歴史学からも、後醍醐天皇愚君説が掲げられる中、1930年代、例外的に後醍醐を再評価した異端児が皇国史観の代表的研究者であった平泉澄である。
平泉は、『建武中興の本義』（1934年）において、建武政権の良い点については、多くの史料をあげ論証していき、特に『太平記』以来の定説である恩賞不公平説を退けた。亀田俊和の主張では、恩賞不公平説を反証する際に用いられた実証的手腕は、2016年時点の研究水準から見ても納得できるものであるという。
ところが、建武政権の失敗については、「腐敗」した人民と「逆賊」足利尊氏に全ての責任を一方的になすりつけた。その妥当性はともかく、実はそれまでにはなかった視点という意味では、研究の新規性はある。
亀田は、平泉の皇国史観では前近代的な大義名分論が復活したことにより、全体的な研究水準はかえって後退してしまった、とする。しかも、「逆賊」足利尊氏を排撃する余り、建武政権と室町幕府の倫理的な断絶性が強調されたため、実証的には弱い面があった。その上、このわずか10年余り後、1945年の第二次世界大戦の日本敗戦によって、平泉は公職を追放されて存在そのものがタブーとなり、独創的・画期的な部分もあったとはいえ、後世に影響力をほとんど持たなかった。

### マルクス主義歴史学からの批難
戦後すぐの1940年代後半には、松本新八郎らによってマルクス主義からの批判が試みられ、建武政権は反革命路線・復古主義を取った失政と否定的に評価された。

### 佐藤進一の宋朝皇帝型独裁君主説
第二次世界大戦後、1960年代には、佐藤進一を中心として、後醍醐天皇は中国の皇帝を模倣した独裁者・専制君主であったという人物像が提唱され、建武政権についても、その政策は時代の流れや現実の問題を無視したものだったと否定的に評価された。佐藤進一の学説は定説として20世紀後半の南北朝時代研究の大枠を作り、こうした人物像や政権への否定的評価は、2010年代に入っても高校の歴史教科書（山川出版社『詳説日本史　日本史B』2012年など）で採用されるなど、高校教科書的な水準では定説としての地位は失っていない。しかし、後述するように、1990年代末からの新研究の潮流では複数の研究者から強い疑義が提出されている。
後醍醐天皇独裁君主説では、建武の新政の解釈と評価は、おおよそ以下のようなものとなる。
建武の新政は表面上は復古的であるが、内実は中国的な天皇専制を目指した。性急な改革、恩賞の不公平、朝令暮改を繰り返す法令や政策、貴族・大寺社から武士にいたる広範な勢力の既得権の侵害、そのために頻発する訴訟への対応の不備、もっぱら増税を財源とする大内裏建設計画、紙幣発行計画のような非現実的な経済政策など、その施策の大半が政権批判へとつながっていった。武士勢力の不満が大きかっただけでなく、公家たちの多くは政権に冷ややかな態度をとり、また有名な二条河原の落書にみられるようにその無能を批判され、権威をまったく失墜した。

### 網野善彦の「異形の王権」論
佐藤進一の進歩的暗君説を極限にまで発展させて、独自の説と言えるまで特異な論を為したのが、網野善彦による「異形の王権」論である。
網野は『異形の王権』（1986年）で、後醍醐天皇を「ヒットラーの如き」人物と評し、「異形」の天皇と呼んだ。そして、後醍醐天皇が「邪教」の仏僧文観や「悪党」楠木正成を従え、「異類異形の輩」や非人といった、本来は正道から外れた階層を取り込むことで強大な力を得たと主張する。また、元徳元年（1329年）に後醍醐が行った祈祷が「聖天供」（大聖歓喜天浴油供）であったことについて、大聖歓喜天は像頭人身の男女が抱き合う像で表されることを指摘し、「極言すれば、後醍醐はここで人間の深奥の自然――セックスそのものの力を、自らの王権の力としようとしていた、ということもできるのではないだろうか」と述べ、これをもって「異類異形」の中心たる王に相応しい天皇としている。そしてまた、当時は下剋上の空気の中、天皇の位が「遷代の職」（世襲ではなく人々の間を移り変わる職）である「天皇職」と化しつつあり、天皇家以外の者が「天皇職」に「補任」される（就任する）可能性もあるような巨大な危機が迫っていた、と主張する。そして、花園と後醍醐の二人はそれをいち早く嗅ぎ取り、花園は道義を身につけることで、後醍醐は異形異類の力や貨幣の力といった「魔力」を身につけることで天皇家の危機に対抗しようとしたが、建武の新政後、後醍醐はたちまち現実の「きびしい復讐」に直面し、その後は佐藤進一の定説通りの没落をしたのだとする。
森茂暁は、網野説について、宗教面での実証的史料を掘り起こしたことや、硬直しつつあった後醍醐天皇観に新風を与えたことについては評価し、その密教修行にも異形と言ってよい面があることは認める。しかし、文観を異端僧とするのは政敵の僧侶からのレッテル張りではないかと疑問を示し、また『建武記』には「異形の輩」の侵入を禁じる文があるのだから、どちらかといえば後醍醐は「異形の輩」なるものとは距離を置いていたのではないか、と指摘している。また、亀田俊和は、網野説は建武政権を失政と捉え、その失敗を後醍醐天皇の個人的性格に求める点では、結局のところ『太平記』史観と変わるものがない、と指摘している。

### 森茂暁の実証的研究
戦後、建武政権の実証的研究は大きく進んだ。建武政権に対する歴史観そのものは、『太平記』・佐藤進一・網野善彦説を基本的に踏襲している。
とはいえ、著書の一つ『後醍醐天皇 南北朝動乱を彩った覇王』（2000年）の中で、『太平記』史観とは違い、森は建武政権について3つの点に大きな歴史的意義を与えている。
一つ目には、建武政権の発足によって日本の中心が京都と明示されたことである。武士の本拠は鎌倉にすべしという弟の足利直義からの強い主張をはねのけ、尊氏もまた京都を室町幕府の拠点に定めた。この文化・政治・経済・流通の中心に足利将軍家が身を置くことで、足利氏政権がただの武家政権ではなく全国を統治する機構にまで成長することができたのである。
二つ目は、全国支配を視野に入れて法務機関の雑訴決断所に一番一区制を導入したことである（二番は東海道担当など）。これは後醍醐天皇以前の統治者には見られない発想であり、おそらくこの後醍醐の全国支配機構が以降の日本の全国政権の統治制度の基本になったのではないかと指摘し、「日本の国土に名実ともに成熟した全国政権を誕生させるうえで、建武の新政は重要な役割を果たした」と述べる。
三つ目は、鎌倉幕府では限定的な役割しか持たなかった守護を、その力を正しく認め、守護・国司併置制を採用することでその権限を増やし、室町幕府の守護制度に繋がる端緒を作ったことである。
総評として、森は後醍醐天皇に対し、（森自身はこのような性急で強い語を用いないものの）優れた革命家・早すぎた天才というような形の評価を与えた。つまり、森は鎌倉幕府→建武政権→室町幕府の間になめらかな連続性を認めることには消極的なものの、後醍醐天皇が停滞していた鎌倉幕府の政治に対し「突破口」としての役割を果たし、次代の室町的世界が成立する上での歯車を回したことについては評価した。またその政治構想もそれまでに言われていたほど悪いものではなく、60年ほど遅れて多くの部分が三代将軍の足利義満の頃に室町幕府の手で実現されたとした。

### 市沢哲・伊藤喜良の建武政権論再考

#### 概要
後醍醐天皇研究に視点の転換をもたらした3本の重要な論文は、市沢哲の「鎌倉後期公家社会の構造と「治天の君」」（1988年、『日本史研究』314）・「鎌倉後期の公家政権の構造と展開――建武新政への一展望――」（1992年、『日本史研究』355）および伊藤喜良の「建武政権試論―成立過程を中心として―」（1998年、『行政社会論集』第10巻第4号）である。
市沢の論文によって、建武政権の諸政策は、鎌倉時代後期の朝廷の訴訟制度改革と密接な連続性があることが示された。また、伊藤の論文によって、それまで消極的にしか扱われてこなかった建武政権の諸機関が、実際には建武政権の中核であると見なされるようになり、建武政権の諸改革は挫折の過程ではなく、発展の過程であると認識されるようになった。

#### 市沢：鎌倉後期公家社会の構造と「治天の君」
1988年、市沢は、後醍醐が進めた中央集権政策が、後醍醐個人の性格によるものや時代の流れから浮き出た特殊なものだったとする佐藤・網野説を否定した。つまり、鎌倉時代後期に朝廷の訴訟制度改革が行われたことで、治天の君（院（上皇）も天皇も含む）の権力に頼る事例が多くなり、後醍醐個人の思想・性格とは関係なく、そうした時代の流れが中央集権的な君主の誕生を促したのだとした。かつて後醍醐の特徴とされた抜擢人事も、別に後醍醐に限ったことではなく、対立する持明院統でも行われていたことも指摘した。
市沢が鎌倉時代後期の朝廷訴訟の事例を検証したところ、13世紀末ごろには貴族の家系が増えたために、家督・所領相続の訴訟が多くなってきた。また家系が増えたために貴族人口に対して割り当てられる官位・官職も少なくなり、この争奪戦も問題になっていた。貴族社会において、分家化の進行の圧力と抑制の圧力が拮抗し、衝突が訴訟問題として顕在化するようになったのである。
こうした訴訟の裁許者（判決を下す人物）として力があったのは治天の君である。古くは、「治天の君」という地位そのものに大した権威はなく、治天の君自身がしばしば強大な土地権利所有者であるため、その土地権利に拠る権力に基づいて土地紛争の訴訟を解決したのだと思われていた。しかし、市沢は、実際には土地問題以外の紛争でも治天の君が裁許を主導していることを指摘し、古説に疑問を示した。土地裁判についても、どちらかといえば土地の支配構造（歴史学用語で「職の体系」）の外からそれを庇護・調整する存在であったという。さらに、興福寺などの権門（巨大な権勢を有した半独立勢力）は独自の訴訟機構を有したが、その権威が弱まった時に、治天の君の名で権門の判決にテコ入れをして、権門を助けることがあった。また、南北朝時代には、権門から朝廷への起訴経路ができるが、これも鎌倉時代後期に権門ごとに担当奉行が割り当てられたことの発展型なのではないか、という。朝廷での訴訟問題が増えるにつれ、治天の君が果たす役割も大きくなっていった。
したがって、13世紀末から14世紀初頭という後醍醐天皇が生まれ育った時代には、天皇・上皇はただの土地所有者だった訳ではなく、その「治天の君」という地位そのものに、訴訟問題解決において、相当に強大な権威と権力があった。
さて、皇統が亀山→後醍醐ら大覚寺統と、それに対立する持明院統に分裂した両統迭立というのは、後嵯峨上皇が継承者を指定しないまま崩御しないため起こった偶発的事象であり、そこに強制力はなく、本来ならば自然に解消されるはずの事態である。これが何故が続いたかというと、当時の公家社会の分裂が、皇統の分裂を維持したからである。
たとえば、当初、大覚寺統有利で早期に終結しそうだったのに、持明院統が巻き返した背景には、有力公家の西園寺家内部での分裂が関わっていた。分裂が維持されると、二条派と京極派に分かれた御子左家や、その他にも山科家など、中小規模の公家もどちらの皇統に付くかで分裂するようになり、これが皇統の分裂を後押しさせた。女院領を各統が分割で相続したため、それぞれが荘園領主としても最大の存在となったことも、分裂を加速させた。
こうなれば、両統間で武力的な争いが起こり、普通はそこで解決するはずである。だが、当時最も大きな武力を持っていたのは鎌倉幕府であり、両統の戦いを抑止していたため戦いは起こらず、かえって両統の分裂が深刻化していくことになった。
「治天の君」という地位自体に訴訟解決の権能が備わっていたところに、両統の力が拮抗するようになると、皇統間で治天の君が変わるたびに、裁判の当事者のどちらが有利になるかが変わる、といった事態が起こるようになった。一度下した裁許に対しても、他統によって覆される事例まで出てくるようになり、後醍醐天皇と花園上皇の間で争った例もある。
また、両統は抗争に勝利するため、激しい人材獲得競争を繰り広げた。家格を越えた抜擢人事というと、後世の人間からは、建武政権の印象から後醍醐ら大覚寺統の特徴と思われがちだが、実際は対立する持明院統もほぼ等しく行っていたという。たとえば、後伏見上皇は日野俊光を、光厳天皇も日野資名を抜擢している。これは、同時代人の印象でもそうであったと思われ、『増鏡』の作者は、「久米のさら山」で、抜擢登用された人材について両統等しく記している。
訴訟問題に関する治天の君の権力は大きくなる一方なのに、皇統の交代によってそれに揺れが生じると、矛盾のひずみが大きくなっていった。これを解決するには、相手の皇統を倒すしかないが、その前にまず両統迭立の維持を支持する幕府を倒す必要がある。このようにして見ると、後醍醐に限らず、誰かがいつかは討幕をしなければ解決しない問題だった。ここに、当時たまたま、悪党という幕府に抵抗することを厭わない武士（楠木正成など）が発生していた。つまり、後醍醐天皇は討幕が必要であり、かつそれが可能な時代に、在位していた治天の君だっただけで、別に後醍醐個人が時代から外れた存在だった訳ではない。むしろその逆で、時代の流れこそが後醍醐に討幕を促したのである、という。

#### 市沢：鎌倉後期の公家政権の構造と展開――建武新政への一展望――
1992年、市沢はまず、佐藤進一説の問題点として、佐藤は平安時代後期の朝廷政治と建武政権の朝廷政治を比較しているが、中間の鎌倉時代の朝廷政治を無視していることを指摘した。直前の鎌倉時代後期の朝廷政治の研究も行わなければ、建武政権が本当に特異な政権だったのかどうかはわからない。
鎌倉時代後期は、都市領主、つまり京都など畿内に住みながら日本各地の荘園に利権を持つ大貴族・大寺社らが私兵を手駒に使って戦わせる戦争の時代だった。貴族社会の分家化や、武士の守護・地頭による押領によって、都市領主間の抗争が活発した。これらの抗争は、一つ目には既存の支配体制の強化、二つ目には他領主からの略奪によって起きた。
たとえば、正応3年（1290年）から翌年まで、紀伊国（和歌山県）荒川荘で高野合戦と呼ばれる戦いが起きた。これは真言宗高野山が、別の荘園の領主である三毛心浄の軍勢を送って荘園の支配体制を強化しようしたところ、それを察知した土着の豪族の源為時が先手を打って戦いを始めたものと見られる。為時は高野山の動きを山門（天台宗比叡山延暦寺）に訴えたので、宗教間の代理戦争の様相も呈した。他領主からの略奪としては、後宇多上皇が四辻宮から荘園の接収をしようとし、両者は同地にいわゆる「悪党」と呼ばれる軍事力を送って戦いを繰り広げた。
とはいえ、軍事力による抗争はあくまで最終手段であり、できれば話し合いで解決したいという考え自体は誰もが持っていたと思われる。このように、武力抗争が活発化することで、かえって訴訟制度の重要性が公家社会で再認識され、抗争を回避・解決するために、制度の整備・改革が進められたと考えられる。
また、市沢は、裁判の当事者たちが、自分たちの主張に箔をつけるために、治天の君による勅を求める事例が多くなることを、前の論文に続き改めて指摘した。さらに、訴訟でしばしば「徳政」という語が用いられていることを論じた。当時の徳政とは、天人相関説による思想で、為政者が悪いことをすると天変地異が起こり、良いことをすると災害が治まる、という考え方である。つまり、訴訟問題を解決することが、治天の君にとっての徳政であり、朝廷での最重要課題だと考えられていたのである。土地の支配構造の変化に伴い、「治天の君」という超越的な立場を利用して、新たな秩序を創造することこそが、天皇家に求められる役割になった。
建武政権で、後醍醐がまず行った行動に個別安堵法（元弘三年六月十五日口宣案）というものがある。この通達やそれに続く法令が言う所は、綸旨によってそれぞれの領主に土地の権利を保証し、訴訟・申請の裁許も綸旨を必要とすると定めるものである。かつて、佐藤進一は、これを後醍醐の絶対的権力への執着欲と見なし、建武政権の異常性を示すものと考えた。ところが、上で見たように、実は鎌倉時代後期、治天の君権力によって土地問題に裁許を下すという発想は、既に後醍醐以前からあり、しかもそれは都市領主の側から求められたものだった。つまり、後醍醐の政策は、領主たちの要望に応えて、時代の流れに沿ったものだったのである。
しかし、このような「治天の君」権力の強化が、鎌倉時代後期には、逆に両統の分裂の矛盾を大きくすることになっていった。皇統の分裂は、誰かがいつかは解決しなければならない問題であり、こうした訴訟問題における要請が後醍醐の行動を促したと考えられる。
また、佐藤が「平安時代以来の秩序を破壊した」と主張する建武政権の他の政策についても、市沢は、平安時代ではなく、鎌倉時代後期の政治を考えれば、実は順当なものであることを指摘した。
たとえば佐藤は、知行国主（国司より上位で、特定の国を事実上支配する大貴族・大寺社）がそれまで特定の家に結び付けられていたのを、後醍醐が建武政権で新たな守護・国司制を作ったことで破壊したと主張した。しかし、実は鎌倉時代後期、両統迭立以来、天皇の皇統が変わるたびに知行国主が変わることが多く、既に特定の国＝特定の家のものという認識は崩れていた。その点を考えると、後醍醐の守護・国司制はそこまで急進的な改革だった訳ではない。
また、佐藤は、後醍醐が「官司請負制の破壊」という政策を行ったと主張した。つまり、特定の官職が特定の家に結び付けられていたのを、宋朝型官僚制の影響を受けて破壊し、官司は全て後醍醐の支配下にあるという観念論的独裁政治を行ったのだという。しかし、市沢が調べてみたところ、官司請負制の破壊は全面的なものではなく、職務に能力が必要とされないものだけであった。つまり、官務・局務といった書記官や事務官など、能力が問われる職については、小槻氏など従来からの官僚的氏族がそのまま担当した。逆に、馬寮など、特に職務がなく、利益を受け取るだけの恩賞的な官職については、後醍醐は恩賞代わりに自由に配分した。しかも、これは後醍醐に特有なものではなく、13世紀半ばごろから、恩賞的な官職については特定の家に結びつかないことが徐々に増えていく傾向にあった。また、こうした鎌倉時代中期からの恩賞的官職の分配を左右できる力が、鎌倉時代後期の治天の君権力の強化に繋がったとも考えられる。
結論として、後醍醐・建武政権の中央集権政策は特異なものではなく、鎌倉時代後期の朝廷の訴訟制度改革の中で、領主たちの求めに応じて生じた「治天の君」権力の強化の流れとその政策を、順当に発展させたものであるという。また、鎌倉幕府は武士の惣領の選定に原則干渉できなかったのに、室町幕府には相続法がなく、惣領選定に強い権力を有した。市沢によれば、これは、鎌倉時代後期の治天の君権力（朝廷政策）→建武政権の中央集権政策→室町幕府の中央集権政策というように受け継がれたものであり、したがって、建武政権と室町幕府の間にもその政策に連続性が見られるという。

#### 伊藤：建武政権試論―成立過程を中心として―
1998年、伊藤喜良は佐藤進一の「綸旨万能主義」説を否定した。綸旨万能主義というのは、全てを天皇の私的文書である綸旨で決めるという主義である。佐藤は、後醍醐は綸旨万能主義を奉じる観念論的独裁者で、建武政権は、雑訴決断所など綸旨万能主義に制限を加える機関が設置されていくことで、後醍醐の理想主義が挫折していく過程だと捉えた。伊藤はこれに反対し、後醍醐は綸旨万能主義などは考えておらず、初期の綸旨乱発は機関がないための便宜上の措置に過ぎないとした。そして、雑訴決断所等の非人格機関こそが、政権の中央集権政治を補完するための中核機構であると位置付けた。建武政権はこれらの非人格機関が、現実的に整えられていく発展の過程であるとした。
伊藤はまず、「綸旨万能主義」説の最初の論拠とされた、個別安堵法（元弘三年六月十五日口宣案）について検討を加えた。佐藤は、この文書を「旧領回復令」と解釈し、元弘の乱で誰かに奪われた所領は元の持ち主に返し、その後の土地所有権の変更は、綸旨（天皇の私的命令文）による個別の裁許を仰ぐように命令したものだと解釈した。
しかし、伊藤によれば、この文書はその前の4月から5月にかけて出された軍法と関連付けて考えるべきであるという。元弘の乱末期、幕府が劣勢なのが明らかになると、討幕にかこつけて略奪を行う不埒な輩が続出していた。後醍醐は、略奪を繰り返す自称討幕軍を「獣心人面」と厳しく非難し、厳罰に処すとした。ところが、兵糧米の徴収は現場の判断に任せるとするなど、命令文にも曖昧なところがあり、実際には元弘の乱が終結した後も中々略奪が収まらなかったと考えられる。伊藤によれば、6月15日の命令は、戦争が終結したので、軍法のうち「現場の判断」という事項を緊急的に停止し、濫妨狼藉の阻止を狙ったものではないか、という。つまり、「旧領回復」や「綸旨万能」とは全く関係がなく、そもそも後醍醐はそのようなことを考えてはいなかった。
実際、同年10月に、陸奥守北畠顕家が、六月十五日口宣案ともう一つの文書（後述の7月25日宣旨）に関連付けて発した陸奥国国宣では、濫妨狼藉を厳しく戒めることと、所領安堵の方針は原則として、（旧領ではなく）現在のものを認めることにしている。また、その後、顕家は当知行安堵（現在の実効所領を安堵）の方針で行動している。後醍醐の股肱の臣である顕家がこのように解釈するのだから、後醍醐の方針もこれと基本的に同じと考えるべきであるという。
6月からしばらくの間、佐藤の指摘のように、しばらく後醍醐は大量に綸旨を発給するようになる。しかし、伊藤によれば、これは新しい支配機構がまだ出来ていないのだから、私的文書で暫定的に対応をするのは当たり前のことであり、綸旨を万能と考えた訳ではなく、綸旨に頼るしかなかったというのが正解であろうという。
同年7月25日、後醍醐天皇は、宣旨を発し、朝敵を北条一族とその与党のみに限定し、当知行安堵（現在の実効支配領域を保証）の方針を明確に定め、また安堵の取り扱いを各国の国衙（県でいう県庁）に委任することにした。後醍醐が綸旨万能主義を志向したと主張する佐藤は、これを後醍醐の敗北と捉えた。しかし、伊藤によれば事実は逆で、この宣旨こそが建武政権の基本指針であり、本当の全国政権として活動し始めた端緒と見なされるのではないかという。これ以降、建武政権の諸政策はこの7月25日の宣旨の方向に沿って、新しい骨格が築き上げられていく。
8月から9月上旬にかけては、各国の国司に「後の三房」吉田定房や「三木一草」楠木正成など側近中の側近が割り当てられたが、これも7月の宣旨の内容を達成するために地方国衙を充実させようとしたものである。また、鎌倉幕府の御家人制も、一部の武士のみに特権を与えるという前時代的な制度なので廃止した。
最も重要なのが、裁判機関である雑訴決断所の設置である。後醍醐天皇が中央集権化を目指したのは明白だが、佐藤説の言うような綸旨万能主義（天皇個人が全てを裁許する主義）では、客観的に言って天皇の仕事量が多すぎて中央集権化を達成できる訳がないし、後醍醐もまたそうは考えなかったであろう。そうではなくて、統制の取れた非人格機関を設置し、その機関を通じて各国の国衙を効率的に支配することこそが、後醍醐の意図する中央集権化の完成形だったのではないか、とした。したがって、この雑訴決断所こそが建武政権の実体の出発点と言える。翌年1月まで次々と新政を補完するための新機関の設置が行われていった。
また、後醍醐は地方分権制を重視した先駆的な為政者でもあった。東北の半独立統治機構である陸奥将軍府について、伊藤は護良親王・北畠親房の主導によるものという『保暦間記』の説を否定し、後醍醐の主導によるものという当事者の親房自身の証言（『神皇正統記』）を信じるべきであろうとした。そして、後醍醐は、中央集権化を効率よく達成するためには、陸奥のように特色があり、反乱も続く地域に対しては、独自の裁量を持つ自治機関に任せた方が良いと考えたのではないか、という。実際、強大な権限を託された北畠顕家は、東北の乱を瞬く間に鎮めていった。
足利氏が任された鎌倉将軍府についても、この時点では後醍醐は足利氏に全面的な信頼を置いており、やはり東国の反乱に備えて、新政府の藩屏としたものではないかという。いわば中華の皇帝制の藩鎮のようなものではないかという。
また、後醍醐は、国より更に小さい地域単位である郡を重視して、郡に関する法令を度々発しており、郡政所もまた高い機能を有した。これによって、地方統治の階層構造が出来上がり、非人格機関を通して、地方の隅々まで掌握できるようになったのである。
伊藤は、物事を結果論から評価するのは危険であると指摘する。確かに上記の努力にもかかわらず、結果論としては、建武政権は短期間で崩壊した。しかし、崩壊したからと言って、常に歴史的意義がない訳ではなく、まず考察を深めてから判断する必要がある（なお、伊藤自身は後醍醐の政治的手腕の無さが短期間で崩壊した原因であるとしている）。また、建武政権の王権論については、佐藤は建武政権を官僚制・君主独裁制を目指したとしたが、伊藤は封建王制を目指したのではないか、とした。後醍醐が狙ったのは、君主個人の力による独裁ではなく、整備された官制組織と制度を作ることで、最終的な決裁を行うという形の政策だったと考えられる。他に、単に朝廷と幕府を統一したのを「公武一統」と言っただけではなく、本気で公家と武家の区別をなくすことを考えており、武家を多数裁判機関に登用したり、逆に北畠顕家のような文官公家層を武門に抜擢したのは、その一環であろうという。
加えて、伊藤は後醍醐が宋のような国を目指し、そして失敗したことを指摘している。当時の宋は君主専制体制であり、後醍醐は非人格的な機関（雑訴決断所や記録所）を設置し、彼が個別にこれらの統治機関を掌握することで専制体制を確立しようとしたが、このような複数機関の設置は混乱を招くだけであったとした。後醍醐が宋のような君主専制体制を目指し、そして失敗した理由について、伊藤は当時の中国と日本の支配のあり方が大きく異なる点を挙げている。中国では、唐が滅亡したことにより、貴族層が消滅し、五代十国時代を通して、地方に強大な権力を打ち立てていた武人の節度使も消え、宋代に権力基盤となったのは、科挙を経た士大夫と呼ばれる文人官僚達であった。しかし、日本では鎌倉幕府（武家政権・武士・武力）と朝廷（公家政権）という2つの統治機関（封建領主）が存在しており、この両政権が協力し合って中世国家を形成していた。そのため、封建領主階級が存在し、分権的志向が強く、官僚と呼べる層もほとんど存在していなかったため、宋の支配方法（君主専制体制）をそのまま日本に成立させようとした後醍醐の政策には無理があり、公武の対立意識が強いのにもかかわらず、強引に「公武一統」を進め、中央集権国家体制を確立し、官僚層を作り出そうとした建武政権は「物狂の沙汰」と称されるようになってしまったのである。

### 内田啓一の反「異形の王権」論
後醍醐天皇を宗教的・人格的な異常者と見なす網野善彦の「異形の王権」論に対しては、仏教美術研究者の内田啓一から疑問が提出された。内田は、『文観房弘真と美術』（2006年、法藏館）と『後醍醐天皇と密教』（2010年、法藏館）を発表し、網野説は根拠を欠き疑わしいことを指摘した。
内田はまず、後醍醐の仏教政策面での最大の腹心である文観房弘真の美術と経歴を調べた。文観は、網野によって、性的儀礼を信奉する武闘派の怪僧と定義された人物である。しかし、内田によればこのような人物像は敵対派閥による中傷文書と、『太平記』および後世の文書でしか確認できない。同時代の史料や美術作品に当たれば、文観は高徳の僧侶であり、さらに学僧としても画僧としても中世で最大級の業績をあげた人物であるという。また、文観は真言律宗の系譜の上では、後醍醐の祖父の亀山が帰依した叡尊の孫弟子に当たる。そして、真言宗の系譜の上では、後醍醐の父が帰依した道順の高弟であるから、文観と後醍醐の結びつきも突飛なものではなく、自然な流れであると考えられる。
網野らが幕府呪詛の像とした般若寺本尊の文殊像も、内田によれば、叡尊から続く真言律宗の伝統様式で作られており、銘文も定型句であり、そこに大げさな意味は見いだせない。また、『太平記』や網野は、後醍醐が正妃である西園寺禧子の御産祈祷に偽装して、幕府へ呪詛の祈祷を行ったとする。しかし、安産祈祷で用いられた「聖天供」という儀式は仏教的にいえばあくまで息災法（除災や快癒を祈る祈祷）の儀式であり、幕府調伏の祈祷だとか性的儀礼だとかの、いかがわしい意味はとても考えにくいという。
内田は、後醍醐・文観が異形の人物であるという説を否定するとともに、後醍醐の親子関係にも焦点を当てた。佐藤や網野の説としては、後醍醐は朝廷の異端児であり、まともな父の後宇多上皇とは敵対したとされていた。しかし、実際に後醍醐の宗教活動を見てみると、灌頂（密教における授位の儀式）で、父の後宇多もかつて身につけたことがある「犍陀穀糸袈裟」（国宝）を使用するなど、父の足跡を辿っていることが多い。つまり、後宇多を敬愛し、その宗教政策を受け継いでいることを指摘した。また、異端かどうかについても、父の後宇多は、高野山の奥の院にこもったり、密教僧として弟子を取ったりなど大きな活動をしているが、後醍醐はそこまではしておらず、むしろ密教修行者としては父より穏健派であるという。

### その後
市沢・伊藤説ははじめそれほど注目を浴びなかったが、21世紀に入ると、鎌倉時代後期と室町時代初期の研究が進んだ結果、後醍醐天皇の諸政策は前後の時代と連続性が見られることが指摘されるようになった。これらは、市沢・伊藤説の想定と合致するものであった。
たとえば、2013年、亀田俊和は、室町幕府で初代執事高師直が行った改革の目玉である執事施行状というものが、後醍醐天皇が発案した（あるいは側近が発案して後醍醐が積極的に主導した）雑訴決断所施行牒というものを改良したものではないか、と主張した。これらは、土地を与える指示に、関連文書を添付することで、大元の指示に誤りがないか検査を行うと共に、不法占拠が行われている土地の引き渡しに、国からの強制執行権をもたせて、弱小な寺社や武家でも安全に土地が得られるようにした制度である。無論、これも無から出来た訳ではなく、鎌倉幕府によって局所的・部分的に用いられていた制度を、後醍醐が全国的・本質的なシステムとして構築し直したものである、とした。
その他の研究成果についても、2016年に『南朝研究の最前線 : ここまでわかった「建武政権」から後南朝まで』（日本史史料研究会/呉座勇一編、洋泉社）によって一般向けに書籍の形で紹介されることになった。
2007年、河内祥輔は、『太平記』で「一回目の討幕計画」とされていた、いわゆる正中の変という事件が、歴史的には本当に冤罪だったという説を示した。後醍醐は関東申次（朝廷と幕府の折衝役）の娘の西園寺禧子を中宮としており、幕府とは友好関係にあった、とした（ただし、大覚寺統で幕府と友好的であったのは後宇多であり、実際に後醍醐と幕府の友好関係を表す史料は無い）。相次ぐ御産祈祷なども、禧子との間に皇子さえ誕生すれば、幕府と戦わずとも自身の系統を存続させられるため、融和路線の一環ではないか、とした。2012年には、三浦龍昭によって、建武政権成立後も、後伏見皇女珣子内親王との婚姻や、娘の懽子内親王と光厳上皇との婚姻政策などで持明院統への懐柔政策を図っていたことが指摘された。2018年には、保立道久が、建武政権成立後3日目という早期の時点から、土地の安堵や禅宗政策などを通じて、持明院統との和解・統合の政策を実施していたことを指摘した（#禅律国家構想）。
呉座勇一もまた、「執念」「不撓不屈の精神」「独裁者」「非妥協的な専制君主」といった人物像は『太平記』以前には見られず、『太平記』とそれ以降に作られた後世のイメージであり、実際は少なくとも当初は鎌倉幕府との融和路線を目指していた協調的な人物であるというのが、後醍醐の歴史的実像であろうとしている。なぜこのような人物像が作られたかというと、その方がわかりやすいからだという。結果論として、後醍醐は武力で鎌倉幕府を倒し、しかも子孫を含めれば室町幕府と60年近い戦いを繰り広げることになる。融和路線を敷いていたのに、そこから様々な紆余曲折があって大戦に至った、というのは、結果を知っている後世の人からしてみると、直感的に理解しにくい。それよりも不撓不屈の好戦的な人間が、即位当初から討幕を計画していたという設定の方が、話としては理解しやすいため、それが広まってしまったのではないかという。
2018年、『太平記』研究者の兵藤裕己は、後醍醐天皇を主題にした書籍を岩波新書から著した。兵藤は、政治面については、1960年代の佐藤進一説をほぼそのまま用い、綸旨万能主義と宋朝型独裁君主制が挫折して云々という説明をする。その一方で、兵藤は、専門書でしか出されていなかった内田啓一の業績を一般向けに紹介し、後醍醐天皇や腹心の文観房弘真が異形の人間であるという中傷の解消に努めた。また、『太平記』では人格的に下劣に描かれる文観・寵姫阿野廉子らだが、兵藤によれば、これらの部分は玄恵らによる後世の改変が入っていると見られ、信用をおけないという。兵藤はまた、後醍醐という（人物そのものというよりは）人物像が、水戸学や明治政府、現代社会においてどのような影響を及ぼしたのかについても議論した。一方で、後醍醐の「新政」については、後醍醐が「新政」のモデルとした宋と14世紀の日本の政治的現実の違いを明らかにし、
- 天皇親政（王政）の理想は、一四世紀の日本の政治的現実をまえに、けっきょく『二条河原落書』が揶揄するような混乱をもたらすものでしかなかった。
- 後醍醐天皇の『新政』にたいする不満は、既得権益を奪われた権門層のみならず、建武政権の恩恵を受けなかった広汎な武士層にも及んだ。
- 後醍醐天皇の政治手法は、中国ふうの士大夫を自任する一部の中下層貴族には、「正理に叶ふ」と指示されたろうが、大方の公家からすれば、およそ「物狂の沙汰」としかいいようのない治世である。

とし、「新政」が失敗であったことを論じている 。
2020年には、中井裕子が、人格面から後醍醐の再評価を行った。森茂暁らの古い説では、傍系である後醍醐は父の後宇多から冷遇されて鬱屈した少年時代を過ごし、それで性格が捻じ曲がって討幕を考えるようになったのだと説明されていた。しかし、中井が、『実躬卿記』『道平公記』など当時の日記を当たったところ、実際には、後醍醐は父帝の後宇多を含めて親族からは愛情をかけて育てられており、後宇多とはしばしば私生活でも政治上でも協調して行動していたという。
一方で、深津睦夫は「吉田定房奏状」の存在を明らかにした。これは後醍醐の討幕計画を諌めた書であるが、その成立年次は、初稿が元応2年（1320年）6月、改稿が翌年冬と推定されることから、後醍醐は後宇多院から政務を譲られる前には既に討幕の意思を持っていたとした。ただし、河内祥輔はこの奏状の存在については戦前より小野壽人や村田正志らが指摘しているとした上で、元応年間説は正中の変が討幕運動であることを前提とした説で、正中の変が冤罪ならば倒幕を諫める奏状の作成時期としては相応しくないとして元弘の変の直前に作成されたとした。更に跋文の文中から筆者が「旅宿」にて書き直しをしたと記していることから、戦前以来の通説である吉田定房筆者説も彼が元弘の変の前後にずっと京都に滞在していたという点から考えられず、日野俊基や万里小路藤房ら元弘の変で処罰を受けた公家の方が筆者として相応しいとする。更に跋文には筆者が初稿が禁中にあったがその後「仙洞」の手に渡ってしまったという風説を聞いたことを記しており、これを1年余りの間に元弘の変で後醍醐が隠岐に流されて持明院統に皇統が移り、初稿が持明院統の仙洞（上皇・法皇）の手に渡ったことを示すとしている。その場合には、初稿の作成は1年余りの間に元弘の変を跨ぐことになる元徳2年（1330年）6月か翌元弘元年（1331年）6月に作成されたものになる。

### 研究者からの否定的評価（21世紀以降）
亀田俊和は総体的に見た場合、初期の室町幕府は先代鎌倉幕府の体制を模倣しており、独自の政治構造の創出に至っていなかったと結論付けている。中井裕子は、後醍醐天皇の政策がすでに前代からみられることが明らかになっており、後醍醐天皇が特異な存在という評価は見直されるべき、と述べている。
本郷和人は、後醍醐天皇が「院政を否定」して天皇親政を実現したことで、「英明な天皇」だと高く評価される傾向にあるが、後醍醐天皇は条件が整わなくて上皇になれなかったのであり、上皇として権力を握りたかったのだと指摘しており、また、後醍醐天皇の天皇親政は、後宇多上皇ら歴代上皇たちによって築かれた「徳政」を受け継いでおらず、「徳政」が断絶したことも指摘している。さらに、明治以来の歴史学が大化の改新、建武の新政、明治維新を三大画期と評価したことで後醍醐天皇が「英明な天皇」とされているが、むしろ「徳政」をよりよく実行してきた後宇多上皇や花園上皇が天皇家の歴史の中でも極めて優秀だと論じている。さらに、後醍醐天皇が「英明な天皇」だから討幕に成功したのではなく、鎌倉幕府の内部がガタガタであり、きっかけさえあれば潰れる状況であり、後醍醐天皇のような人物でも討幕に成功できたのだと論じている。
亀田俊和は、後醍醐天皇の政権発足直後から、矛盾する論旨や偽物の論旨が大量に発給されたことで、新政権が大混乱に陥ったことは広く知られていると、著書に記している。また、『二条河原落書』で「此頃都ニハヤル物、夜討、強盗、謀綸旨、（中略）本領ハナルル訴訟人」と後醍醐天皇が風刺されたのも史実であると、著書に記している。
呉座勇一は、後醍醐天皇の討幕計画の杜撰さは以前から指摘されており、後醍醐天皇の政治的資質の欠如を論じる研究者がいると、著書に記している。
本郷恵子は、花園天皇が謙虚に宋学を学び善政を追求していたのに対し、後醍醐天皇が宋学から学んだ徳は「肥大した自我」そのものであると、痛烈に批判している。また、建武政権で設けられた「窪所」という組織が鎌倉幕府の「問注所」の「問注」の草書が「窪」に似ているために言葉遊びで定められたという説を紹介し、驕りと鈍感力が見られると批判し、後醍醐天皇は伝統的公家政権のパロディに過ぎないとしている。建武政権の家格・先例にとらわれない人事についても、それらが有効に機能することなどなかったと論じている。また、後醍醐天皇は二人の天皇・二つの朝廷を生み出すことで、天皇の権威を決定的に下落させたと論じている。

## 側近
- 近衛経忠
- 万里小路宣房
- 北畠親房
- 吉田定房
- 日野資朝
- 日野俊基

- 千種忠顕
- 坊門清忠
- 四条隆資
- 洞院実世
- 文観
- 円観

## 諡号・追号・異名
天皇の諡号や追号は通常死後におくられるものであるが、後醍醐天皇は、生前自ら後醍醐の号を定めていた。たとえば、輪王寺銅鋺延元元年付には「当今皇帝……後醍醐院自号焉」とあり、崩御3年前の延元元年/建武3年（1336年）時点で既に後醍醐の名が広く知られていた。これを遺諡といい、白河天皇以後しばしば見られる。なお「後醍醐」は分類としては追号になる（追号も諡号の一種とする場合もあるが、厳密には異なる）。
20世紀時点での通説としては、後醍醐は延喜・天暦の治と称され天皇親政の時代とされた醍醐天皇・村上天皇の治世を理想としており、そのため醍醐に後を付けて後醍醐にしたのだとされていた。一方、21世紀に入り、河内祥輔は、父の後宇多天皇も生前から追号を「後宇多」と定めていたことを指摘し、宇多天皇が子の醍醐天皇のために書き残した遺訓の『寛平御遺誡』にあやかって、『寛平御遺誡』の名声を通じて自身が後宇多の後継者であることを示したかったのではないか、という説を唱えている。
崩御後、北朝では崇徳院・安徳天皇・顕徳院・順徳院などのように徳の字を入れて院号を奉る案もあった。平安期に入ってから「徳」の字を入れた漢風諡号を奉るのは、配流先などで崩御した天皇の鎮魂慰霊の場合に限られていたが、結局生前の意志を尊重して南朝と同様「後醍醐」としたという（一条経通『玉英記抄』「凶礼」暦応2年9月8日条）。あるいは、その院号は治世中の年号（元徳）からとって「元徳院」だったともいう。

## 系譜
| \| \| \| \| \| \| \| \| \| \| \| \| \| \| \| \| \| \| \| \| 16. 第83代 土御門天皇 \| \| \| \| \| \| \| \| \| \| \| \| \| \| \| \| \| \| \| \| \| \| \| \| \| \| \| \| \| \| \| \| \| \| \| \| \| \| \| \| \| \| \| \| \| \| \| \| \| \| \| \| \| \| 8. 第88代 後嵯峨天皇 \| \| \| \| \| \| \| \| \| \| \| \| \| \| \| \| \| \| \| \| \| \| \| \| \| \| \| \| \| \| \| \| \| \| \| \| \| \| \| \| \| \| \| \| \| \| \| \| \| \| \| \| \| \| 17. 源通子 \| \| \| \| \| \| \| \| \| \| \| \| \| \| \| \| \| \| \| \| \| \| \| \| \| \| \| \| \| \| \| \| \| \| \| \| \| \| \| \| \| \| \| \| \| \| \| \| \| \| \| \| \| \| 4. 第90代 亀山天皇 \| \| \| \| \| \| \| \| \| \| \| \| \| \| \| \| \| \| \| \| \| \| \| \| \| \| \| \| \| \| \| \| \| \| \| \| \| \| \| \| \| \| \| \| \| \| \| \| \| \| \| \| \| \| 18. 西園寺実氏 \| \| \| \| \| \| \| \| \| \| \| \| \| \| \| \| \| \| \| \| \| \| \| \| \| \| \| \| \| \| \| \| \| \| \| \| \| \| \| \| \| \| \| \| \| \| \| \| \| \| \| \| \| \| 9. 西園寺姞子 \| \| \| \| \| \| \| \| \| \| \| \| \| \| \| \| \| \| \| \| \| \| \| \| \| \| \| \| \| \| \| \| \| \| \| \| \| \| \| \| \| \| \| \| \| \| \| \| \| \| \| \| \| \| 19. 四条貞子 \| \| \| \| \| \| \| \| \| \| \| \| \| \| \| \| \| \| \| \| \| \| \| \| \| \| \| \| \| \| \| \| \| \| \| \| \| \| \| \| \| \| \| \| \| \| \| \| \| \| \| \| \| \| 2. 第91代 後宇多天皇 \| \| \| \| \| \| \| \| \| \| \| \| \| \| \| \| \| \| \| \| \| \| \| \| \| \| \| \| \| \| \| \| \| \| \| \| \| \| \| \| \| \| \| \| \| \| \| \| \| \| \| \| \| \| 20. 西園寺公経 \| \| \| \| \| \| \| \| \| \| \| \| \| \| \| \| \| \| \| \| \| \| \| \| \| \| \| \| \| \| \| \| \| \| \| \| \| \| \| \| \| \| \| \| \| \| \| \| \| \| \| \| \| \| 10. 洞院実雄 \| \| \| \| \| \| \| \| \| \| \| \| \| \| \| \| \| \| \| \| \| \| \| \| \| \| \| \| \| \| \| \| \| \| \| \| \| \| \| \| \| \| \| \| \| \| \| \| \| \| \| \| \| \| 21. 平親宗女 \| \| \| \| \| \| \| \| \| \| \| \| \| \| \| \| \| \| \| \| \| \| \| \| \| \| \| \| \| \| \| \| \| \| \| \| \| \| \| \| \| \| \| \| \| \| \| \| \| \| \| \| \| \| 5. 洞院佶子 \| \| \| \| \| \| \| \| \| \| \| \| \| \| \| \| \| \| \| \| \| \| \| \| \| \| \| \| \| \| \| \| \| \| \| \| \| \| \| \| \| \| \| \| \| \| \| \| \| \| \| \| \| \| 22. 公審 \| \| \| \| \| \| \| \| \| \| \| \| \| \| \| \| \| \| \| \| \| \| \| \| \| \| \| \| \| \| \| \| \| \| \| \| \| \| \| \| \| \| \| \| \| \| \| \| \| \| \| \| \| \| 11. 徳大寺栄子 \| \| \| \| \| \| \| \| \| \| \| \| \| \| \| \| \| \| \| \| \| \| \| \| \| \| \| \| \| \| \| \| \| \| \| \| \| \| \| \| \| \| \| \| \| \| \| \| \| \| \| \| \| \| 1. 第96代 後醍醐天皇 \| \| \| \| \| \| \| \| \| \| \| \| \| \| \| \| \| \| \| \| \| \| \| \| \| \| \| \| \| \| \| \| \| \| \| \| \| \| \| \| \| \| \| \| \| \| \| \| \| \| \| \| \| \| 24. 五辻家経 \| \| \| \| \| \| \| \| \| \| \| \| \| \| \| \| \| \| \| \| \| \| \| \| \| \| \| \| \| \| \| \| \| \| \| \| \| \| \| \| \| \| \| \| \| \| \| \| \| \| \| \| \| \| 12. 五辻雅継 \| \| \| \| \| \| \| \| \| \| \| \| \| \| \| \| \| \| \| \| \| \| \| \| \| \| \| \| \| \| \| \| \| \| \| \| \| \| \| \| \| \| \| \| \| \| \| \| \| \| \| \| \| \| 25. 藤原成親女 \| \| \| \| \| \| \| \| \| \| \| \| \| \| \| \| \| \| \| \| \| \| \| \| \| \| \| \| \| \| \| \| \| \| \| \| \| \| \| \| \| \| \| \| \| \| \| \| \| \| \| \| \| \| 6. 五辻忠継 \| \| \| \| \| \| \| \| \| \| \| \| \| \| \| \| \| \| \| \| \| \| \| \| \| \| \| \| \| \| \| \| \| \| \| \| \| \| \| \| \| \| \| \| \| \| \| \| \| \| \| \| \| \| 26. 安倍春元 \| \| \| \| \| \| \| \| \| \| \| \| \| \| \| \| \| \| \| \| \| \| \| \| \| \| \| \| \| \| \| \| \| \| \| \| \| \| \| \| \| \| \| \| \| \| \| \| \| \| \| \| \| \| 13. 安倍春元女 \| \| \| \| \| \| \| \| \| \| \| \| \| \| \| \| \| \| \| \| \| \| \| \| \| \| \| \| \| \| \| \| \| \| \| \| \| \| \| \| \| \| \| \| \| \| \| \| \| \| \| \| \| \| 3. 五辻忠子 \| \| \| \| \| \| \| \| \| \| \| \| \| \| \| \| \| \| \| \| \| \| \| \| \| \| \| \| \| \| \| \| \| \| \| \| \| \| \| \| \| \| \| \| \| \| \| \| \| \| \| \| \| \| 28. 平範輔 \| \| \| \| \| \| \| \| \| \| \| \| \| \| \| \| \| \| \| \| \| \| \| \| \| \| \| \| \| \| \| \| \| \| \| \| \| \| \| \| \| \| \| \| \| \| \| \| \| \| \| \| \| \| 14. 平高輔 \| \| \| \| \| \| \| \| \| \| \| \| \| \| \| \| \| \| \| \| \| \| \| \| \| \| \| \| \| \| \| \| \| \| \| \| \| \| \| \| \| \| \| \| \| \| \| \| \| \| \| \| \| \| 7. 平高輔女 \| \| \| \| \| \| \| \| \| \| \| \| \| \| \| \| \| \| \| \| \| \| \| \| \| \| \| \| \| \| \| \| \| \| \| \| \| \| \| \| \| \| \| \| \| \| \| \| \| \| \| \| |                       |  |  |  |  |  |  |  |  |  |  |  |  |  |  |  |
| |                       |  |  |  |  |  |  |  |  |  |  |  |  |  |  |  |
| | 16. 第83代 土御門天皇 |  |  |  |  |  |  |  |  |  |  |  |  |  |  |  |
| |                       |  |  |  |  |  |  |  |  |  |  |  |  |  |  |  |
| |                       |  |  |  |  |  |  |  |  |  |  |  |  |  |  |  |
| | 8. 第88代 後嵯峨天皇  |  |  |  |  |  |  |  |  |  |  |  |  |  |  |  |
| |                       |  |  |  |  |  |  |  |  |  |  |  |  |  |  |  |
| |                       |  |  |  |  |  |  |  |  |  |  |  |  |  |  |  |
| | 17. 源通子            |  |  |  |  |  |  |  |  |  |  |  |  |  |  |  |
| |                       |  |  |  |  |  |  |  |  |  |  |  |  |  |  |  |
| |                       |  |  |  |  |  |  |  |  |  |  |  |  |  |  |  |
| | 4. 第90代 亀山天皇    |  |  |  |  |  |  |  |  |  |  |  |  |  |  |  |
| |                       |  |  |  |  |  |  |  |  |  |  |  |  |  |  |  |
| |                       |  |  |  |  |  |  |  |  |  |  |  |  |  |  |  |
| | 18. 西園寺実氏        |  |  |  |  |  |  |  |  |  |  |  |  |  |  |  |
| |                       |  |  |  |  |  |  |  |  |  |  |  |  |  |  |  |
| |                       |  |  |  |  |  |  |  |  |  |  |  |  |  |  |  |
| | 9. 西園寺姞子         |  |  |  |  |  |  |  |  |  |  |  |  |  |  |  |
| |                       |  |  |  |  |  |  |  |  |  |  |  |  |  |  |  |
| |                       |  |  |  |  |  |  |  |  |  |  |  |  |  |  |  |
| | 19. 四条貞子          |  |  |  |  |  |  |  |  |  |  |  |  |  |  |  |
| |                       |  |  |  |  |  |  |  |  |  |  |  |  |  |  |  |
| |                       |  |  |  |  |  |  |  |  |  |  |  |  |  |  |  |
| | 2. 第91代 後宇多天皇  |  |  |  |  |  |  |  |  |  |  |  |  |  |  |  |
| |                       |  |  |  |  |  |  |  |  |  |  |  |  |  |  |  |
| |                       |  |  |  |  |  |  |  |  |  |  |  |  |  |  |  |
| | 20. 西園寺公経        |  |  |  |  |  |  |  |  |  |  |  |  |  |  |  |
| |                       |  |  |  |  |  |  |  |  |  |  |  |  |  |  |  |
| |                       |  |  |  |  |  |  |  |  |  |  |  |  |  |  |  |
| | 10. 洞院実雄          |  |  |  |  |  |  |  |  |  |  |  |  |  |  |  |
| |                       |  |  |  |  |  |  |  |  |  |  |  |  |  |  |  |
| |                       |  |  |  |  |  |  |  |  |  |  |  |  |  |  |  |
| | 21. 平親宗女          |  |  |  |  |  |  |  |  |  |  |  |  |  |  |  |
| |                       |  |  |  |  |  |  |  |  |  |  |  |  |  |  |  |
| |                       |  |  |  |  |  |  |  |  |  |  |  |  |  |  |  |
| | 5. 洞院佶子           |  |  |  |  |  |  |  |  |  |  |  |  |  |  |  |
| |                       |  |  |  |  |  |  |  |  |  |  |  |  |  |  |  |
| |                       |  |  |  |  |  |  |  |  |  |  |  |  |  |  |  |
| | 22. 公審              |  |  |  |  |  |  |  |  |  |  |  |  |  |  |  |
| |                       |  |  |  |  |  |  |  |  |  |  |  |  |  |  |  |
| |                       |  |  |  |  |  |  |  |  |  |  |  |  |  |  |  |
| | 11. 徳大寺栄子        |  |  |  |  |  |  |  |  |  |  |  |  |  |  |  |
| |                       |  |  |  |  |  |  |  |  |  |  |  |  |  |  |  |
| |                       |  |  |  |  |  |  |  |  |  |  |  |  |  |  |  |
| | 1. 第96代 後醍醐天皇  |  |  |  |  |  |  |  |  |  |  |  |  |  |  |  |
| |                       |  |  |  |  |  |  |  |  |  |  |  |  |  |  |  |
| |                       |  |  |  |  |  |  |  |  |  |  |  |  |  |  |  |
| | 24. 五辻家経          |  |  |  |  |  |  |  |  |  |  |  |  |  |  |  |
| |                       |  |  |  |  |  |  |  |  |  |  |  |  |  |  |  |
| |                       |  |  |  |  |  |  |  |  |  |  |  |  |  |  |  |
| | 12. 五辻雅継          |  |  |  |  |  |  |  |  |  |  |  |  |  |  |  |
| |                       |  |  |  |  |  |  |  |  |  |  |  |  |  |  |  |
| |                       |  |  |  |  |  |  |  |  |  |  |  |  |  |  |  |
| | 25. 藤原成親女        |  |  |  |  |  |  |  |  |  |  |  |  |  |  |  |
| |                       |  |  |  |  |  |  |  |  |  |  |  |  |  |  |  |
| |                       |  |  |  |  |  |  |  |  |  |  |  |  |  |  |  |
| | 6. 五辻忠継           |  |  |  |  |  |  |  |  |  |  |  |  |  |  |  |
| |                       |  |  |  |  |  |  |  |  |  |  |  |  |  |  |  |
| |                       |  |  |  |  |  |  |  |  |  |  |  |  |  |  |  |
| | 26. 安倍春元          |  |  |  |  |  |  |  |  |  |  |  |  |  |  |  |
| |                       |  |  |  |  |  |  |  |  |  |  |  |  |  |  |  |
| |                       |  |  |  |  |  |  |  |  |  |  |  |  |  |  |  |
| | 13. 安倍春元女        |  |  |  |  |  |  |  |  |  |  |  |  |  |  |  |
| |                       |  |  |  |  |  |  |  |  |  |  |  |  |  |  |  |
| |                       |  |  |  |  |  |  |  |  |  |  |  |  |  |  |  |
| | 3. 五辻忠子           |  |  |  |  |  |  |  |  |  |  |  |  |  |  |  |
| |                       |  |  |  |  |  |  |  |  |  |  |  |  |  |  |  |
| |                       |  |  |  |  |  |  |  |  |  |  |  |  |  |  |  |
| | 28. 平範輔            |  |  |  |  |  |  |  |  |  |  |  |  |  |  |  |
| |                       |  |  |  |  |  |  |  |  |  |  |  |  |  |  |  |
| |                       |  |  |  |  |  |  |  |  |  |  |  |  |  |  |  |
| | 14. 平高輔            |  |  |  |  |  |  |  |  |  |  |  |  |  |  |  |
| |                       |  |  |  |  |  |  |  |  |  |  |  |  |  |  |  |
| |                       |  |  |  |  |  |  |  |  |  |  |  |  |  |  |  |
| | 7. 平高輔女           |  |  |  |  |  |  |  |  |  |  |  |  |  |  |  |
| |                       |  |  |  |  |  |  |  |  |  |  |  |  |  |  |  |
| |                       |  |  |  |  |  |  |  |  |  |  |  |  |  |  |  |

### 系図
|                        |                        |                        |                        |                        |                        |  |  |                            |                            |                            |                            |                            |                            |  |  |             |             |             |             |             |             |  |  |                        |                        |                        |                        |                        |                        |  |  |                          |                          |                          |                          |                          |                          |  |  |                         |                         |                         |                         |                         |                         |  |  |  |  |  |  |  |  |  |  |  |  |  |  |  |  |  |  |  |  |  |  |  |  |  |  |  |  |  |  |
| 88 後嵯峨天皇          |                        |                        |                        |                        |                        |  |  |                            |                            |                            |                            |                            |                            |  |  |             |             |             |             |             |             |  |  |                        |                        |                        |                        |                        |                        |  |  |                          |                          |                          |                          |                          |                          |  |  |                         |                         |                         |                         |                         |                         |  |  |  |  |  |  |  |  |  |  |  |  |  |  |  |  |  |  |  |  |  |  |  |  |  |  |  |  |  |  |
|                        |                        |                        |                        |                        |                        |  |  |                            |                            |                            |                            |                            |                            |  |  |             |             |             |             |             |             |  |  |                        |                        |                        |                        |                        |                        |  |  |                          |                          |                          |                          |                          |                          |  |  |                         |                         |                         |                         |                         |                         |  |  |  |  |  |  |  |  |  |  |  |  |  |  |  |  |  |  |  |  |  |  |  |  |  |  |  |  |  |  |
|                        |                        |                        |                        |                        |                        |  |  |                            |                            |                            |                            |                            |                            |  |  |             |             |             |             |             |             |  |  |                        |                        |                        |                        |                        |                        |  |  |                          |                          |                          |                          |                          |                          |  |  |                         |                         |                         |                         |                         |                         |  |  |  |  |  |  |  |  |  |  |  |  |  |  |  |  |  |  |  |  |  |  |  |  |  |  |  |  |  |  |
| 宗尊親王 （鎌倉将軍6） | 宗尊親王 （鎌倉将軍6） | 宗尊親王 （鎌倉将軍6） | 宗尊親王 （鎌倉将軍6） | 宗尊親王 （鎌倉将軍6） | 宗尊親王 （鎌倉将軍6） |  |  | 【持明院統】 89 後深草天皇 | 【持明院統】 89 後深草天皇 | 【持明院統】 89 後深草天皇 | 【持明院統】 89 後深草天皇 | 【持明院統】 89 後深草天皇 | 【持明院統】 89 後深草天皇 |  |  |             |             |             |             |             |             |  |  |                        |                        |                        |                        |                        |                        |  |  | 【大覚寺統】 90 亀山天皇 | 【大覚寺統】 90 亀山天皇 | 【大覚寺統】 90 亀山天皇 | 【大覚寺統】 90 亀山天皇 | 【大覚寺統】 90 亀山天皇 | 【大覚寺統】 90 亀山天皇 |  |  |                         |                         |                         |                         |                         |                         |  |  |  |  |  |  |  |  |  |  |  |  |  |  |  |  |  |  |  |  |  |  |  |  |  |  |  |  |  |  |
| 宗尊親王 （鎌倉将軍6） | 宗尊親王 （鎌倉将軍6） | 宗尊親王 （鎌倉将軍6） | 宗尊親王 （鎌倉将軍6） | 宗尊親王 （鎌倉将軍6） | 宗尊親王 （鎌倉将軍6） |  |  | 【持明院統】 89 後深草天皇 | 【持明院統】 89 後深草天皇 | 【持明院統】 89 後深草天皇 | 【持明院統】 89 後深草天皇 | 【持明院統】 89 後深草天皇 | 【持明院統】 89 後深草天皇 |  |  |             |             |             |             |             |             |  |  |                        |                        |                        |                        |                        |                        |  |  | 【大覚寺統】 90 亀山天皇 | 【大覚寺統】 90 亀山天皇 | 【大覚寺統】 90 亀山天皇 | 【大覚寺統】 90 亀山天皇 | 【大覚寺統】 90 亀山天皇 | 【大覚寺統】 90 亀山天皇 |  |  |                         |                         |                         |                         |                         |                         |  |  |  |  |  |  |  |  |  |  |  |  |  |  |  |  |  |  |  |  |  |  |  |  |  |  |  |  |  |  |
|                        |                        |                        |                        |                        |                        |  |  |                            |                            |                            |                            |                            |                            |  |  |             |             |             |             |             |             |  |  |                        |                        |                        |                        |                        |                        |  |  |                          |                          |                          |                          |                          |                          |  |  |                         |                         |                         |                         |                         |                         |  |  |  |  |  |  |  |  |  |  |  |  |  |  |  |  |  |  |  |  |  |  |  |  |  |  |  |  |  |  |
| 惟康親王 （鎌倉将軍7） | 惟康親王 （鎌倉将軍7） | 惟康親王 （鎌倉将軍7） | 惟康親王 （鎌倉将軍7） | 惟康親王 （鎌倉将軍7） | 惟康親王 （鎌倉将軍7） |  |  | 92 伏見天皇                | 92 伏見天皇                | 92 伏見天皇                | 92 伏見天皇                | 92 伏見天皇                | 92 伏見天皇                |  |  |             |             |             |             |             |             |  |  | 久明親王 （鎌倉将軍8） | 久明親王 （鎌倉将軍8） | 久明親王 （鎌倉将軍8） | 久明親王 （鎌倉将軍8） | 久明親王 （鎌倉将軍8） | 久明親王 （鎌倉将軍8） |  |  | 91 後宇多天皇            | 91 後宇多天皇            | 91 後宇多天皇            | 91 後宇多天皇            | 91 後宇多天皇            | 91 後宇多天皇            |  |  | 恒明親王 〔常盤井宮家〕 | 恒明親王 〔常盤井宮家〕 | 恒明親王 〔常盤井宮家〕 | 恒明親王 〔常盤井宮家〕 | 恒明親王 〔常盤井宮家〕 | 恒明親王 〔常盤井宮家〕 |  |  |  |  |  |  |  |  |  |  |  |  |  |  |  |  |  |  |  |  |  |  |  |  |  |  |  |  |  |  |
| 惟康親王 （鎌倉将軍7） | 惟康親王 （鎌倉将軍7） | 惟康親王 （鎌倉将軍7） | 惟康親王 （鎌倉将軍7） | 惟康親王 （鎌倉将軍7） | 惟康親王 （鎌倉将軍7） |  |  | 92 伏見天皇                | 92 伏見天皇                | 92 伏見天皇                | 92 伏見天皇                | 92 伏見天皇                | 92 伏見天皇                |  |  |             |             |             |             |             |             |  |  | 久明親王 （鎌倉将軍8） | 久明親王 （鎌倉将軍8） | 久明親王 （鎌倉将軍8） | 久明親王 （鎌倉将軍8） | 久明親王 （鎌倉将軍8） | 久明親王 （鎌倉将軍8） |  |  | 91 後宇多天皇            | 91 後宇多天皇            | 91 後宇多天皇            | 91 後宇多天皇            | 91 後宇多天皇            | 91 後宇多天皇            |  |  | 恒明親王 〔常盤井宮家〕 | 恒明親王 〔常盤井宮家〕 | 恒明親王 〔常盤井宮家〕 | 恒明親王 〔常盤井宮家〕 | 恒明親王 〔常盤井宮家〕 | 恒明親王 〔常盤井宮家〕 |  |  |  |  |  |  |  |  |  |  |  |  |  |  |  |  |  |  |  |  |  |  |  |  |  |  |  |  |  |  |
|                        |                        |                        |                        |                        |                        |  |  |                            |                            |                            |                            |                            |                            |  |  |             |             |             |             |             |             |  |  |                        |                        |                        |                        |                        |                        |  |  |                          |                          |                          |                          |                          |                          |  |  |                         |                         |                         |                         |                         |                         |  |  |  |  |  |  |  |  |  |  |  |  |  |  |  |  |  |  |  |  |  |  |  |  |  |  |  |  |  |  |
|                        |                        |                        |                        |                        |                        |  |  | 93 後伏見天皇              | 93 後伏見天皇              | 93 後伏見天皇              | 93 後伏見天皇              | 93 後伏見天皇              | 93 後伏見天皇              |  |  | 95 花園天皇 | 95 花園天皇 | 95 花園天皇 | 95 花園天皇 | 95 花園天皇 | 95 花園天皇 |  |  | 守邦親王 （鎌倉将軍9） | 守邦親王 （鎌倉将軍9） | 守邦親王 （鎌倉将軍9） | 守邦親王 （鎌倉将軍9） | 守邦親王 （鎌倉将軍9） | 守邦親王 （鎌倉将軍9） |  |  | 94 後二条天皇            | 94 後二条天皇            | 94 後二条天皇            | 94 後二条天皇            | 94 後二条天皇            | 94 後二条天皇            |  |  |                         |                         |                         |                         |                         |                         |  |  |  |  |  |  |  |  |  |  |  |  |  |  |  |  |  |  |  |  |  |  |  |  |  |  |  |  |  |  |
|                        |                        |                        |                        |                        |                        |  |  | 93 後伏見天皇              | 93 後伏見天皇              | 93 後伏見天皇              | 93 後伏見天皇              | 93 後伏見天皇              | 93 後伏見天皇              |  |  | 95 花園天皇 | 95 花園天皇 | 95 花園天皇 | 95 花園天皇 | 95 花園天皇 | 95 花園天皇 |  |  | 守邦親王 （鎌倉将軍9） | 守邦親王 （鎌倉将軍9） | 守邦親王 （鎌倉将軍9） | 守邦親王 （鎌倉将軍9） | 守邦親王 （鎌倉将軍9） | 守邦親王 （鎌倉将軍9） |  |  | 94 後二条天皇            | 94 後二条天皇            | 94 後二条天皇            | 94 後二条天皇            | 94 後二条天皇            | 94 後二条天皇            |  |  |                         |                         |                         |                         |                         |                         |  |  |  |  |  |  |  |  |  |  |  |  |  |  |  |  |  |  |  |  |  |  |  |  |  |  |  |  |  |  |
|                        |                        |                        |                        |                        |                        |  |  |                            |                            |                            |                            |                            |                            |  |  |             |             |             |             |             |             |  |  |                        |                        |                        |                        |                        |                        |  |  |                          |                          |                          |                          |                          |                          |  |  |                         |                         |                         |                         |                         |                         |  |  |  |  |  |  |  |  |  |  |  |  |  |  |  |  |  |  |  |  |  |  |  |  |  |  |  |  |  |  |
|                        |                        |                        |                        |                        |                        |  |  |                            |                            |                            |                            |                            |                            |  |  | 直仁親王    | 直仁親王    | 直仁親王    | 直仁親王    | 直仁親王    | 直仁親王    |  |  |                        |                        |                        |                        |                        |                        |  |  | 邦良親王                 | 邦良親王                 | 邦良親王                 | 邦良親王                 | 邦良親王                 | 邦良親王                 |  |  |                         |                         |                         |                         |                         |                         |  |  |  |  |  |  |  |  |  |  |  |  |  |  |  |  |  |  |  |  |  |  |  |  |  |  |  |  |  |  |
|                        |                        |                        |                        |                        |                        |  |  |                            |                            |                            |                            |                            |                            |  |  | 直仁親王    | 直仁親王    | 直仁親王    | 直仁親王    | 直仁親王    | 直仁親王    |  |  |                        |                        |                        |                        |                        |                        |  |  | 邦良親王                 | 邦良親王                 | 邦良親王                 | 邦良親王                 | 邦良親王                 | 邦良親王                 |  |  |                         |                         |                         |                         |                         |                         |  |  |  |  |  |  |  |  |  |  |  |  |  |  |  |  |  |  |  |  |  |  |  |  |  |  |  |  |  |  |
|                        |                        |                        |                        |                        |                        |  |  |                            |                            |                            |                            |                            |                            |  |  |             |             |             |             |             |             |  |  |                        |                        |                        |                        |                        |                        |  |  | 康仁親王 〔木寺宮家〕    |                          |                          |                          |                          |                          |  |  |                         |                         |                         |                         |                         |                         |  |  |  |  |  |  |  |  |  |  |  |  |  |  |  |  |  |  |  |  |  |  |  |  |  |  |  |  |  |  |
|                        |                        |                        |                        |                        |                        |  |  |                            |                            |                            |                            |                            |                            |  |  |             |             |             |             |             |             |  |  |                        |                        |                        |                        |                        |                        |  |  |                          |                          |                          |                          |                          |                          |  |  |                         |                         |                         |                         |                         |                         |  |  |  |  |  |  |  |  |  |  |  |  |  |  |  |  |  |  |  |  |  |  |  |  |  |  |  |  |  |  |

| 【持明院統】 〔北朝〕           | 【持明院統】 〔北朝〕           | 【持明院統】 〔北朝〕           | 【持明院統】 〔北朝〕           | 【持明院統】 〔北朝〕           | 【持明院統】 〔北朝〕           |  |  |                       |                       |                       |                       |                       |                       |  |  |                    |                    |                    |                    |                    |                    |  |  |  |  |  |  |  |  |                       |                       |                       |                       |                       |                       |  |  | 【大覚寺統】 〔南朝〕   | 【大覚寺統】 〔南朝〕   | 【大覚寺統】 〔南朝〕   | 【大覚寺統】 〔南朝〕   | 【大覚寺統】 〔南朝〕   | 【大覚寺統】 〔南朝〕   |  |  |                         |                         |                         |                         |                         |                         |  |  |  |  |  |  |  |  |  |  |  |  |  |  |  |  |  |  |  |  |  |  |  |  |
| 【持明院統】 〔北朝〕           | 【持明院統】 〔北朝〕           | 【持明院統】 〔北朝〕           | 【持明院統】 〔北朝〕           | 【持明院統】 〔北朝〕           | 【持明院統】 〔北朝〕           |  |  |                       |                       |                       |                       |                       |                       |  |  |                    |                    |                    |                    |                    |                    |  |  |  |  |  |  |  |  |                       |                       |                       |                       |                       |                       |  |  | 【大覚寺統】 〔南朝〕   | 【大覚寺統】 〔南朝〕   | 【大覚寺統】 〔南朝〕   | 【大覚寺統】 〔南朝〕   | 【大覚寺統】 〔南朝〕   | 【大覚寺統】 〔南朝〕   |  |  |                         |                         |                         |                         |                         |                         |  |  |  |  |  |  |  |  |  |  |  |  |  |  |  |  |  |  |  |  |  |  |  |  |
|                                 |                                 |                                 |                                 |                                 |                                 |  |  |                       |                       |                       |                       |                       |                       |  |  |                    |                    |                    |                    |                    |                    |  |  |  |  |  |  |  |  |                       |                       |                       |                       |                       |                       |  |  | 96 後醍醐天皇           |                         |                         |                         |                         |                         |  |  |                         |                         |                         |                         |                         |                         |  |  |  |  |  |  |  |  |  |  |  |  |  |  |  |  |  |  |  |  |  |  |  |  |
|                                 |                                 |                                 |                                 |                                 |                                 |  |  |                       |                       |                       |                       |                       |                       |  |  |                    |                    |                    |                    |                    |                    |  |  |  |  |  |  |  |  |                       |                       |                       |                       |                       |                       |  |  |                         |                         |                         |                         |                         |                         |  |  |                         |                         |                         |                         |                         |                         |  |  |  |  |  |  |  |  |  |  |  |  |  |  |  |  |  |  |  |  |  |  |  |  |
|                                 |                                 |                                 |                                 |                                 |                                 |  |  |                       |                       |                       |                       |                       |                       |  |  |                    |                    |                    |                    |                    |                    |  |  |  |  |  |  |  |  |                       |                       |                       |                       |                       |                       |  |  |                         |                         |                         |                         |                         |                         |  |  |                         |                         |                         |                         |                         |                         |  |  |  |  |  |  |  |  |  |  |  |  |  |  |  |  |  |  |  |  |  |  |  |  |
| 光厳天皇 北1                    | 光厳天皇 北1                    | 光厳天皇 北1                    | 光厳天皇 北1                    | 光厳天皇 北1                    | 光厳天皇 北1                    |  |  | 光明天皇 北2          | 光明天皇 北2          | 光明天皇 北2          | 光明天皇 北2          | 光明天皇 北2          | 光明天皇 北2          |  |  |                    |                    |                    |                    |                    |                    |  |  |  |  |  |  |  |  |                       |                       |                       |                       |                       |                       |  |  | 97 後村上天皇           | 97 後村上天皇           | 97 後村上天皇           | 97 後村上天皇           | 97 後村上天皇           | 97 後村上天皇           |  |  |                         |                         |                         |                         |                         |                         |  |  |  |  |  |  |  |  |  |  |  |  |  |  |  |  |  |  |  |  |  |  |  |  |
| 光厳天皇 北1                    | 光厳天皇 北1                    | 光厳天皇 北1                    | 光厳天皇 北1                    | 光厳天皇 北1                    | 光厳天皇 北1                    |  |  | 光明天皇 北2          | 光明天皇 北2          | 光明天皇 北2          | 光明天皇 北2          | 光明天皇 北2          | 光明天皇 北2          |  |  |                    |                    |                    |                    |                    |                    |  |  |  |  |  |  |  |  |                       |                       |                       |                       |                       |                       |  |  | 97 後村上天皇           | 97 後村上天皇           | 97 後村上天皇           | 97 後村上天皇           | 97 後村上天皇           | 97 後村上天皇           |  |  |                         |                         |                         |                         |                         |                         |  |  |  |  |  |  |  |  |  |  |  |  |  |  |  |  |  |  |  |  |  |  |  |  |
|                                 |                                 |                                 |                                 |                                 |                                 |  |  |                       |                       |                       |                       |                       |                       |  |  |                    |                    |                    |                    |                    |                    |  |  |  |  |  |  |  |  |                       |                       |                       |                       |                       |                       |  |  |                         |                         |                         |                         |                         |                         |  |  |                         |                         |                         |                         |                         |                         |  |  |  |  |  |  |  |  |  |  |  |  |  |  |  |  |  |  |  |  |  |  |  |  |
| 崇光天皇 北3                    | 崇光天皇 北3                    | 崇光天皇 北3                    | 崇光天皇 北3                    | 崇光天皇 北3                    | 崇光天皇 北3                    |  |  |                       |                       |                       |                       |                       |                       |  |  | 後光厳天皇 北4     | 後光厳天皇 北4     | 後光厳天皇 北4     | 後光厳天皇 北4     | 後光厳天皇 北4     | 後光厳天皇 北4     |  |  |  |  |  |  |  |  | 98 長慶天皇           | 98 長慶天皇           | 98 長慶天皇           | 98 長慶天皇           | 98 長慶天皇           | 98 長慶天皇           |  |  | 99 後亀山天皇           | 99 後亀山天皇           | 99 後亀山天皇           | 99 後亀山天皇           | 99 後亀山天皇           | 99 後亀山天皇           |  |  | 惟成親王 〔護聖院宮家〕 | 惟成親王 〔護聖院宮家〕 | 惟成親王 〔護聖院宮家〕 | 惟成親王 〔護聖院宮家〕 | 惟成親王 〔護聖院宮家〕 | 惟成親王 〔護聖院宮家〕 |  |  |  |  |  |  |  |  |  |  |  |  |  |  |  |  |  |  |  |  |  |  |  |  |
| 崇光天皇 北3                    | 崇光天皇 北3                    | 崇光天皇 北3                    | 崇光天皇 北3                    | 崇光天皇 北3                    | 崇光天皇 北3                    |  |  |                       |                       |                       |                       |                       |                       |  |  | 後光厳天皇 北4     | 後光厳天皇 北4     | 後光厳天皇 北4     | 後光厳天皇 北4     | 後光厳天皇 北4     | 後光厳天皇 北4     |  |  |  |  |  |  |  |  | 98 長慶天皇           | 98 長慶天皇           | 98 長慶天皇           | 98 長慶天皇           | 98 長慶天皇           | 98 長慶天皇           |  |  | 99 後亀山天皇           | 99 後亀山天皇           | 99 後亀山天皇           | 99 後亀山天皇           | 99 後亀山天皇           | 99 後亀山天皇           |  |  | 惟成親王 〔護聖院宮家〕 | 惟成親王 〔護聖院宮家〕 | 惟成親王 〔護聖院宮家〕 | 惟成親王 〔護聖院宮家〕 | 惟成親王 〔護聖院宮家〕 | 惟成親王 〔護聖院宮家〕 |  |  |  |  |  |  |  |  |  |  |  |  |  |  |  |  |  |  |  |  |  |  |  |  |
| (伏見宮)栄仁親王 （初代伏見宮） | (伏見宮)栄仁親王 （初代伏見宮） | (伏見宮)栄仁親王 （初代伏見宮） | (伏見宮)栄仁親王 （初代伏見宮） | (伏見宮)栄仁親王 （初代伏見宮） | (伏見宮)栄仁親王 （初代伏見宮） |  |  |                       |                       |                       |                       |                       |                       |  |  | 後円融天皇 北5     | 後円融天皇 北5     | 後円融天皇 北5     | 後円融天皇 北5     | 後円融天皇 北5     | 後円融天皇 北5     |  |  |  |  |  |  |  |  | （不詳） 〔玉川宮家〕 | （不詳） 〔玉川宮家〕 | （不詳） 〔玉川宮家〕 | （不詳） 〔玉川宮家〕 | （不詳） 〔玉川宮家〕 | （不詳） 〔玉川宮家〕 |  |  | 小倉宮恒敦 〔小倉宮家〕 | 小倉宮恒敦 〔小倉宮家〕 | 小倉宮恒敦 〔小倉宮家〕 | 小倉宮恒敦 〔小倉宮家〕 | 小倉宮恒敦 〔小倉宮家〕 | 小倉宮恒敦 〔小倉宮家〕 |  |  |                         |                         |                         |                         |                         |                         |  |  |  |  |  |  |  |  |  |  |  |  |  |  |  |  |  |  |  |  |  |  |  |  |
| (伏見宮)栄仁親王 （初代伏見宮） | (伏見宮)栄仁親王 （初代伏見宮） | (伏見宮)栄仁親王 （初代伏見宮） | (伏見宮)栄仁親王 （初代伏見宮） | (伏見宮)栄仁親王 （初代伏見宮） | (伏見宮)栄仁親王 （初代伏見宮） |  |  |                       |                       |                       |                       |                       |                       |  |  | 後円融天皇 北5     | 後円融天皇 北5     | 後円融天皇 北5     | 後円融天皇 北5     | 後円融天皇 北5     | 後円融天皇 北5     |  |  |  |  |  |  |  |  | （不詳） 〔玉川宮家〕 | （不詳） 〔玉川宮家〕 | （不詳） 〔玉川宮家〕 | （不詳） 〔玉川宮家〕 | （不詳） 〔玉川宮家〕 | （不詳） 〔玉川宮家〕 |  |  | 小倉宮恒敦 〔小倉宮家〕 | 小倉宮恒敦 〔小倉宮家〕 | 小倉宮恒敦 〔小倉宮家〕 | 小倉宮恒敦 〔小倉宮家〕 | 小倉宮恒敦 〔小倉宮家〕 | 小倉宮恒敦 〔小倉宮家〕 |  |  |                         |                         |                         |                         |                         |                         |  |  |  |  |  |  |  |  |  |  |  |  |  |  |  |  |  |  |  |  |  |  |  |  |
| (伏見宮)貞成親王 （後崇光院）   | (伏見宮)貞成親王 （後崇光院）   | (伏見宮)貞成親王 （後崇光院）   | (伏見宮)貞成親王 （後崇光院）   | (伏見宮)貞成親王 （後崇光院）   | (伏見宮)貞成親王 （後崇光院）   |  |  |                       |                       |                       |                       |                       |                       |  |  | 100 後小松天皇 北6 | 100 後小松天皇 北6 | 100 後小松天皇 北6 | 100 後小松天皇 北6 | 100 後小松天皇 北6 | 100 後小松天皇 北6 |  |  |  |  |  |  |  |  |                       |                       |                       |                       |                       |                       |  |  |                         |                         |                         |                         |                         |                         |  |  |                         |                         |                         |                         |                         |                         |  |  |  |  |  |  |  |  |  |  |  |  |  |  |  |  |  |  |  |  |  |  |  |  |
| (伏見宮)貞成親王 （後崇光院）   | (伏見宮)貞成親王 （後崇光院）   | (伏見宮)貞成親王 （後崇光院）   | (伏見宮)貞成親王 （後崇光院）   | (伏見宮)貞成親王 （後崇光院）   | (伏見宮)貞成親王 （後崇光院）   |  |  |                       |                       |                       |                       |                       |                       |  |  | 100 後小松天皇 北6 | 100 後小松天皇 北6 | 100 後小松天皇 北6 | 100 後小松天皇 北6 | 100 後小松天皇 北6 | 100 後小松天皇 北6 |  |  |  |  |  |  |  |  |                       |                       |                       |                       |                       |                       |  |  |                         |                         |                         |                         |                         |                         |  |  |                         |                         |                         |                         |                         |                         |  |  |  |  |  |  |  |  |  |  |  |  |  |  |  |  |  |  |  |  |  |  |  |  |
|                                 |                                 |                                 |                                 |                                 |                                 |  |  |                       |                       |                       |                       |                       |                       |  |  |                    |                    |                    |                    |                    |                    |  |  |  |  |  |  |  |  |                       |                       |                       |                       |                       |                       |  |  |                         |                         |                         |                         |                         |                         |  |  |                         |                         |                         |                         |                         |                         |  |  |  |  |  |  |  |  |  |  |  |  |  |  |  |  |  |  |  |  |  |  |  |  |
| 102 後花園天皇                  | 102 後花園天皇                  | 102 後花園天皇                  | 102 後花園天皇                  | 102 後花園天皇                  | 102 後花園天皇                  |  |  | 貞常親王 〔伏見宮家〕 | 貞常親王 〔伏見宮家〕 | 貞常親王 〔伏見宮家〕 | 貞常親王 〔伏見宮家〕 | 貞常親王 〔伏見宮家〕 | 貞常親王 〔伏見宮家〕 |  |  | 101 称光天皇       | 101 称光天皇       | 101 称光天皇       | 101 称光天皇       | 101 称光天皇       | 101 称光天皇       |  |  |  |  |  |  |  |  |                       |                       |                       |                       |                       |                       |  |  |                         |                         |                         |                         |                         |                         |  |  |                         |                         |                         |                         |                         |                         |  |  |  |  |  |  |  |  |  |  |  |  |  |  |  |  |  |  |  |  |  |  |  |  |
| 102 後花園天皇                  | 102 後花園天皇                  | 102 後花園天皇                  | 102 後花園天皇                  | 102 後花園天皇                  | 102 後花園天皇                  |  |  | 貞常親王 〔伏見宮家〕 | 貞常親王 〔伏見宮家〕 | 貞常親王 〔伏見宮家〕 | 貞常親王 〔伏見宮家〕 | 貞常親王 〔伏見宮家〕 | 貞常親王 〔伏見宮家〕 |  |  | 101 称光天皇       | 101 称光天皇       | 101 称光天皇       | 101 称光天皇       | 101 称光天皇       | 101 称光天皇       |  |  |  |  |  |  |  |  |                       |                       |                       |                       |                       |                       |  |  |                         |                         |                         |                         |                         |                         |  |  |                         |                         |                         |                         |                         |                         |  |  |  |  |  |  |  |  |  |  |  |  |  |  |  |  |  |  |  |  |  |  |  |  |

## 后妃・皇子女

### 概要

#### 正妃を手厚く扱う
后妃・皇子女の数は諸説あるが、実在が確実な后妃は8人、皇子は8人、皇女は8人である（#確実な后妃・皇子女の一覧）。
とりわけ、正妃である中宮（のち皇太后）の西園寺禧子が一貫して絶大な寵愛と寵遇を受けた。元徳2年（1330年）11月23日、後醍醐天皇は、腹心の文観に無理を言って、禧子に当時の真言宗最高の神聖儀式である「瑜祇灌頂」を受けさせたため、禧子は聖界においても日本の頂点に立ったが、これほどの地位を与えられた妃は史上先例がない。この前月、後醍醐は自分も瑜祇灌頂を受けており、法服をまとった後醍醐天皇の著名な肖像画は、この時の後醍醐側を描いたものである。禧子の側でも後醍醐に深い愛情を寄せ、そのおしどり夫婦ぶりは『増鏡』などに取り上げられた。和歌が得意な夫妻はたびたび歌を贈り合い、3組が勅撰和歌集・准勅撰和歌集に入集している。
后妃8人というのは同時にいた訳ではなく、この数にまでなったのは、多くの妻が早逝したからという面が大きい。後醍醐自身、数えで52歳、満年齢で50歳という、当時としてもそこまで長い人生ではないが（父帝・祖父帝の宝算は50代後半）、3人の正妃全員に先立たれている。皇太子時代の最初の正妃である二条為子は応長元年（1311年）もしくはその翌年に薨去（享年不明）、天皇としての最初の正妃である禧子は元弘3年（1333年）に崩御（享年30代前半か）、その次に中宮になった珣子内親王は延元2年/建武4年（1337年）に崩御（享年数え27歳）している。
後醍醐は正妻を最も大切にする人物で、正妻に対しては常に、前例のほぼないほどの手厚い寵遇で尽くした。たとえば、後醍醐は即位して後、5年以上前に亡くなった最初の正妃である為子に、従三位を追贈した（『増鏡』「秋のみ山」等）。江戸時代後期の有職故実家である栗原信充によれば、天皇の妃ではなく、皇太子時代の妃が従三位を追贈されるという例はきわめて珍しく、後醍醐の為子への格別な想いのほどが窺えるのではないか、という。また、後醍醐は為子の死後20年以上経った後、建武の新政を開くと、二条派の大歌人だった為子の代表歌に倣う歌を詠んでいる（#白菊）。2人目の正妃である皇太后禧子については別段で述べた。3人目にして最後の正妃である中宮珣子に対しても、立后時に歴史的な秀歌2首を贈った（『新拾遺和歌集』冬・622/『新葉和歌集』冬・501、『新千載和歌集』神祇・982/『新葉和歌集』神祇・594）。さらに、珣子の妊娠・出産時には、歴代最高となる66回の御産祈祷を開催している。
また、側室もないがしろにせず、皇太子時代に早逝したと思われる遊義門院一条局を除けば、実在が確実な側室は全員が女御（中宮の次位の后）もしくは女御に相当する位階の従三位に叙されている（#確実な后妃・皇子女の一覧）。
なお、北朝で書かれた軍記物語『太平記』1巻では、南朝の後村上天皇の生母である阿野廉子が、禧子から帝の寵を奪った稀代の悪女とされているが、このような記述は『太平記』1巻以外には見られず、他の現存資料と一致しない。『太平記』内部でも4巻などでは後醍醐と禧子の仲睦まじさが描かれており、廉子悪女説は物語としても設定が破綻している。史実ではないことが描かれた理由として、『太平記』研究者の兵藤裕己は、一つ目には、編纂者が文学的効果を狙って白居易の漢詩「上陽白髪人」を下敷きに創作したことと、二つ目には、現行の『太平記』の1巻・12巻・13巻には、建武政権批判を意図して、室町幕府からの改竄が加えられていると見られることを指摘している。

#### 好みの異性
後醍醐の好みは高い知性を持つ女性で、特に和歌の才能と官僚的能力に惹かれたと見られる。
皇后の西園寺禧子は、勅撰集に14首・准勅撰集に1首が入集した勅撰歌人である。また、『増鏡』で禧子の他に特に深い寵愛を受けたと描かれるのは、最初の正妃である二条為子と、側室の二条藤子および阿野廉子である。二条為子は、勅撰集に71首が入集した二条派の代表的歌人で、後二条天皇の典侍などを務め、書や漢学にも通じていたことから、『昭慶門院御屏風押色紙和歌』奥書で「名誉の女房」（「偉大な女性」）とまで称えられたほどの人だった。二条藤子も勅撰歌人（8首）で、禧子の中宮宣旨（筆頭女官）を務めた。阿野廉子も禧子の中宮内侍を務めた上級女官で、最晩年の3年ほどは「新待賢門院令旨」を発して南朝の国政に関わる政治家だった。廉子は歌人としては正規の勅撰集に入集こそしなかったものの、准勅撰集には20首が撰ばれている。

### 確実な后妃・皇子女の一覧
この一覧では、実在がほぼ確実な后妃・皇子女のみに絞って掲載する。実在が確実な生涯の后妃の数は8人、皇子は8人、皇女は8人である。皇子女の数が計16人というのは、南朝系図としては比較的古く信頼性の高い『帝系図』（#『帝系図』による一覧）と一致する。
- 中宮：藤原（西園寺）禧子（後京極院、? - 1333年） - 西園寺実兼女
  - 第四皇女（1314年 - ?） - 早逝？
  - 第五皇女：懽子内親王（宣政門院、1315年 - 1362年） - 光厳天皇後宮
- 中宮：珣子内親王（新室町院、1311年 - 1337年） - 後伏見天皇皇女
  - 第七皇女（1335年 - ?） - 『新葉和歌集』に幸子内親王という歌人がおり、近世系図類では幸子を珣子との皇女に当てるものがある
- 准三宮（皇太后）：藤原（阿野）廉子（三位局、新待賢門院 1301-1359） - 阿野公廉女、洞院公賢養女
  - 第六皇女：祥子内親王（1322年? - ?） - 斎宮
  - 第五皇子：恒良親王（1325年 - ?） - 後醍醐天皇皇太子
  - 第六皇子：成良親王（1326年 - 1344年） - 征夷大将軍・光明天皇皇太子
  - 第七皇子：義良親王（後村上天皇、1328年 - 1368年）
  - 第八皇女：惟子内親王（1336年以後? - ?） - 南朝の女院・歌人である新宣陽門院と同一人物とする説が比較的有力
- 女御：藤原（二条）栄子（安福殿） - 二条道平女
- 皇太子妃：藤原（二条）為子（権大納言局、贈従三位為子、? - 1311年?） - 二条為世女
  - 第一皇子：尊良親王（1306年? - 1337年） - 中務卿・一品親王・上将軍
  - 第三皇女：瓊子内親王（? – ?） - 『新葉和歌集』に尊良との贈答歌があるほか、勅撰集に多数入選
  - 第四皇子：宗良親王（尊澄法親王、1311年 - 1385年?） - 天台座主・中務卿・征夷大将軍
- 後宮：藤原氏（遊義門院一条局、? - 1308年?） - 西園寺実俊（橋本実俊）女
  - 第二皇子：世良親王（1307年? - 1330年）
  - 第二皇女：欣子内親王（1308年? - ?）
- 後宮：出自不詳（民部卿三位、? - 1329年?）- 元亀山上皇後宮、のち吉田定房室になったとする説もある
  - 第一皇女：姚子内親王？（1307年? - ?） - 母を民部卿三位とするのは『本朝皇胤紹運録』によるものだが、第二皇女の欣子と第三皇女の瓊子の上にもう一人皇女がいたはずであるため、便宜上ここに掲載。
  - 第三皇子：護良親王（尊雲法親王・大塔宮、1308年 - 1335年） - 梶井門跡・天台座主・征夷大将軍
- 後宮：藤原（二条）藤子（宣旨三位・権大納言三位局・霊照院、? - 1351年） - 二条為道女
  - 第八皇子：懐良親王（鎮西宮・筑紫宮、1329年? - 1383年） - 征西大将軍・明日本国王

皇子・皇女の順序については、『増鏡』は、尊良親王を第一皇子、世良親王を第二皇子、二条為子の皇女（瓊子内親王）を第三皇女としている（『増鏡』「秋のみ山」「春の別れ」）。また、腹心である北畠親房が著した『神皇正統記』では、義良親王（後村上天皇）は第七皇子であるとされている。『帝系図』（応安4年（1371年））では、欣子内親王が第二皇女で、祥子内親王が第七皇女。

### 後宮の変遷
前節の実在が確実な后妃・皇子女のみによって、後宮の変遷を書くと、
- 親王時代（1305年 - 1308年）：二条為子・遊義門院一条局・民部卿三位
- 皇太子時代その1（1308年 - 1311年?）：二条為子（側室なし）
- 皇太子時代その2（1313年 - 1318年）：西園寺禧子（側室なし）
- 中宮禧子冊立から建武の新政まで（1319年 - 1333年）：西園寺禧子・二条藤子・阿野廉子
- 禧子崩御・藤子出家後（1334年 - 1337年）：珣子内親王・阿野廉子・二条栄子
- 珣子崩御後（1337年 - 1339年）：阿野廉子・二条栄子

### 女官
後醍醐に典侍（事実上の女官長で、側室になる場合も多いが、そうではない場合も多い）として仕えた「後醍醐天皇大納言典侍」（「権大納言典侍」「後醍醐院権大納言典侍」とも）という勅撰歌人がおり、『続千載和歌集』に1首（恋歌五・1601）、『新千載和歌集』に1首（恋歌五・1577）、『新葉和歌集』に2首（釈教・615と哀傷・1328）が載る。理由不明だが、深津睦夫と君嶋亜紀は、大納言典侍を公卿洞院公敏の娘であるとしている。大納言典侍はのち出家したが、後村上天皇と特に親しく、後村上はしばしば出家した彼女のもとを尋ねて和歌を贈り合っていたようである。
このほか、『増鏡』「久米のさら山」では、隠岐島に流される後醍醐に、阿野廉子に加えて「大納言君」と「小宰相」という2人の女房（女官）が付き添ったとされる。

### 『帝系図』による一覧
この節では、『帝系図』（応安4年（1371年））による系図を掲載する。京都醍醐寺三宝院所蔵の文書で、長慶天皇（後醍醐の孫）の在位確定にも用いられた価値の高い史料である。以下の部分のうち、括弧（「」）で括られた部分は、応安4年（1371年）から後小松天皇（1382年 - 1412年）の代までの間に加筆されたと見られる部分。
- 第九十五後醍醐院〔「尊治、御子十六人、／母談天門院、参議忠継卿女」〕
  - 恒良親王
  - 後村上院〔義儀／母後建礼門院／応安元三十一崩、／正平廿三年也〕
  - 成良親王
  - 懐良〔鎮西宮〕
  - 姚子内親王
  - 懽子内親王〔宣政門院／光厳院―／「母皇太后宮、実兼公女、弘徽殿、文法二八三備后妃位」〕
  - 欣子内親王〔第二皇女／母前参議（正三イ）実俊女、橋本也〕
  - 祥子内親王〔第七、斎王／母従二位藤原廉子、従三公廉女〕

### 『本朝皇胤紹運録』による一覧
この節では、『本朝皇胤紹運録』（応永33年（1426年））による系図を掲載する。後小松上皇の勅命による系図のため、一般論として、天皇家の系図では最も信頼性の高いものとされている。この系図では、20人の女性との間に、17人の皇子と15人の皇女、計32人の子を儲けたことになっている。
しかし、後醍醐とは違う皇統の北朝の系統で、後醍醐崩御の約90年後に編まれたものであることには注意する必要がある。問題点として、
- より古く信頼性の高い『帝系図』では、後醍醐の子は計16人とされているが（#『帝系図』による一覧）、数が急に倍に増えている。
- 延慶元年（1308年）生まれがほぼ確実な護良親王[325]が、嘉暦3年（1328年）生まれがほぼ確実な義良親王（後村上天皇）[315]の弟になっている。
- 後醍醐の腹心の北畠親房は、『神皇正統記』で、義良親王（後村上天皇）が第七皇子であると主張している[315]。しかし、『本朝皇胤紹運録』の皇子を全てを数え上げると（たとえば伝・正中2年（1325年）誕生の法仁法親王）、義良が第七皇子にならない。
- 亀山上皇の皇子である尊珍法親王（静尊法親王）が混ざっている。
- 公家側の権威ある家系図である洞院公定編『尊卑分脈』（14世紀末）の方では、存在を確認されない女性もいる（下記で四条隆資の娘とされる少納言内侍など）。

などがある。
- 尊良親王〔（略）母贈従三位為子。権大納言為世卿女〕
- 世良親王〔太宰帥。上野太守。母三木実俊卿女。遊義門院一条〕
- 恒良親王〔（略）母准宮新待賢門院〕
- 成良親王〔（略）母同〕
- 義良親王〔（略）号後村上天皇云々。母同〕
- 護良親王〔（略）尊雲法親王（略）号大塔宮（略）母民部卿三位大納言典源師親女〕
- 寺 静尊法親王〔（略）改恵尊又改尊珍。母同世良〕
  - 聖護院尊珍法親王（静尊法親王）は、後醍醐の祖父の亀山上皇の皇子である（当該項目参照）。
- 山 尊澄法親王〔（略）還俗改宗良（略）母同尊良〕
- 僧奠真〔（略）母少納言内侍。隆資卿女〕
  - 『尊卑分脈』では、四条隆資の娘として記載されるのは、西園寺実俊の妻で西園寺公永の母となった女性のみで、少納言内侍なる女性に相当する娘がいない[326]。
  - 南朝系図は杲尊法親王と同一人とする[要出典]。
- 寺 聖助法親王〔（略）母少将内侍。菅在仲卿女〕
  - 後醍醐の皇子ではなく、叔父の恒明親王の皇子である可能性がある。正平10年/文和4年（1355年）11月に薨去した恒明の皇子の法親王がおり、史料によって尊珍・聖珍など名前が一致しないが、『大日本史料』編纂者はこれを聖助法親王のことであるとしている[327]。
- 仁 法仁法親王〔早世。母権大納言三位局。為道朝臣女〕
  - 法仁法親王という存在自体は、同時代の『新千載和歌集』哀傷・2269に言及される。だが、法仁の事績については、後醍醐の崩御から150年以上後の文亀4年（1504年）に書かれた『仁和寺史料寺誌編二』所収「仁和寺御伝」以外にまとまったものがない[328]。また、『増鏡』「久米のさら山」では、後醍醐の側室の二条藤子に、元弘の乱時点で皇子が一人しかいないかのような描写がされている[321]。系図類で藤子の子とされるのは法仁と懐良の2人だが、どちらか一人を選ぶなら、同時代に征西大将軍として記録が多数残る懐良の方とも考えられる。また、伝・正中2年（1325年）誕生の法仁[328]を後醍醐の皇子に入れると、それ以降の皇子の順序が一人ずれるため、義良親王（後村上天皇）が第八皇子となる。一方、義良は『神皇正統記』では第七皇子とされている[315]。
- 興 玄円法親王〔一乗院。早世。母従二位守子。後山本左大臣女〕
  - 後山本左大臣は洞院実泰。『尊卑分脈』では、実泰の娘として女子5人が記載されるが、いずれも記録に乏しく、天皇の室になった娘がいるとは書かれていない[329]。
- 皇子〔母中納言典侍親子。宗親女〕
  - 『尊卑分脈』の側では、五辻宗親には詳細不明の娘が1人いるのみ[330]。
  - 南朝皇族で詳細の不明な「花園宮」（常陸親王？）という軍事的指導者を、近世以降の所伝では「満良親王」としてこの人物に割り当てる場合が多い。
- 皇子〔恒性。大覚寺。越中宮。延慶三十九配於越中国。当所守護名越於配所奉殺之。母亀山院皇女〕
  - 後世の史料では、『大覚寺門跡次第』・『続史愚抄』（江戸時代）などにも登場する。
- 皇子〔母護良同〕
- 皇子〔阿蘇宮。母同法仁〕
- 皇子〔母昭訓門院近衛〕
  - 知良王[要出典]。『南朝紹運図』は守永親王と同一人とする
- 宣政門院〔一品内親王懽子。母後京極院〕
- 前斎宮〔祥子。母同前坊等〕
- 姚子内親王〔今林尼衆。母同護良〕
- 惟子内親王〔今林尼衆。鷲尾。母同前坊等〕
- 皇女〔今林尼衆。母同世良〕
- 皇女〔同尼衆。母遊義門院左衛門督局。為忠（二条為忠[331]）女〕
- 皇女〔母同尊良〕
- 皇女〔母後宇多院権中納言局〕
- 皇女〔母基時朝臣女〕
- 皇女〔関白基嗣公室。離別。母民部卿局〕
- 皇女〔母一品実子。山階左大臣女〕
  - 山階左大臣は洞院実雄。『尊卑分脈』には、実雄の末娘として「後宇多院・後醍醐院官女」という女性が記載される[332]。ただし、「室」「妃」とは記されず、また両帝との間に子がいたかどうかも不明[332]。
- 皇女〔母大納言局。実雅公女〕
- 皇女〔母坊門局〕
- 皇女〔母御室町院〕
- 皇女〔母同法仁〕

### 真偽不明の后妃・皇子女
著名な歴史的人物のため、後世になるほど后妃・皇子女の「記録」が増えていく傾向にある。以下では、『本朝皇胤紹運録』にも現れない真偽不明のものを挙げる。
- 典侍：源氏（大納言典侍） - 北畠師重女 
  - 『増鏡』「秋のみ山」の登場人物[333]。後醍醐の寵愛深かったが、側近の堀川具親が盗み出してしまった[333]。愕然とした後醍醐だが、具親に重罪を与えるのは思い止め、官職をしばらく解いて謹慎させるだけで済ました[333]。事件の後も大納言典侍から後醍醐への想いは戻らなかったので、次は大納言典侍と洞院公泰が一緒になることを許したという[333]。朝廷の事実上の公式資料である『公卿補任』に、具親の解官について、「女の事に依る」と書いてあることが、この物語の一つの史証になる[333]。しかしその一方で、不審な点もある。『尊卑分脈』では、師重の娘に大納言典侍に相当する人物がいない[333]。また、劇中で大納言典侍が詠む歌が事件後わずか2年後の勅撰集『続千載和歌集』に、恋歌五・1601[317] として載せられており、不自然であることなどが挙げられる[333]。また同じ女房名の別人である可能性もない訳ではないが、和歌に優れた「後醍醐天皇大納言典侍」なる人物は、『増鏡』の物語とは違って南朝まで後醍醐に随行し、その嫡子の後村上天皇にも仕え、南朝で編まれた『新葉和歌集』にも歌が入集している（#確実な后妃・皇子女の一覧）。
- 掌侍：藤原氏（勾当内侍） - 世尊寺経尹女：『太平記』の花形の登場人物のひとりで、新田義貞に下賜されてその愛妾となる。創作上では阿野廉子と並んで最も著名な後醍醐の側室の一人だが、実在不明。
- 典侍：藤原氏（新按察典侍） - 持明院保藤女
- 後宮：民部卿三位（再掲）
  - 皇子 - 南朝系図は尊性法親王とする
- 後宮：藤原（洞院）守子（1303年 - 1357年）
  - 皇子?：最恵法親王 - 妙法院
- 後宮：憙子内親王?（昭慶門院、1270年 - 1324年） - 亀山天皇皇女
  - 皇子：無文元選（1323年 - 1390年） - 遠江方広寺開山
  - 皇女
- 後宮：藤原氏（大納言局） - 洞院公敏女、一説に正親町実明女
  - 皇女 - 南朝系図は瑜子内親王とする
- 後宮：藤原氏（権中納言局） - 洞院公泰女?
  - 皇女 - 南朝系図は貞子内親王とする
- 後宮：藤原氏 - 吉田定房女
  - 皇女：（用堂?）
- 後宮：源康子（飛鳥井局・延政門院播磨） - 源康持女
- 後宮：源氏（若水局） - 源康持女、康子妹
- 後宮：源氏 - 堀口貞義（貞満の父）女?
  - 皇女 - 吉水院宗信妻、尊寿丸母
- 生母不詳
  - 皇女：用堂（? - 1396年） - 東慶寺5世住持
  - 皇女 - 六条有房室、上記いずれの皇女か不明
  - 皇子？：龍泉令淬（? - 1366年） - 万寿寺住持
  - 皇子：賢光 光遍寺5代住職

### 皇子の名の読み
大覚寺統では後宇多天皇の子の代から通字ではなく輩行字を用い、男子の諱に同じ漢字を用いている。後醍醐の子には共通して「良」が用いられている。その読みは古くから「なが」「よし」の両様に読まれてきた。
江戸時代後期から第二次世界大戦までの時代には「なが」の読みが一般的であった。「なが」説の根拠は、一条兼良が著したと伝える『諱訓抄』の写本で「護良」に「モリナカ」と読み仮名が振ってあることなどがあげられる。明治維新後の南朝忠臣顕彰の風潮に乗って、南朝関係者を祭神とする神社（建武中興十五社）が次々と建立され、明治2年（1869年）には護良親王を祀る鎌倉宮、明治5年（1872年）に宗良親王を祀る井伊谷宮、明治17年（1884年）に懐良親王を祀る八代宮、明治23年（1890年）に尊良親王を祀る（明治25年（1892年）に恒良親王を合祀）金崎宮の4つの神社が創建されたが、これらの神社では、すべて祭神名を「なが」と読むことで統一している。また、大正4年（1915年）に宮内省書陵部が職員のための内部資料として編纂した『陵墓要覧』でも、たとえば「護良親王墓」に「もりながしんのうはか」との読み仮名を振っている。
一方、大正時代の頃（1920年代）から歴史学者らの研究で「良」を「よし」と読む説が発表されていた。大正9年（1920年）には八代国治、昭和14年（1939年）には、平田俊春が、史料的根拠を示して「よし」と読むべきことを指摘している。その後「よし」説の根拠として挙げられている史料には、八代と平田が指摘したものを含め、次のようなものがある。
1. 『諱訓抄』の写本は多く残されているが、「モリナカ」の読みを載せるものは天和元年（1681年）に写されたものが最古であり「モリナカ」の読み仮名が一条兼良の生きた室町時代まで遡れるものかどうか疑問が残る。
2. 応安4年（1371年）に書写された「帝系図」（国立歴史民俗博物館所蔵）では「後村上院」の名を「義儀」と記してある。これは本来「儀義」であって「のりよし」と読んだものと推測される。
3. 応永15年（1408年）に書写された「人王百代具名記」（茨城県那珂市の常福寺所蔵）では「後村上院」の名を「儀良」と記して「良」の字に「ヨシ」と振り仮名をしている。
4. 後醍醐天皇と政権を争った光厳天皇の曾孫後崇光院自筆の『増鏡』の写本（尊経閣文庫所蔵）では「世良」に「ヨヨシ」「尊良」に「タカヨシ」と振り仮名をしている。
5. 永正年間（1510年前後）に書写された『増鏡』の写本（学習院大学付属図書館所蔵）では「尊良」の名を平仮名で「たかよし」と書いている。
6. 江戸時代初期に書写された『保暦間記』の一写本（内閣文庫所蔵）では「成良」の名を片仮名で「ナリヨシ」と書いている。
7. 寛永初年（1625年前後）に書写された『神皇正統記』の写本（青蓮院本。天理図書館所蔵）では「護良」に「モリヨシ」と振り仮名をしている。

以上の論拠から、戦後の歴史学界においては、「よし」と読んでいたとの説が大勢となっている。各種書籍における記載もこれを反映したものが多い。
- 代表的な歴史百科事典である『国史大辞典』（吉川弘文館）において、たとえば護良親王の項目では、「もりよししんのう」で記事を立てて解説を記し、「もりながしんのう」の項には「⇒もりよししんのう」と記載している。
- 平成20年度（2008年度）現在、高等学校の日本史B（高校の日本史の授業には、近現代史のみを扱うAと、古代から現代までの通史を扱うBとがある）の教科書で、文部科学省の検定に合格しているものは11種ある。後醍醐天皇の皇子で、そのすべてに登場しているのは護良親王と懐良親王の2人であるが、11種とも「もりよし」「かねよし」の表記がなされている。そのうち、11種のうち6種は「もりなが」「かねなが」の読みも括弧書きなどにより併記されている。系図などに記されるほかの皇子たちの名の扱いも同様である。

## 偏諱を与えた人物
※後醍醐の諱（実名）、｢尊治｣のいずれかの字を与えられた人物。
皇子
- 尊良 親王
- 尊雲 法親王（のちの護良親王）
- 尊澄 法親王（のちの宗良親王）
- 静尊 法親王
- 尊真

武士
- 足利尊氏[注釈 39]（※足利高氏より改名（読み変更なし））
  - 饗庭尊宣 - 別名、饗庭氏直。尊氏に近臣（寵童）として仕えて重用され、｢尊｣の字を賜う。
  - 吉良尊義 - 初め義貴、のち尊氏から「尊」の字を賜う。
- 小田治久[338] （※小田高知より改名）

## 在位中の元号
- 文保 （1318年2月26日） - 1319年4月28日
- 元応 1319年4月28日 - 1321年2月23日
- 元亨 1321年2月23日 - 1324年12月9日
- 正中 1324年12月9日 - 1326年4月26日
- 嘉暦 1326年4月26日 - 1329年8月29日
- 元徳 1329年8月29日 - 1331年8月9日
- 元弘 1331年8月9日 - 1334年1月29日
- 建武 1334年1月29日 - 1336年2月29日
- 延元 1336年2月29日 - （1339年8月26日）

## 著作
- 『建武年中行事』（新版は講談社学術文庫、和田英松注解・所功解説）
漢字仮名交じり文で記された有職故実書。後世、朝廷で盛んに利用された。不明な点が多い中世の朝廷儀礼について伝える史料の一つとしても著名。『群書類従』公事部に収録されている。#朝儀復興者の節も参照のこと。

## 陵・霊廟

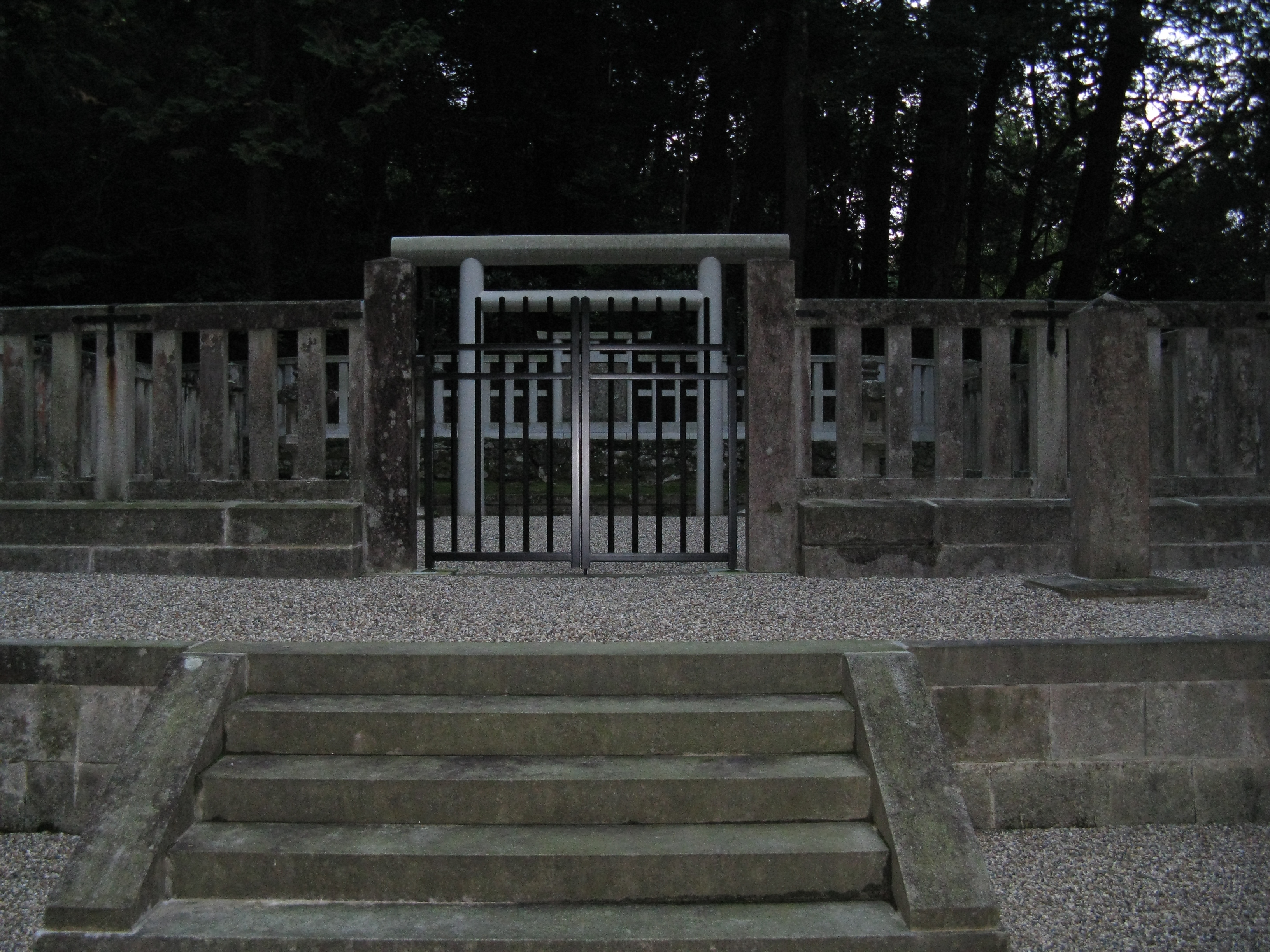
後醍醐天皇塔尾陵

陵（みささぎ）は、宮内庁により奈良県吉野郡吉野町大字吉野山字塔ノ尾の如意輪寺内にある塔尾陵（とうのおのみささぎ）に治定されている。宮内庁上の形式は円丘。
通常天皇陵は南面しているが、後醍醐天皇陵は北面している。これは北の京都に帰りたいという後醍醐天皇の願いを表したものだという。軍記物語『太平記』では、後醍醐天皇は「玉骨ハ縦南山ノ苔ニ埋マルトモ、魂魄ハ常ニ北闕ノ天ヲ望マン」と遺言したとされている。また、遺言に従って「御終焉ノ御形ヲ改ス」として、火葬は行われず土葬にて埋葬されたとされる。久水俊和は土葬を裏付ける史料はないものの、天皇が崩じた場合には土葬による山陵造営が通例であるため、後醍醐天皇の崩御後も院号を付けずに「天皇としての崩御（天皇崩）」に拘った南朝が土葬後に山陵を造営した可能性が高いとしている。
奈良県（大和国）内に葬られた最後の天皇である。
また明治22年（1889年）に同町に建てられた吉野神宮に祀られている。
皇居では、皇霊殿（宮中三殿の1つ）において他の歴代天皇・皇族とともに天皇の霊が祀られている。
後醍醐天皇が紫衣を許して官寺とした總持寺（神奈川県横浜市鶴見区）には、後醍醐天皇の尊像、尊儀などを奉安する御霊殿がある。この御霊殿は、後醍醐天皇の600年遠忌を記念して、昭和12年（1937年）に建立された。
足利尊氏は後醍醐の菩提を弔うために天龍寺を造営している。また足利義政は小槻雅久や吉田兼倶といった学者の意見に従い、東山山荘（現慈照寺）の東求堂に後醍醐の位牌を安置して礼拝した。

## 伝説・創作

### 北闕の天を望まん
『太平記』では、崩御時に「北闕の天を望まん」と徹底抗戦を望み、吉野金輪王寺で朝敵討滅・京都奪回を遺言したと描かれている。ただし史実としては、室町幕府に最大の敵意を持っていたのは腹心の北畠親房であり、後醍醐自身としてはそこまで大きな敵意を持っていた訳ではないようである（#武士への対応）。

### 武士への冷遇
軍記物『太平記』では、後醍醐天皇は武士に対して冷淡な人物として創作された。
たとえば、流布本巻12「公家一統政道の事」では、鎌倉武士の特権階級である御家人身分を撤廃、武士はみな奴婢雑人のように扱われるようになった、という。ただし、歴史的事実としてはこれと反対で、後醍醐天皇が御家人制を廃止した理由の一つは、彼らを直臣として取り立てるためであった（『結城錦一氏所蔵結城家文書』所収「後醍醐天皇事書」）。
また、同巻では、後醍醐天皇は身内の公家・皇族を依怙贔屓し、彼らに領地を振る舞ったため、武士に与えられる地がなくなってしまった、という。ただし、歴史的事実としては、側近の北畠親房が『神皇正統記』において「後醍醐天皇は足利兄弟を始めとする武士を依怙贔屓し、彼らに恩賞を配りすぎたため、本来貴族・皇族に与えるべきであった土地さえなくなってしまった」と批判しており、全くあべこべである。
また、同巻では、身内の皇族を依怙贔屓した実例として、元弘の乱で失脚した北条泰家の所領をすべて実子の護良親王に与えたことが記されている。ただし、歴史的事実はこれと異なり、新田氏庶流で足利氏派閥の武将岩松経家に対しても、複数の北条泰家旧領が与えられている（『集古文書』）。

### 愛刀

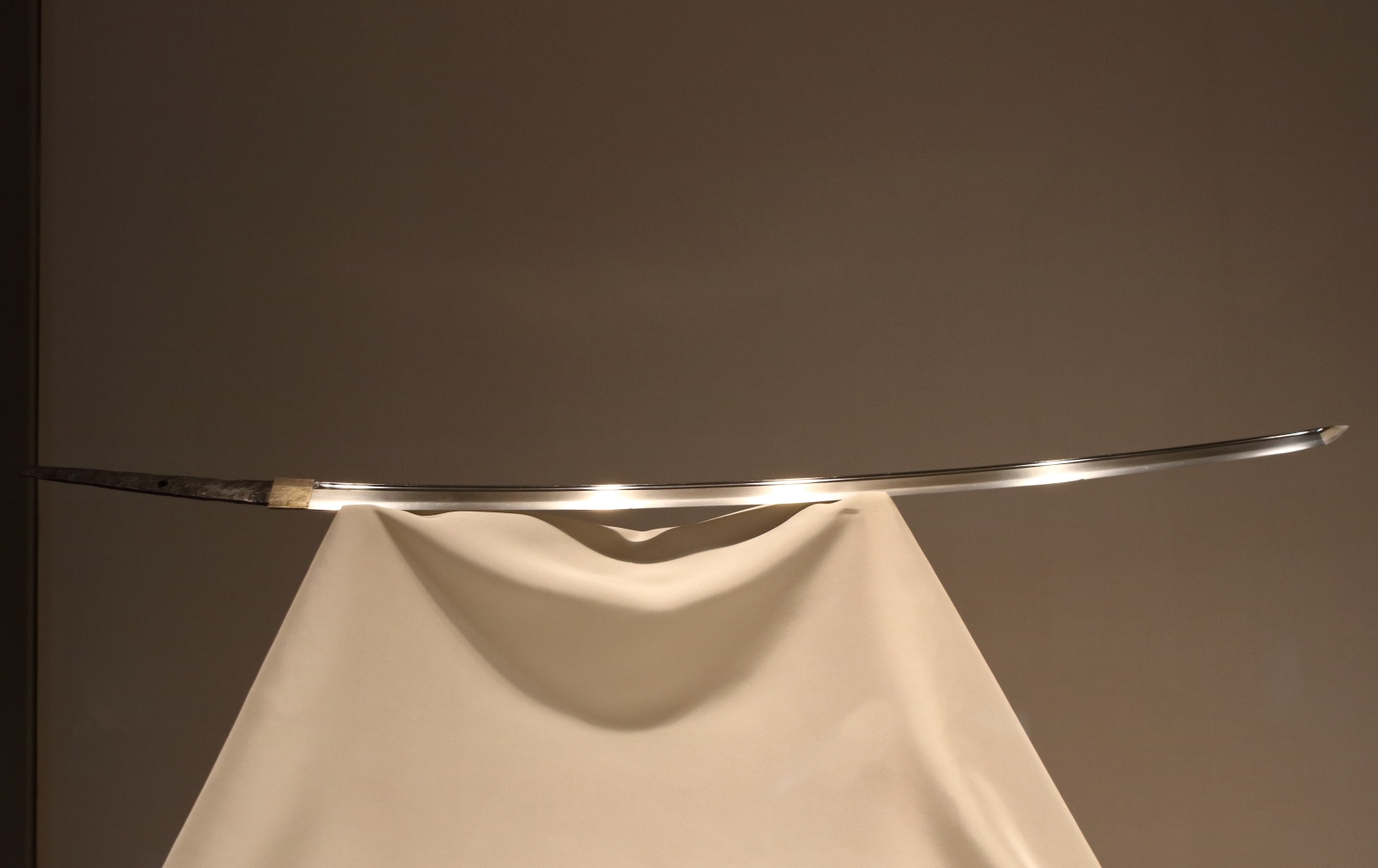
太刀〈銘雲生／〉（重要文化財、東京国立博物館蔵）、雲生は後醍醐天皇の御番鍛冶という説が江戸時代にあったが、後に否定されている

江戸時代後期、山田浅右衛門吉睦の『古今鍛冶備考』（文政13年（1830年））が語る伝説によれば、後醍醐天皇は鵜飼派（うかいは、宇甘派、雲類（うんるい）とも）の名工の雲生（うんしょう）・雲次（うんじ）兄弟が打った太刀を愛刀としていたという。鵜飼派は、備前国宇甘郷（うかいごう/うかんごう、岡山県岡山市北区御津地域）で、鎌倉時代末期から南北朝時代にかけて活躍した刀工流派である。雲生と雲次は初め、長船派の鍛冶で、それぞれ国友と国吉という名前だったが、元亨年間（1321年 - 1324年）に入京し、後醍醐天皇の勅命で太刀を鍛刀することになった。そこで、天に対して、帝の叡慮に叶うような名剣が作れるように祈っていると、ある夜、浮雲を模した刃文を焼いた夢を、兄弟揃って見た。そこで、夢の通りの刃文を試してみると、比類ない見事さだった。兄弟が太刀を献上する時に浮雲の夢の話を後醍醐天皇にしてみたところ、帝は感じ入って、国友に「雲生」の名を、国吉に「雲次」に名を下賜した。そして、兄弟は長船派から独立して、新しく鵜飼派を立てたのだという。
しかし、そもそも後醍醐天皇即位以前から「雲生」銘の刀があるため、この伝説は実証的に否定される。刀剣研究家の福永酔剣は、このような伝説は『古今鍛冶備考』以前に見当たらないことを指摘し、山田浅右衛門自身による創作であろうと推測した。

### みたらし団子

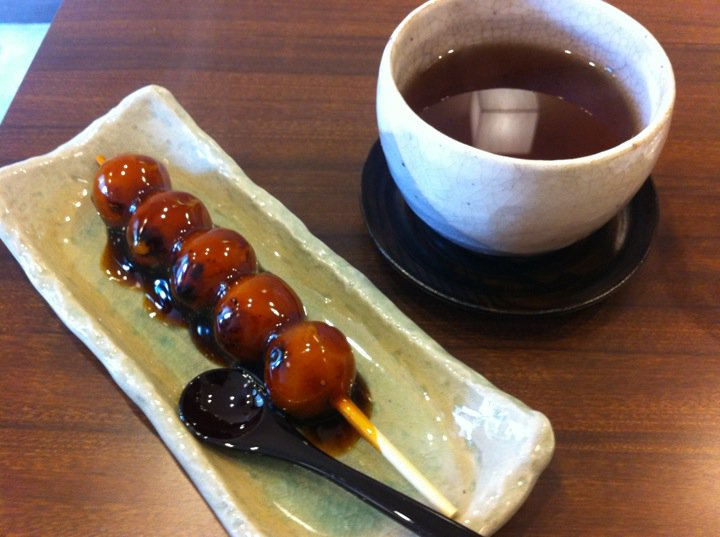
みたらし団子

伝承によれば、後醍醐天皇が京都市左京区下鴨の下鴨神社に行幸した際、御手洗池（みたらしいけ）で水を掬おうとしたところ、1つの大きな泡が出てきて、続いて4つの泡が出てきた。この泡を模して、串の先に1つ・やや間をあけた4つの団子を差して、その水泡が湧いた様を団子にしたのが、みたらし団子の起源であるという。

### 妙福院宮
大鹿村の伝説によると、後醍醐天皇の10子に妙福院宮という人物がいたとされる。宮は応永4年7月7日に大鹿村で亡くなり、その墓は大鹿村釜沢の大嶋山にあるとされる。

### 隠岐配流と知夫里島
島根県隠岐郡知夫村には、元弘2年（1332年）に後醍醐天皇が隠岐に流された際に、知夫村に滞在したと伝承がある。知夫村仁夫地区に上陸後、古海坊（現 松養寺）と仁夫里坊（現 願成寺）に宿泊した。松養寺の本尊は後醍醐天皇から送られたとされる木造地蔵菩薩像であり、島根県の文化財に指定されている。
天佐志比古命神社には、後醍醐天皇がご参拝時に腰をお掛けになり休まれたとする「後醍醐天皇お腰掛けの石」がある。来居港ターミナル付近の来居大島には後醍醐天皇が勤行を行ったとする法華経塚がある。来居大島の法華経塚には、中ノ島の後鳥羽上皇の墓所を訪問しようとした際に、西ノ島の文覚の岩屋の前で船が進まなくなったため、文覚の亡魂を鎮めるために来居大島にて勤行を行ったとする伝承に基づいている。

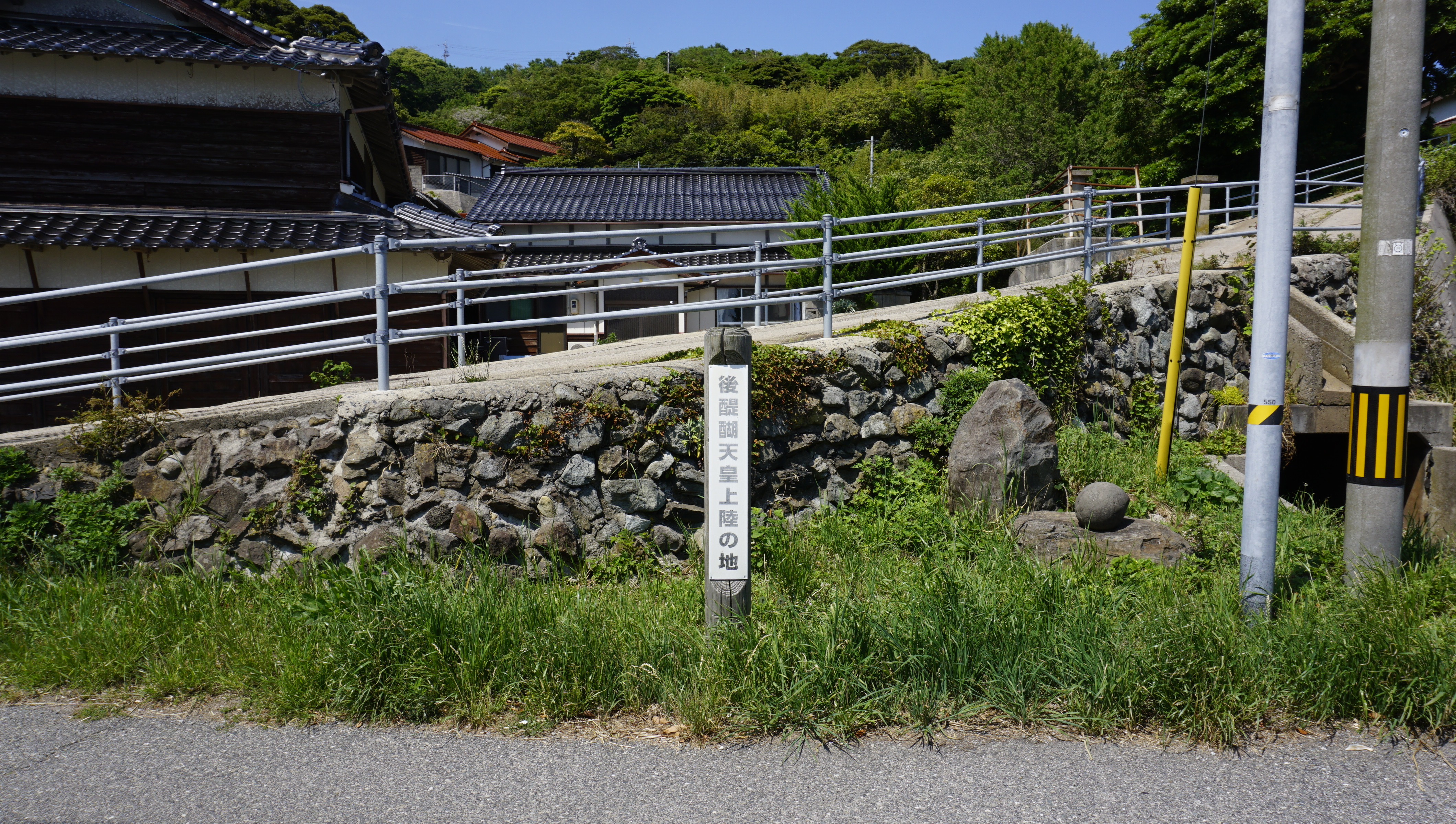
後醍醐天皇上陸の地
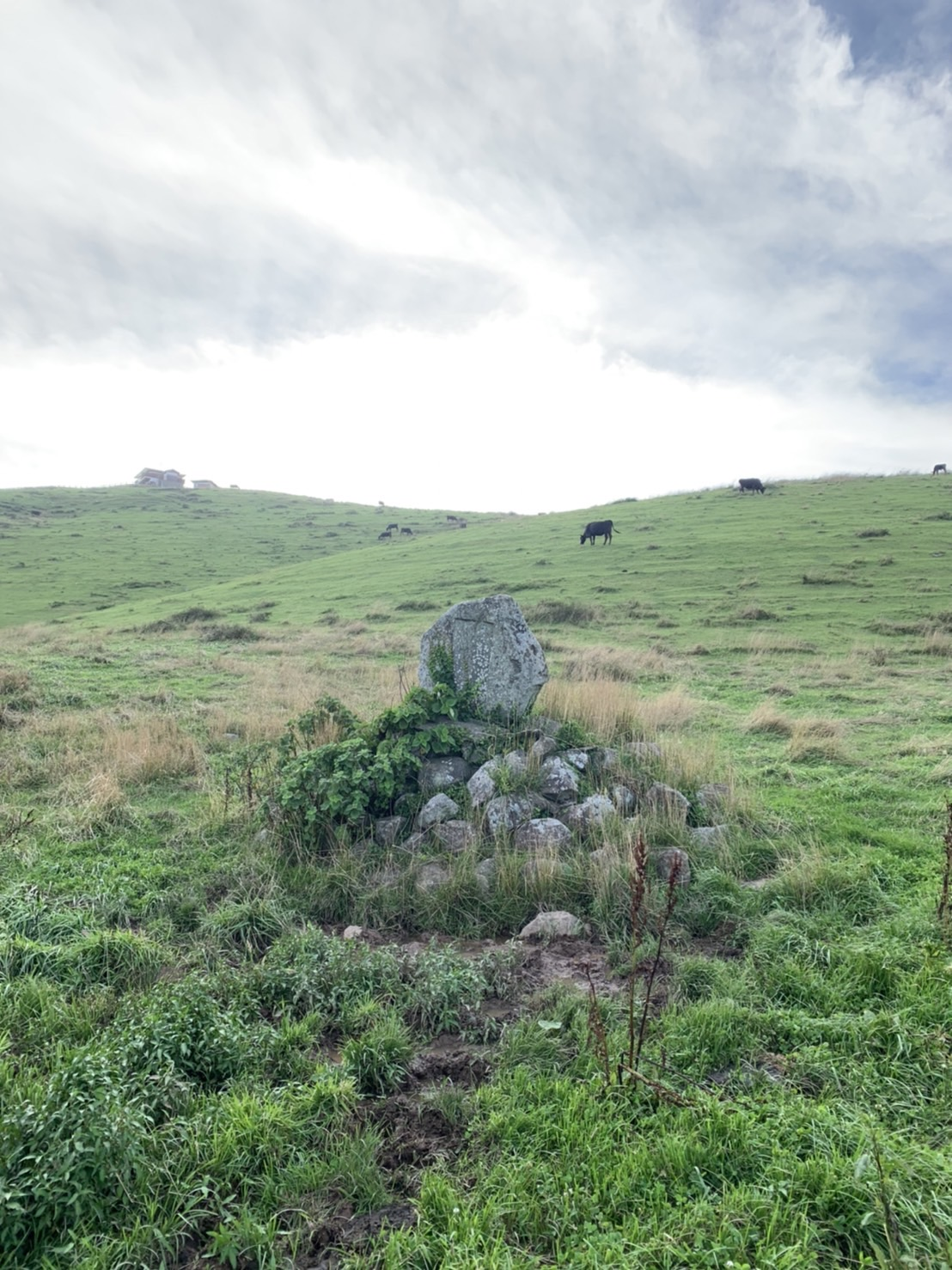
赤ハゲ山の古海坊跡
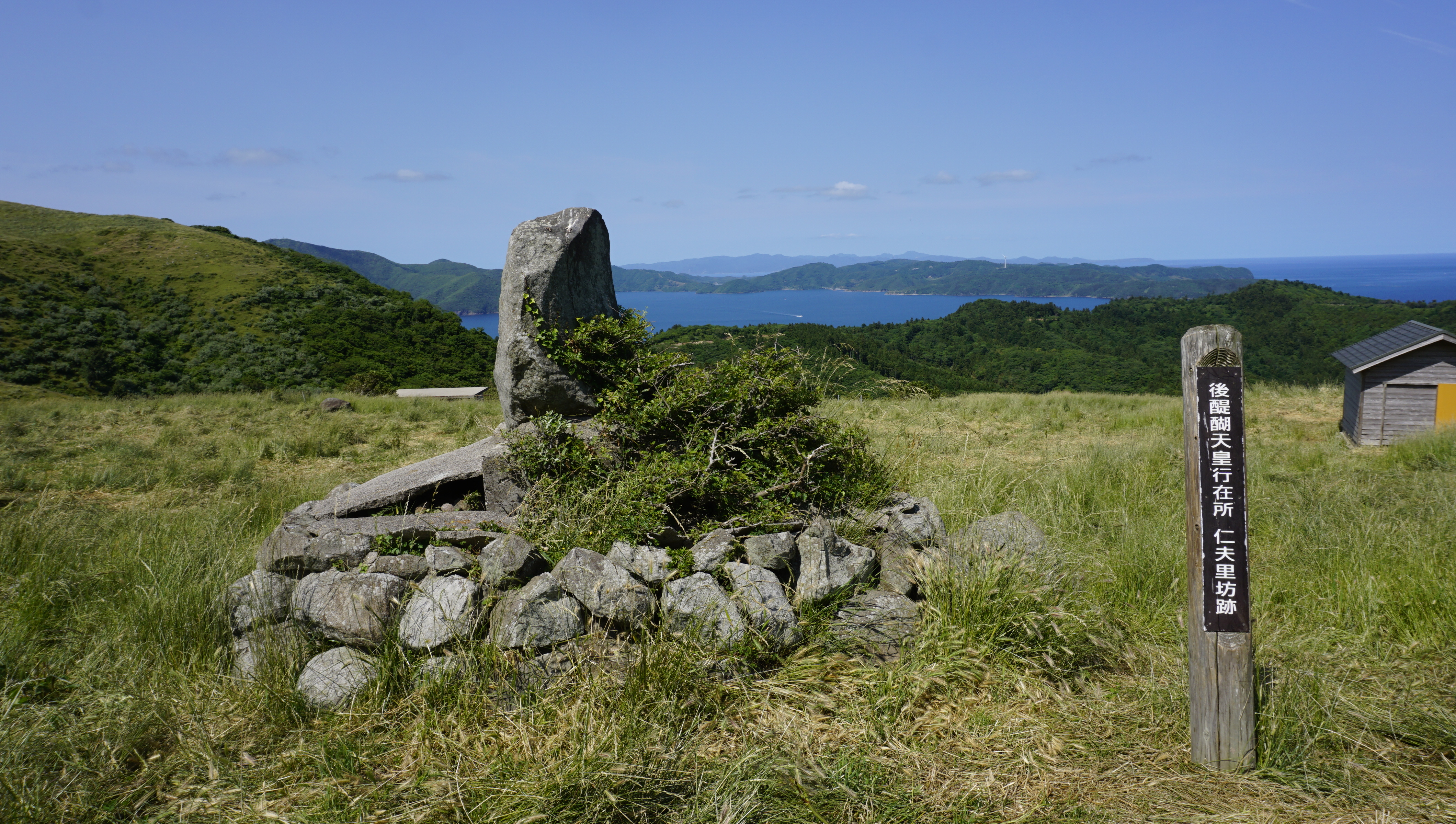
仁夫里坊跡
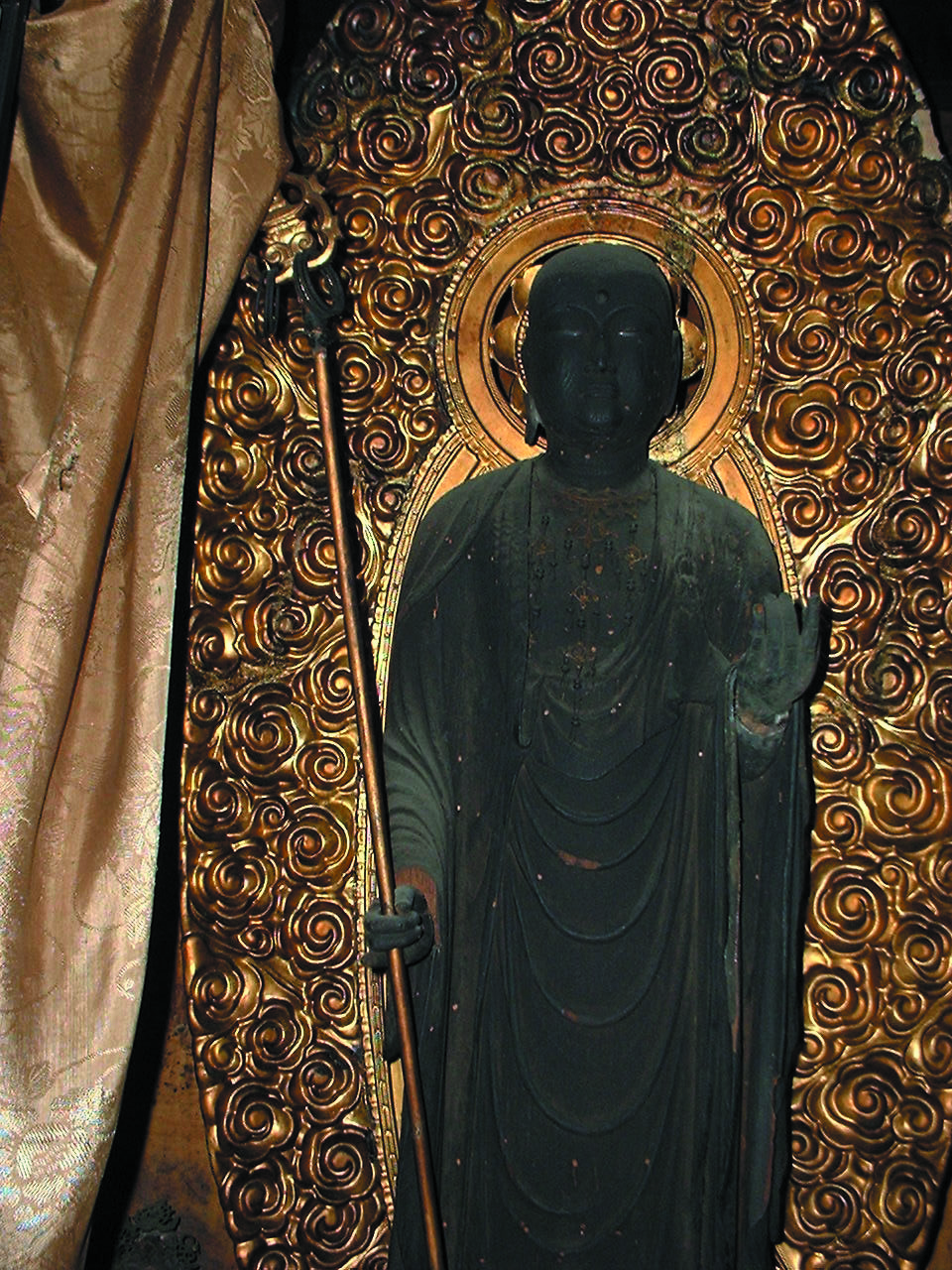
松養寺に納められている地蔵菩薩立像
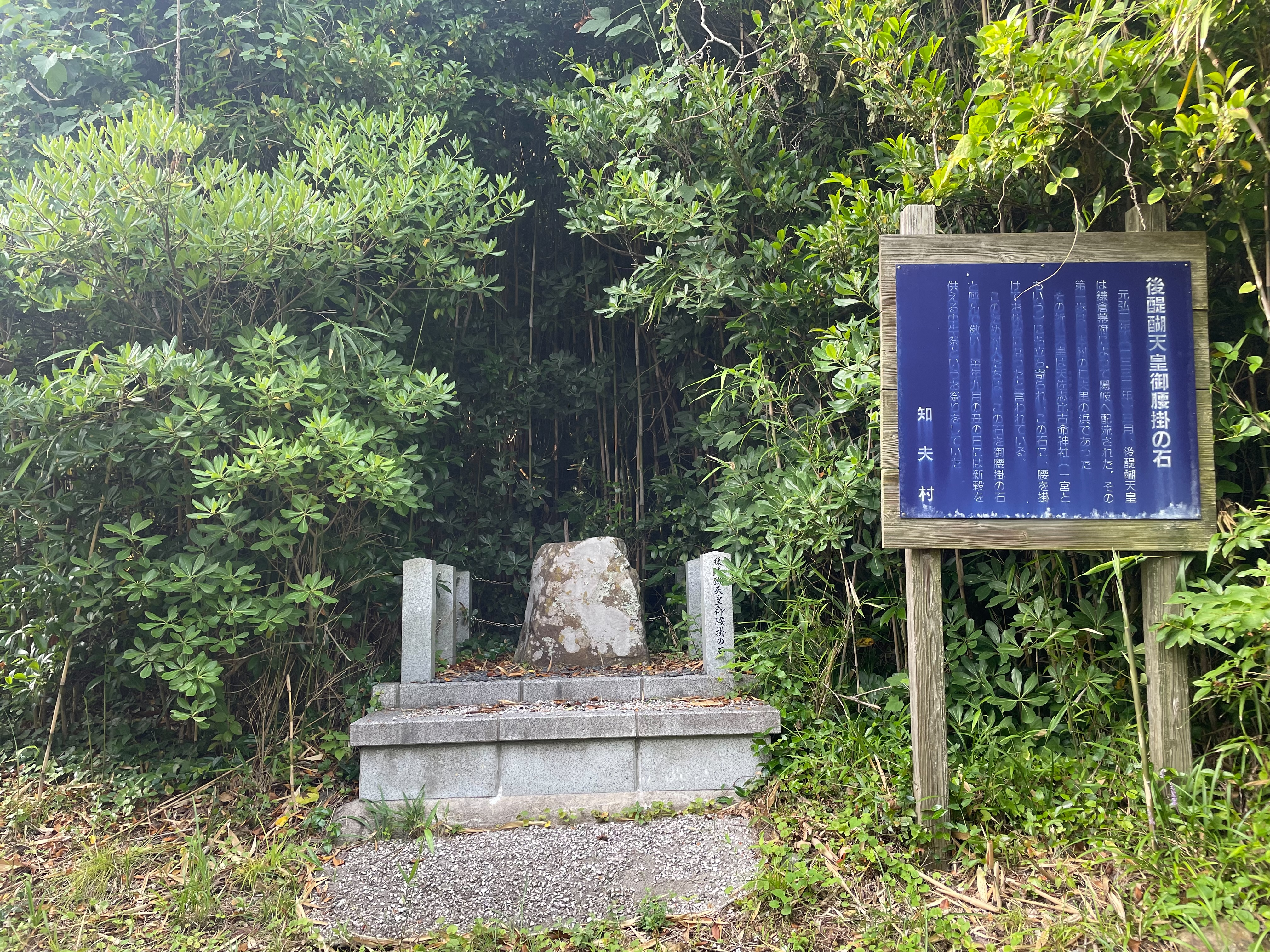
後醍醐天皇御腰掛けの石
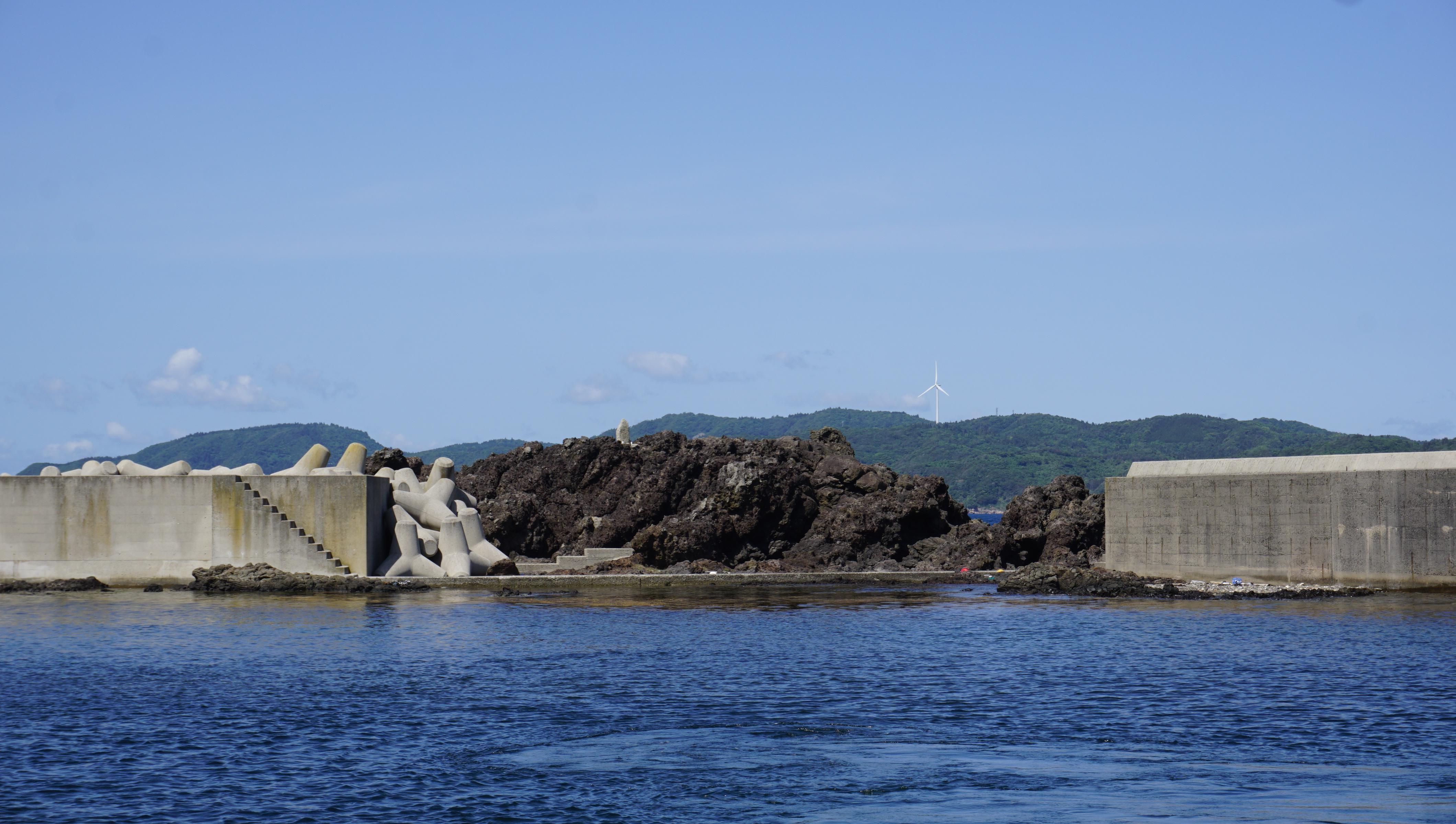
来居大島の法華経塚

## 関連作品
小説
- 朝松健『邪曲回廊』－異形コレクション第33巻【オバケヤシキ】（光文社、2005年）
光厳天皇の杖が生み出した『世界』に出現。光厳天皇に対する恨みから活火山のように炎を撒き散らす生霊となり、光厳天皇の代役となった一休を追い回す。

テレビドラマ
- 太平記（1991年、NHK大河ドラマ、演：片岡孝夫）

舞台
- 桜嵐記（2021年宝塚歌劇・月組公演、演：一樹千尋）

漫画
- 沢田ひろふみ『山賊王』 - 南北朝時代を描いた歴史漫画。楠木正成も認める威厳ある天皇として描かれている。
- 河部真道『バンデット -偽伝太平記-』 - 南北朝時代を描いた歴史漫画。落人狩りを素手で狩る最強の天皇として描かれている。
- 松井優征『逃げ上手の若君』 - 南北朝時代を描いた歴史漫画。御簾で顔は見えず激しい眼光と下半身部分だけの登場が主。